# Architettura rinascimentale

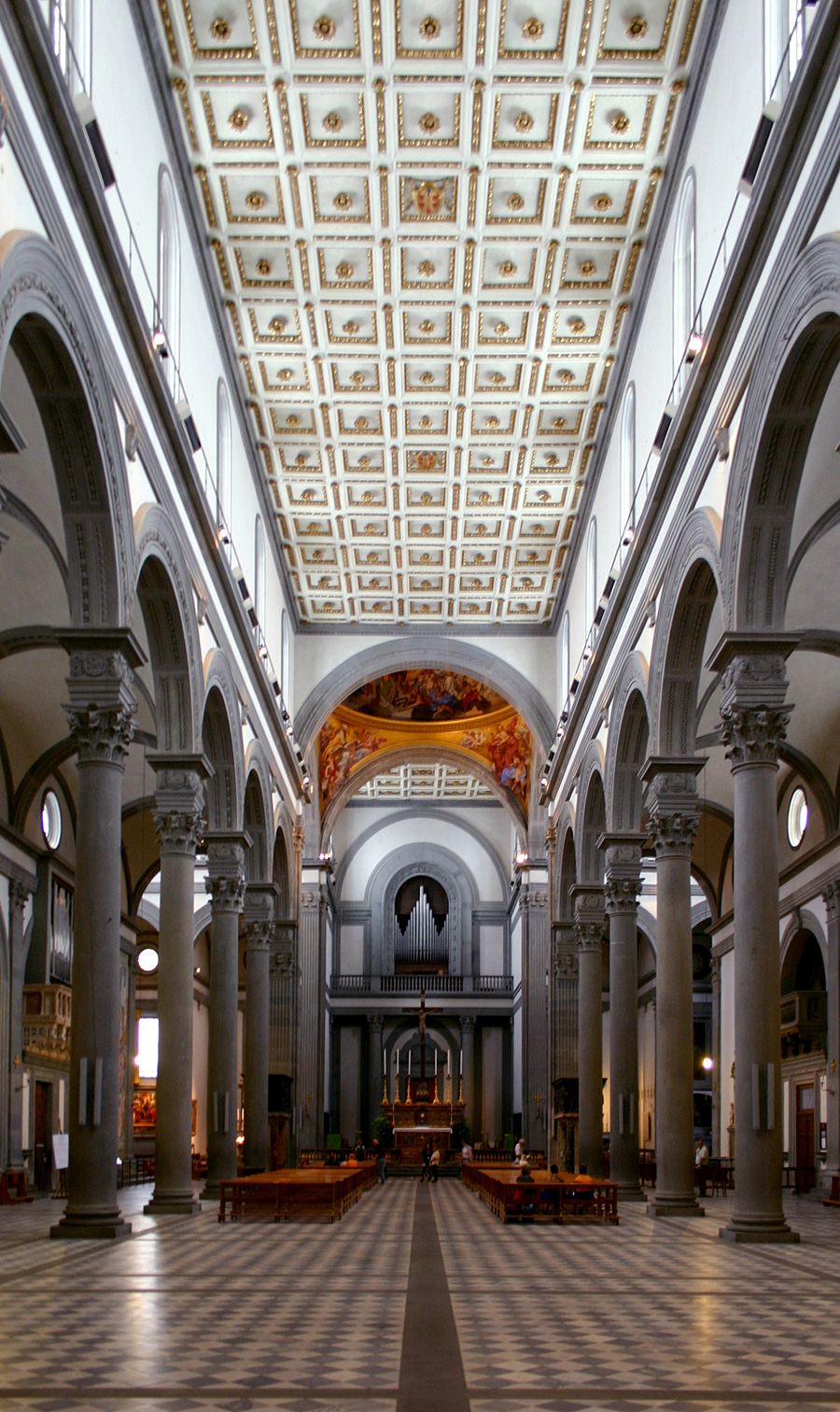
San Lorenzo, Firenze

L'architettura rinascimentale è quella fase dell'architettura italiana che si sviluppò dal 1420 alla metà del XVI secolo, con il ritorno alla vita dell'antichità classica.
Caratteristiche principali dell'architettura rinascimentale sono infatti la sensibilità verso il passato antico, la ripresa degli ordini classici, l'articolazione chiara nelle piante e negli alzati, nonché le proporzioni tra le singole parti degli edifici.
Lo stile del cosiddetto "primo rinascimento" ebbe origine a Firenze, favorito dall'affermazione della borghesia e della cultura umanistica, fiorendo poi in altre corti come quelle di Mantova e di Urbino.
La successiva fase cinquecentesca, detta "Rinascimento classico", ebbe in Roma il nuovo centro della vita artistica, coesistendo nello stesso secolo con il Manierismo, che è generalmente considerato dalla storiografia come la terza fase del Rinascimento.
Nei secoli seguenti le idee architettoniche elaborate in Italia si propagarono anche nel resto d'Europa, ma le opere che ne scaturirono ebbero poco in comune con le caratteristiche dell'architettura italiana, consistenti nella ripresa di particolari romani e nel senso di equilibrio e stabilità.

## Contesto
(Nikolaus Pevsner)

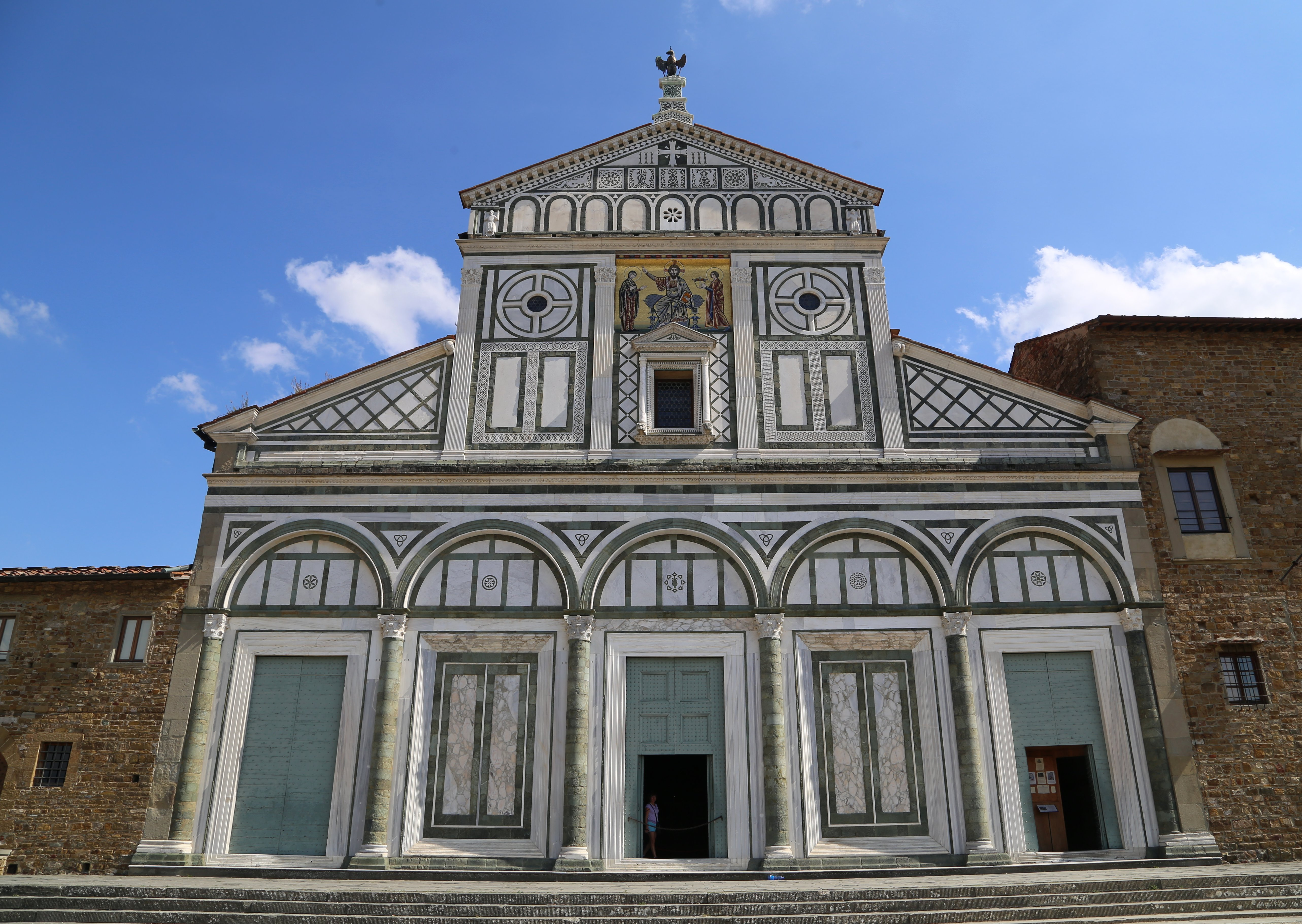
Firenze, facciata della basilica di San Miniato al Monte, esempio di architettura proto-rinascimentale

All'inizio del XV secolo l'Italia era suddivisa in cinque stati maggiori (Regno di Napoli, Stato Pontificio, Repubblica Toscana, Repubblica di Venezia, Ducato di Milano), contornati da numerosi ducati e repubbliche minori (come il Ducato di Urbino, il Ducato di Mantova e la Repubblica di Siena).
Firenze, nel Quattrocento, consolidò il proprio potere economico mediante un dinamismo basato su una innovativa organizzazione produttiva di tipo industriale, mercantile e bancaria. Con la definitiva affermazione della borghesia cittadina si passò da un tipo di azienda a conduzione familiare a una costituita da numerosi dipendenti, commessi, corrispondenti esteri e viaggiatori. La famiglia Medici, in particolare, era titolare di una ditta con agenti in diversi poli mercantili d'Europa e aveva legato il proprio nome alle più prestigiose cariche pubbliche della città: fu attraverso il controllo delle elezioni, del sistema tributario e la creazione di nuove magistrature assegnate a uomini di stretta fiducia, che nei primi decenni del Quattrocento Cosimo il Vecchio pose le solide basi del potere della famiglia dei Medici, divenendo di fatto signore di Firenze.
Il secondo campo utile alla contestualizzazione dell'architettura del Quattrocento è quello degli studi letterari, linguistici, filologici e di traduzione dei testi classici iniziati nel XIV secolo con Francesco Petrarca e proseguiti con una serie di autori di estrazione fiorentina. Gli umanisti, a differenza dei monaci medievali, tentarono una lettura critica delle opere latine, ricercando non solo quello che interessava i teologi, ma anche altri aspetti della vita dell'uomo, come la storia, la politica e l'arte.
L'altro aspetto che può spiegare la predisposizione della Toscana allo sviluppo dell'architettura rinascimentale è il carattere geografico e nazionale di questa regione, che aveva avuto la sua espressione iniziale nell'arte etrusca e che era ancora chiaramente riconoscibile in epoca medievale: dall'eleganza della facciata di San Miniato al Monte, alle grandiose e serene composizioni di Santa Croce, Santa Maria Novella e Santa Maria del Fiore.
Quando inoltre già nel 1334 le autorità avevano deciso di nominare un pittore, Giotto, quale nuovo capomastro della cattedrale fiorentina, si gettarono le premesse per un nuovo periodo nella storia professionale dell'architettura, che troverà il suo apice nel periodo rinascimentale: da allora i grandi artisti furono onorati e ammessi a posti che non rientravano nelle loro specialità solo per il rispetto dovuto al loro genio.
In altre parole, all'inizio del Quattrocento a Firenze si verificarono una serie di eccezionali fattori autonomi, ma concomitanti, per la nascita di una nuova architettura. Del resto, una ricca repubblica mercantile come quella fiorentina doveva necessariamente essere rivolta a ideali umani e non trascendentali, alla chiarezza e non all'oscurità, all'attività e non alla meditazione; per questo lo spirito dell'antica Roma, chiaro e realista, non poté essere riscoperto che a Firenze.

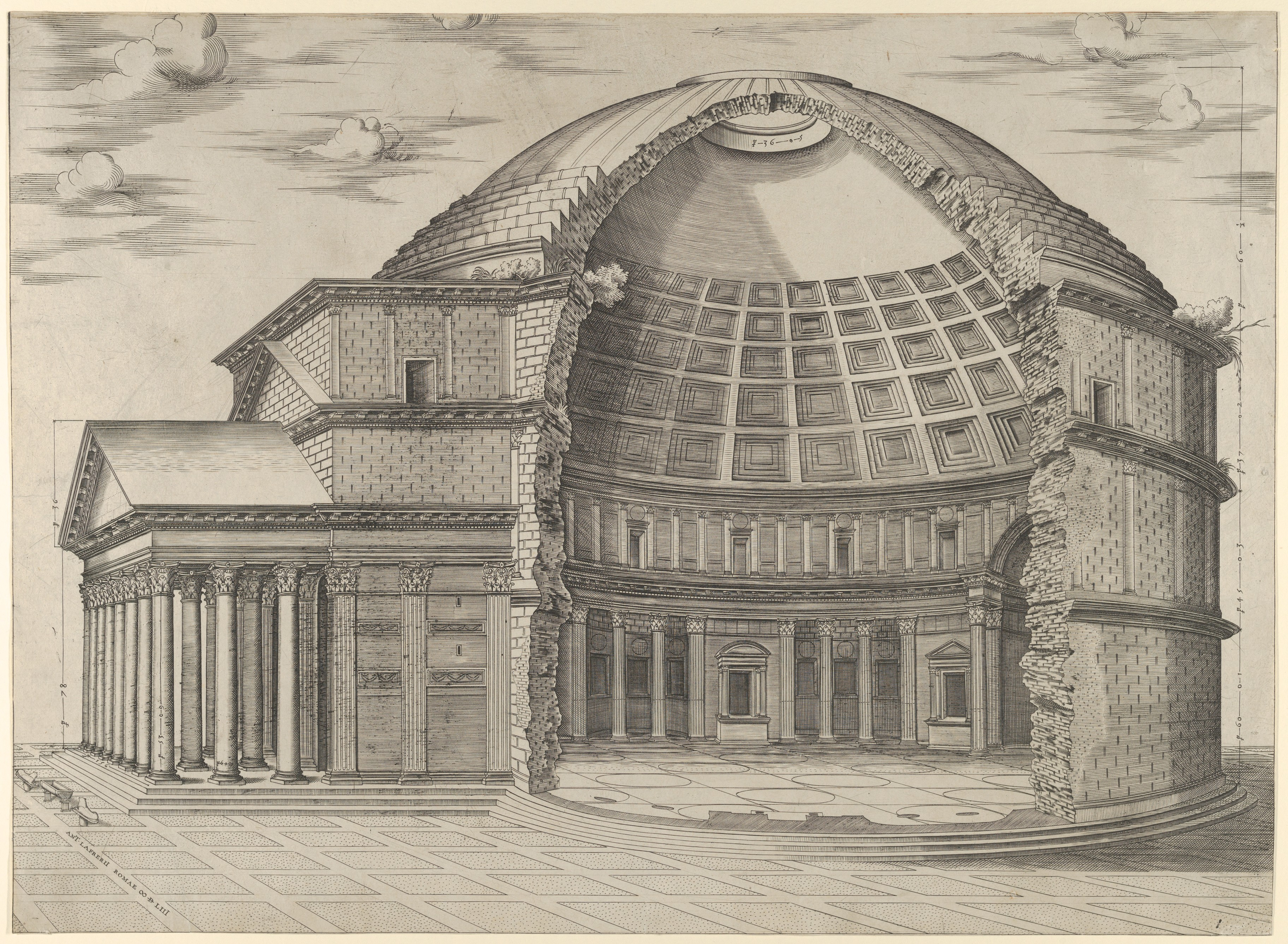
Roma, il Pantheon in una incisione di Antonio Lafreri

Verso la fine del Quattrocento il vecchio mondo fiorentino cominciò tuttavia a esaurirsi; ben presto, l'avanguardia della prima generazione lasciò il posto a un'accademia aristocratica, tanto che dal 1470 in poi, con la sola eccezione di Leon Battista Alberti, le ricerche più avanzate nel campo dell'architettura furono portate avanti, paradossalmente, da due pittori: Piero della Francesca e Andrea Mantegna.
Fu così che nel XVI secolo il baricentro artistico del Rinascimento si spostò da Firenze a Roma.
Il contesto romano era distante da quello borghese, mercantile e industriale fiorentino; mancava anche di quella continuità che aveva caratterizzato, invece, il passaggio di Firenze dal Medioevo al Rinascimento. Al ritorno dei papi dopo la Cattività avignonese, la città si presentava ridotta a un piccolo centro urbano, dal quale emergevano i cumuli di rovine delle vestigia imperiali. Il rinnovamento di Roma in funzione del prestigio della Chiesa cattolica, avviato da papa Martino V e confermato dai suoi successori, passava attraverso una serie di punti fondamentali: riportare la città agli antichi splendori, avviare opere di restauro e potenziare le fortificazioni. Il punto di svolta si ebbe sotto papa Giulio II, eletto nel 1503, il quale aggiornò il programma sopra enunciato avvalendosi del capitalismo bancario e degli apporti della cultura umanistica.
Questa felice stagione fu interrotta dal sacco di Roma del 1527, che lasciò la città in rovina e compromise le basi della civiltà rinascimentale, almeno fino all'arrivo di Michelangelo Buonarroti nel 1534, il quale, dopo quella data, realizzò alcune delle sue opere più importanti; il tutto, però, nel rinnovato clima della controriforma.

## Caratteristiche
Il termine "Rinascimento" fu utilizzato già dai trattatisti dell'epoca per evidenziare la riscoperta dell'architettura romana, di cui nel Quattrocento sopravvivevano integre diverse vestigia.
Principali indici di questo atteggiamento furono la ritrovata sensibilità verso le forme del passato, non solo dell'architettura romana, ma anche di quella paleocristiana e del romanico fiorentino, la ripresa degli ordini classici, l'uso di forme geometriche elementari per la definizione delle piante, la ricerca di articolazioni ortogonali e simmetriche, nonché l'impiego della proporzione armonica nelle singole parti dell'edificio.
In particolare, caratteristica comune tra l'architettura rinascimentale e quella romana è l'effetto prodotto dall'adattamento di semplici masse basato sui sistemi modulari della proporzione, il cui modulo è fissato dal semidiametro delle colonne.
Del resto, lo storico dell'arte Bruno Zevi ha definito il Rinascimento come "una riflessione matematica svolta sulla metrica romanica e gotica", evidenziando la ricerca, da parte degli architetti dei secoli XV e XVI, di una metrica spaziale basata su rapporti matematici elementari. In altre parole, la grande conquista del Rinascimento, rispetto al passato, è stata quella di aver creato negli spazi interni quello che i greci antichi avevano realizzato per l'esterno dei loro templi, dando vita ad ambienti regolati da leggi immediatamente percepibili e facilmente misurabili dall'osservatore.
In questo ebbe certamente un peso determinante anche lo studio della prospettiva da parte di Filippo Brunelleschi; il Brunelleschi introdusse una visione d'interno totalizzante, elevando la prospettiva a struttura spaziale globale. Da Brunelleschi in poi, "lo spazio vero dell'architettura, quello nel quale si penetra e si vive, è pensato intenzionalmente in vista di un risultato prospettico".

### Il palazzo

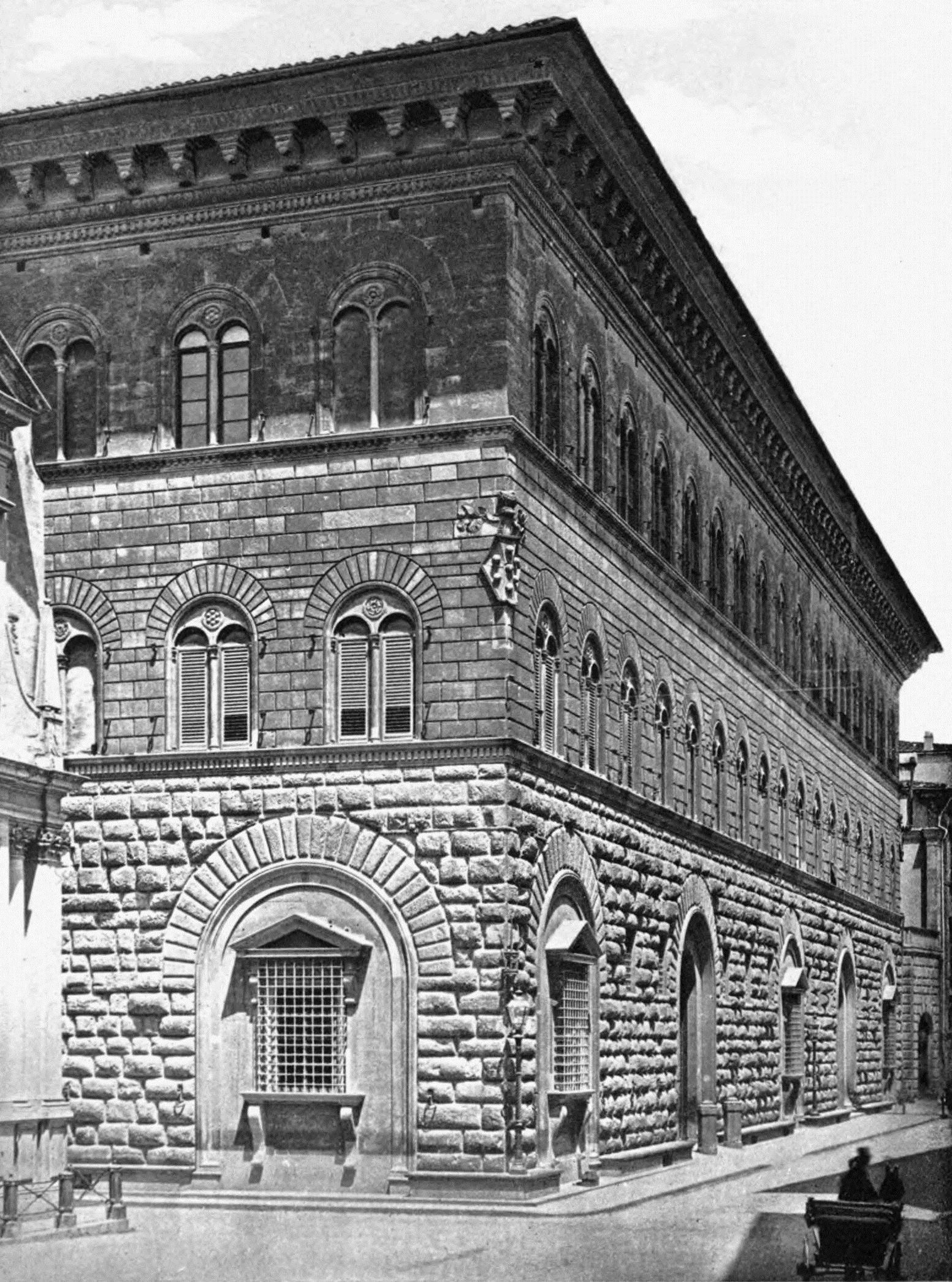
Palazzo Medici, Firenze. Bugnato rustico (in basso) e bugnato liscio (in alto)

L'ascesa della borghesia fiorentina favorì importanti cambiamenti nel tessuto urbano della città: alle numerose case-torri che emergevano nel tessuto urbano si sostituirono i palazzi dei mercanti, cui era affidato il compito di conciliare le esigenze di vita degli abitanti col rinnovamento del volto urbano delle città, avvicinandosi, al contempo, ai prototipi dell'antichità.
Tuttavia, a differenza di alcuni templi, nel XV secolo nessun antico palazzo era sopravvissuto integro, tanto che alla conoscenza delle planimetrie si contrapponeva la mancanza di modelli relativi all'articolazione delle facciate.
Neanche Vitruvio e gli altri autori del periodo romano avevano fornito indicazioni precise, concentrando le loro attenzioni soprattutto sulla disposizione in pianta e non sull'alzato.
Partendo da queste considerazioni, il cortile al centro dell'edificio, derivante da modelli planimetrici del passato, divenne l'elemento cardine delle nuove composizioni.
L'accentuazione dell'estensione orizzontale degli edifici consentì comunque una migliore distribuzione degli ambienti rispetto ai tradizionali schemi medievali: il piano terra, chiuso come una fortificazione, serviva al movimento dei commercianti, dei visitatori e dei clienti; il primo piano, detto piano nobile, era destinato agli ambienti di rappresentanza, mentre il secondo piano era riservato alla residenza vera e propria della famiglia.
Il palazzo Medici, commissionato da Cosimo il Vecchio a Michelozzo prima della metà del XV secolo, può essere considerato l'archetipo del palazzo del primo Rinascimento: si tratta di un "dado di pietra", con cortile su colonne e facciate esterne caratterizzate da una rustica graduazione di bugne, che riprendono elementi derivanti dai palazzi pubblici medievali.
All'interno però le diverse funzioni non sono ancora riconducibili a uno schema pienamente simmetrico e assiale, che resta ancora limitato alla zona dell'ingresso e della corte.
Alla soluzione con facciata in bugnato di palazzo Medici si oppose quella con ordini di semipilastri, che trova ancora la sua prima realizzazione a Firenze, nel palazzo Rucellai di Leon Battista Alberti. In ogni caso, l'articolazione delle superfici mediante semipilastri, pur distaccandosi dalla tradizione medievale, non prese particolarmente piede in Toscana, ma aprì comunque la strada a futuri sviluppi.

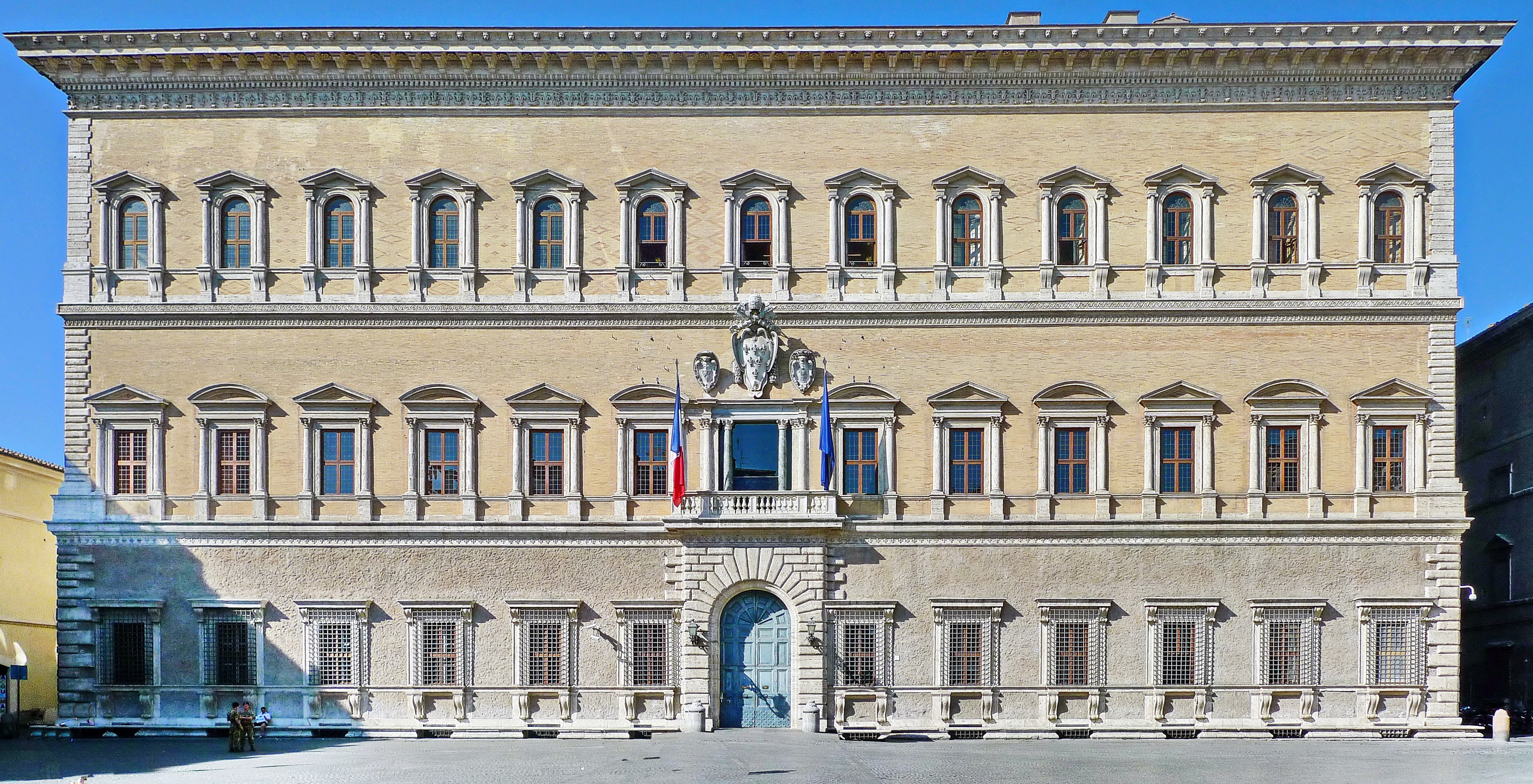
Palazzo Farnese, Roma

Nel pieno Rinascimento la simmetria assiale della pianta divenne un principio progettuale fondamentale.
Pur derivando dal modello di palazzo Medici, Palazzo Strozzi, costruito a Firenze sul finire del XV secolo, presenta una simmetria assiale della pianta e scale a doppia rampa che preannunciano la tendenza agli impianti doppi del periodo barocco.
La pianta del più tardo palazzo Valmarana, a Vicenza, innalzato nella seconda metà del secolo successivo da Andrea Palladio, è caratterizzata da una composizione assiale speculare, offrendo una suddivisione degli spazi equilibrata e proporzionata.
Ancora nel pieno Rinascimento, Bramante e Raffaello proposero nuovi modelli di facciate per palazzi, con la combinazione di bugnato al piano terra e scansione della facciata con ordini in rilievo.
Palazzo Farnese a Roma, progettato da Antonio da Sangallo il Giovane e Michelangelo, divenne il prototipo di un nuovo modello, molto duraturo, basato sul rifiuto sia del bugnato che degli ordini a favore di una facciata liscia percorsa da membrature orizzontali (marcapiano, marcadavanzali), con finestre a edicola sormontate da timpani triangolari e curvilinei alternati, che al piano terra diventano inginocchiate.

### La villa

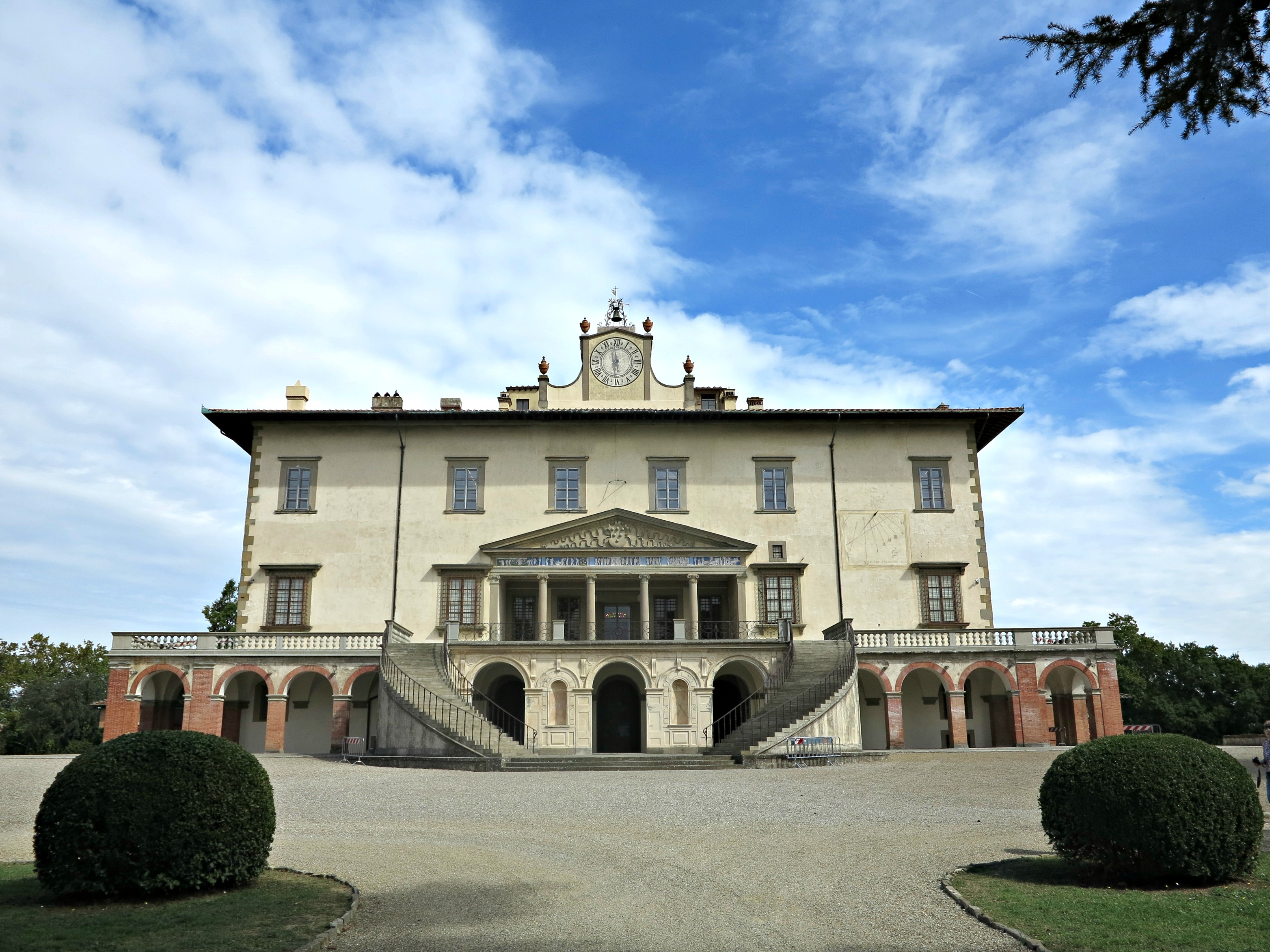
Villa medicea di Poggio a Caiano

Nelle residenze di campagna, la centralizzazione divenne comunque un principio fondamentale.
Leon Battista Alberti, nel trattato De re aedificatoria, dedica un tomo alle "case signorili", che si rifanno al modello della villa di Plinio il Giovane: la disposizione degli ambienti principali, quali il vestibolo, il soggiorno e la zona destinata al pranzo si aprono su uno spazio centrale (atrium), la sala da pranzo invernale prevede una stufa, mentre quella estiva affaccia sul giardino.
Riconducibile a questa tipologia è la villa medicea di Poggio a Caiano (1470 circa). Innalzata su progetto di Giuliano da Sangallo verso la fine del Quattrocento, costituisce uno dei principali esempi del primo Rinascimento. L'edificio si sviluppa su due piani sopra un'ampia terrazza, con una loggia sormontata da un frontone classico, che anticipa la soluzioni palladiane del secolo successivo; gli spazi interni sono distribuiti a croce attorno alla sala centrale, a pianta rettangolare e chiusa da una volta a botte, con quattro appartamenti di tre o quattro stanze che si sviluppano tra gli angoli dell'edificio e gli spazi principali.
A Roma si sviluppa un volume edilizio più articolato, con una sequenza di spazi paralleli e loggia centrale: è il caso della villa Farnesina edificata da Baldassarre Peruzzi all'inizio del XVI secolo, da cui deriveranno una serie di ville di campagna, come quella Imperiale di Pesaro, rinnovata da Gerolamo Genga nel secondo decennio del Cinquecento.
La scena cinquecentesca è comunque dominata dalle ville che Andrea Palladio realizzò in Veneto; tra queste, un'intensa fortuna ebbe il progetto della cosiddetta Rotonda, che divenne fonte di ispirazione per diversi artisti appartenenti alla corrente del palladianesimo internazionale: la Rotonda presenta una pianta centrale, evidenziata da una cupola, con avancorpi su ogni lato caratterizzati da pronai con colonne d'ordine ionico.

### La biblioteca

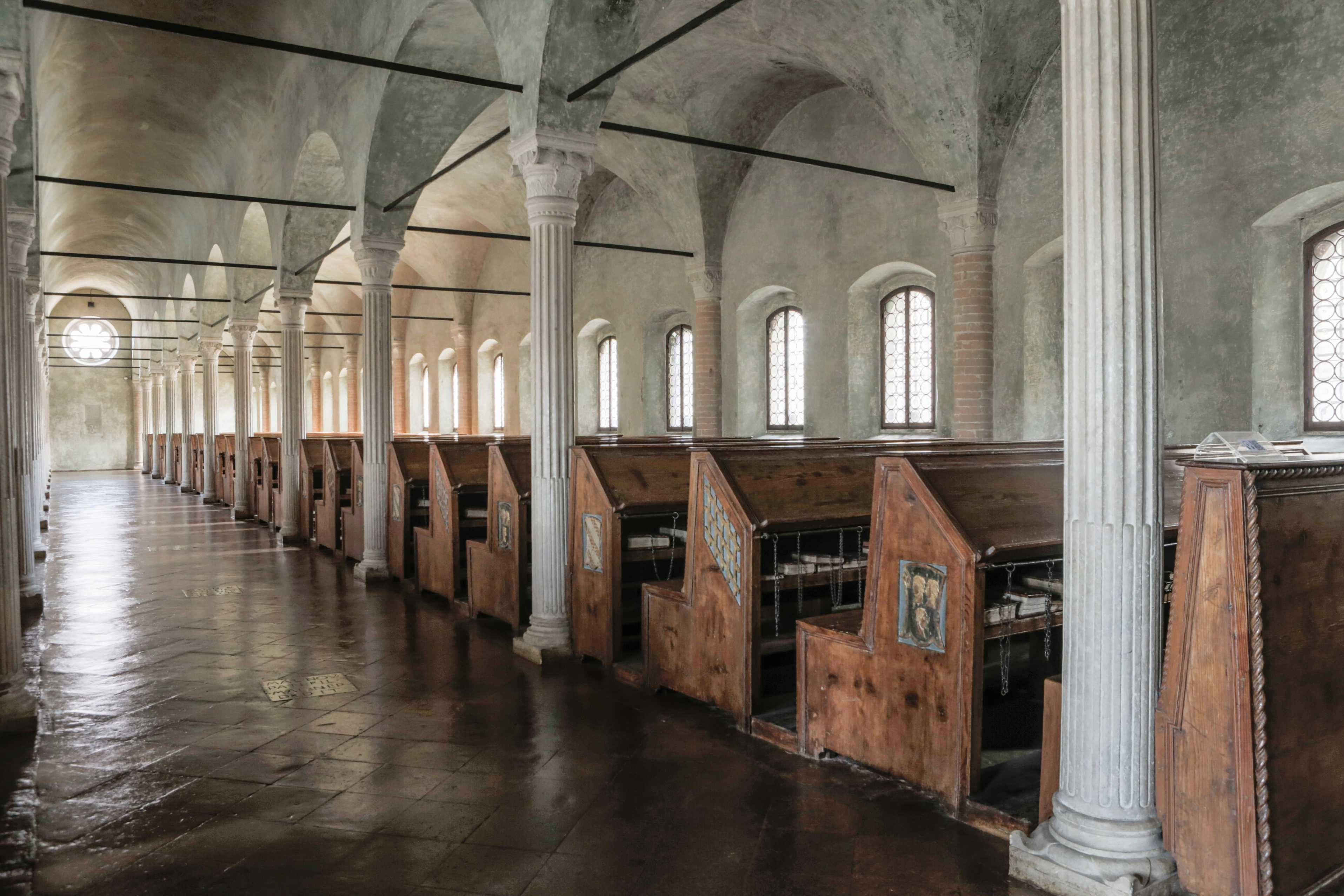
Interno dell'Aula del Nuti della Biblioteca Malatestiana, Cesena

Il Rinascimento fu l'epoca determinante per la nascita delle biblioteche in senso moderno. La diffusione degli studi umanistici e l'invenzione della stampa favorirono la nascita di diverse biblioteche civiche e lo sviluppo di quelle ecclesiastiche: si ricordano quella Viscontea-Sforzesca conservata nel castello di Pavia, la Malatestiana di Cesena, la Estense a Ferrara (successivamente trasferita a Modena), la Laurenziana di Firenze, la Marciana di Venezia, nonché la Biblioteca Apostolica Vaticana di Roma.
La soluzione a tre navate con volta, adottata per la Biblioteca Malatestiana di Cesena e per quella di San Marco a Firenze, divenne un modello per la successiva costruzione di rinomate biblioteche monastiche italiane: ad esempio quelle del convento di Santa Maria delle Grazie a Milano (1469), di San Domenico a Perugia (1474) e del monastero benedettino di San Giovanni a Parma (1523).
Il successo di questa forma continuò fino al momento in cui l'evoluzione dei canoni rinascimentali impose, nei primi decenni del Cinquecento, una soluzione in grado di privilegiare l'unità dello spazio e la diffusione uniforme dell'illuminazione, con conseguente rinuncia alla ripartizione in navate, come nel caso della Biblioteca Laurenziana costruita da Michelangelo.

### Il teatro

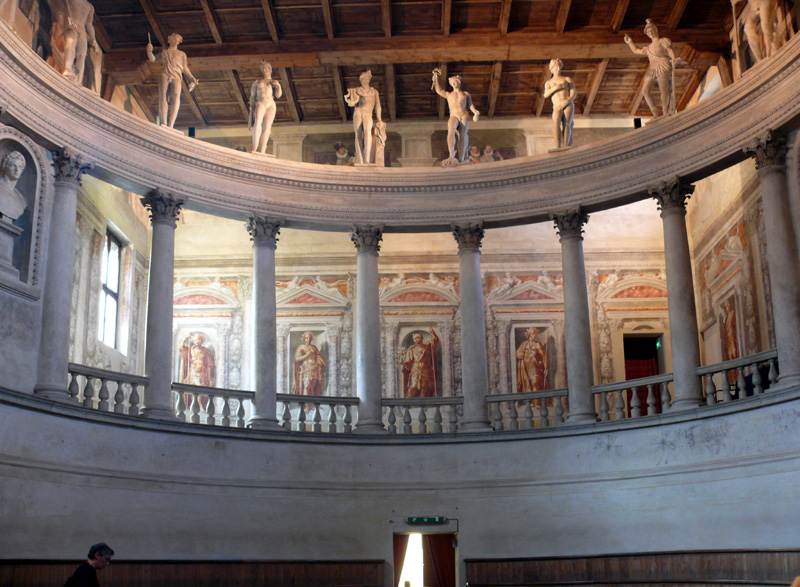
Teatro all'Antica di Sabbioneta

L'Umanesimo, con la diffusione dei testi classici latini e la fondazione delle accademie, determinò, verso la fine del Quattrocento, la rinascita del teatro.
Inizialmente le rappresentazioni avvenivano in luoghi privati come giardini, cortili di conventi e saloni dei palazzi addobbati per le rappresentazioni; la scena era dunque temporanea ed era caratterizzata prevalentemente da tendaggi che venivano aperti e chiusi durante le entrate e le uscite degli attori.
Nel corso del secolo successivo cominciarono a costruirsi impianti stabili per contenere le scenografie, come nel caso della Loggia del Falconetto di Padova.
Verso la fine del Cinquecento, nel Teatro Olimpico di Andrea Palladio, il modello dell'antica cavea si fuse con la scenografia rinascimentale, ma la sua influenza si limitò a pochi altri edifici, come il teatro all'Antica di Sabbioneta, di Vincenzo Scamozzi, o il più tardo Teatro Farnese di Parma.

### La chiesa

#### La pianta centrale

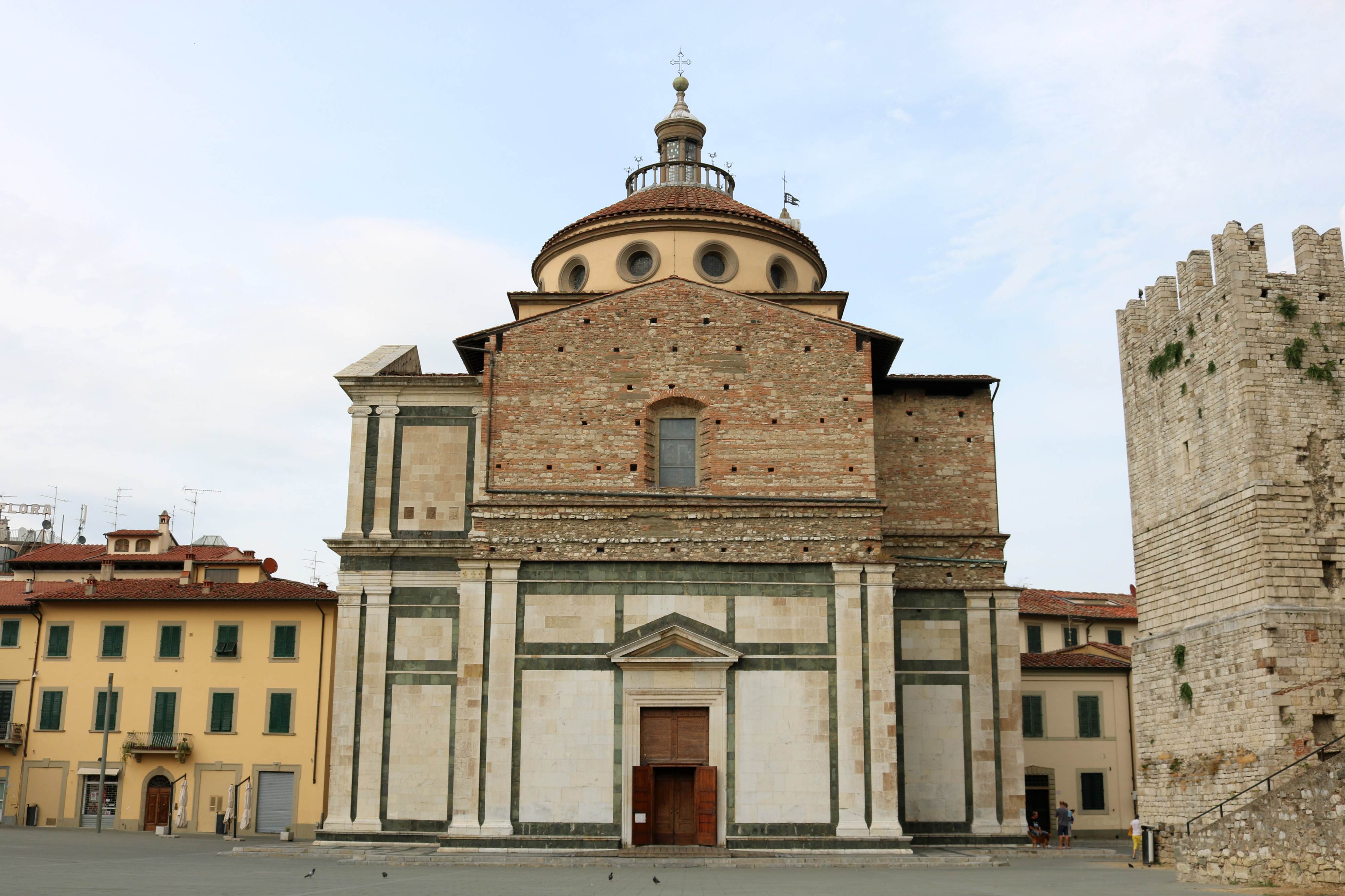
Giuliano da Sangallo, basilica di Santa Maria delle Carceri, Prato

Nel primo Rinascimento, la predilezione per le forme geometriche elementari e per l'armonia tra le parti portò alla concezione di chiese a pianta centrale, in cui si anteponeva l'ideale estetico e simbolico alla funzionalità.
A partire dal 1420 Filippo Brunelleschi innalzò la cupola della cattedrale fiorentina, il più grande organismo a pianta centrale dall'epoca del Pantheon; allo stesso architetto sono riconducibili diversi edifici centralizzati, come la Sagrestia Vecchia, la cappella Pazzi e la Rotonda di Santa Maria degli Angeli.
Sulla scia del Brunelleschi si inseriscono numerose chiesa a croce greca, come la basilica di Santa Maria delle Carceri a Prato, di Giuliano da Sangallo (1486), nonché alcuni disegni di Leonardo da Vinci, che ebbero notevole influenza sul pensiero architettonico cinquecentesco e, in particolare, su quello di Bramante.
Lo stile di Bramante risentì anche dell'influenza esercitata dalle chiese paleocristiane, che ebbe modo di osservare durante il suo soggiorno milanese. Su tutte la basilica di San Lorenzo, un grandioso organismo a pianta centrale formato da un quadrato con quattro absidi. Inoltre, per la sua prima realizzazione nota, la chiesa di Santa Maria presso San Satiro, restaurò l'antico sacello di San Satiro, un edificio a pianta centrale dal tipico disegno paleocristiano (una croce greca in un quadrato iscritto in un cerchio). Inoltre, chiamato dal Ascanio Sforza a intervenire nel cantiere del duomo di Pavia (di cui si conserva anche il modello ligneo risalente al 1497), impose la cupola e la pianta centrale alla cattedrale.
Il successivo tempietto di San Pietro in Montorio, una delle prime costruzioni realizzate dal Bramante dopo il suo trasferimento Roma, esprime una nuova concezione nella tipologia di complessi a pianta centrale, mostrando una maggiore derivazione dai modelli dell'antichità (il tempio di Vesta a Roma e il tempio di Vesta a Tivoli).
Nonostante le ridotte dimensioni, il tempietto può essere considerato l'embrione del disegno originario bramantesco per la basilica di San Pietro in Vaticano, un imponente complesso a croce greca, dominato al centro da una colossale cupola emisferica. Da essa e dalla sua versione michelangiolesca discenderanno una serie di chiese centralizzate, come Santa Maria di Carignano a Genova di Galeazzo Alessi, il Gesù Nuovo di Napoli e la chiesa del Monastero dell'Escorial presso Madrid.

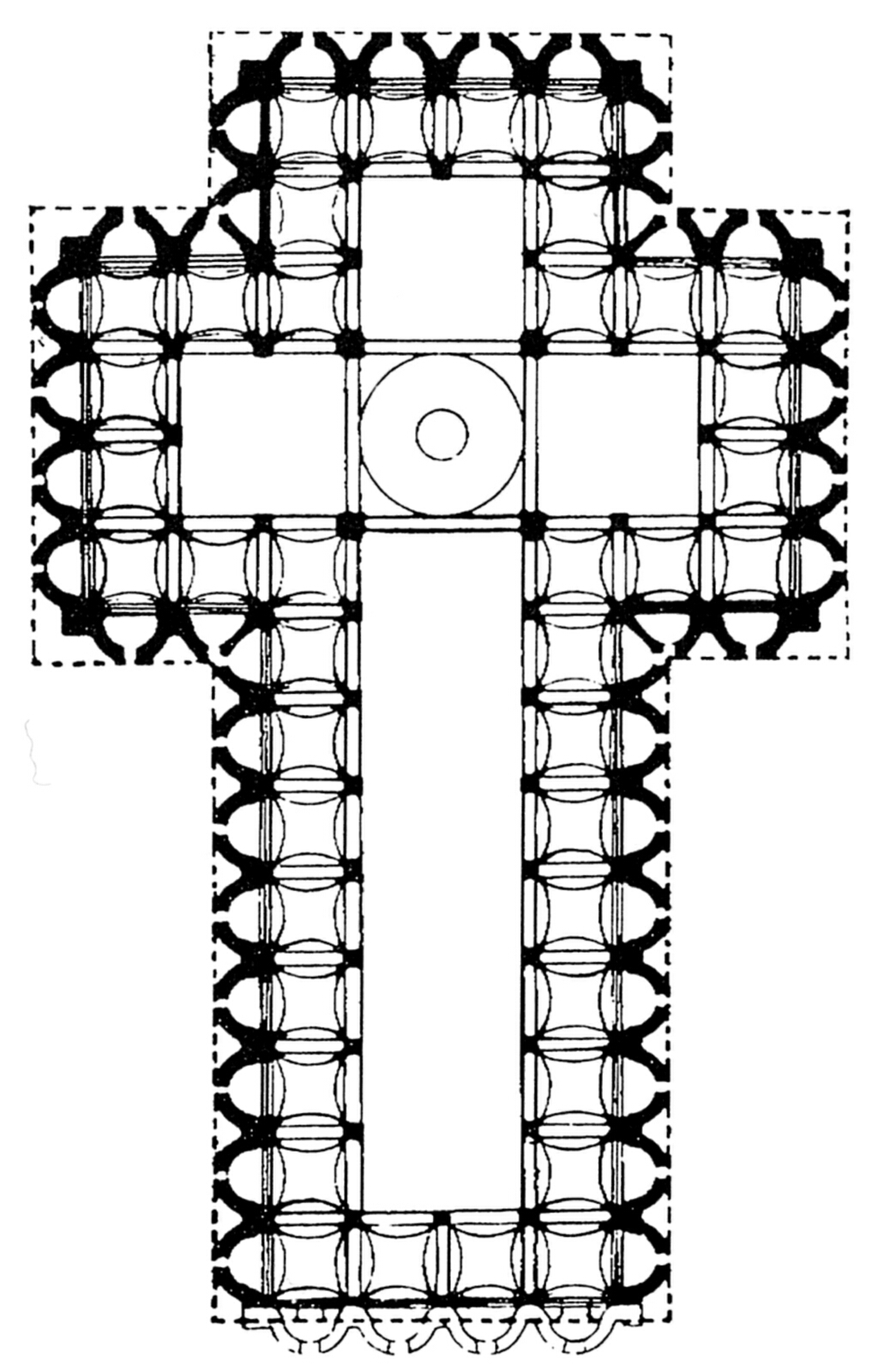
Pianta della basilica di Santo Spirito, Firenze

#### La pianta longitudinale
Malgrado il successo degli schemi a pianta centrale, la pianta longitudinale, che rappresentava la forma tradizionale della chiesa comunitaria, non fu messa da parte.
Le grandi chiese fiorentine innalzate da Filippo Brunelleschi tra il 1420 e il 1440 circa, San Lorenzo e Santo Spirito, rimandano ancora a uno schema a croce latina, su tre navate, in cui gli elementi della tradizione sono aggiornati al sistema modulare rinascimentale.
La generazione successiva apportò delle modifiche significative. Per la basilica di Sant'Andrea, a Mantova, Leon Battista Alberti elaborò un'aula molto ampia, affiancata da cappelle laterali che, richiamandosi alle costruzioni romane di età imperiale, ebbe fortuna anche nei secoli successivi, a partire dalla chiesa del Gesù, a Roma.

#### La facciata

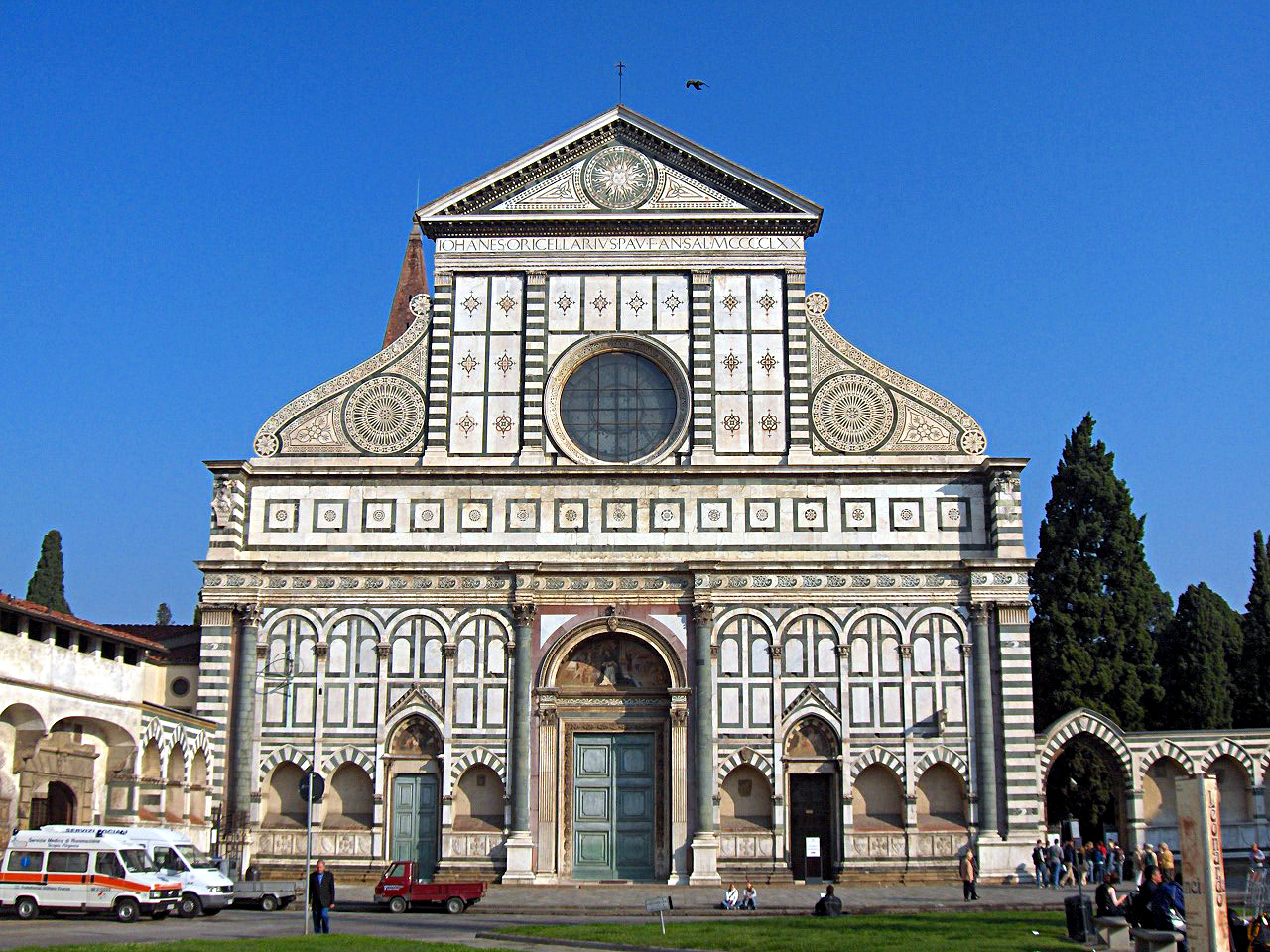
Facciata di Santa Maria Novella, Firenze

Le facciate, con la riscoperta di motivi dell'antichità come pronai, frontoni e archi trionfali, furono concepite come prospetti scenografici.
Tra i primi esempi di facciate rinascimentali sono da ricordare Santa Maria del Popolo a Roma e Santa Maria Novella a Firenze.
In particolare, il prospetto ideato da Leon Battista Alberti per Santa Maria Novella, nonostante l'inserimento di elementi gotici preesistenti nella parte inferiore e il proseguimento delle tarsie marmoree della tradizione toscana nel livello superiore, può essere considerato lo schema di maggior successo, che sarà applicato, nelle sue numerosi varianti, anche nei secoli successivi: esso presenta un ordine di semipilastri a due piani, uniti da cornici orizzontali, con l'elevata sezione centrale del fronte, posta a sostegno del frontone triangolare, raccordata alle navate laterali mediante l'inserimento di grandi volute.
All'Alberti è legata anche la soluzione ad arco di trionfo, esemplificata dalla basilica mantovana di Sant'Andrea: ripetendo il ritmo dell'interno, caratterizzato dal susseguirsi di archi a tutto sesto, la facciata è costituita da un avancorpo che unisce il tema dell'arco trionfale a quello del tempio classico.
Dieci anni dopo, nel disegno della facciata di Santa Maria presso San Satiro, Bramante propose uno schema basato sulla facciata a due timpani, con le ali del frontone inferiore poste in corrispondenza delle navate laterali. Tale soluzione troverà successivi sviluppi nel prospetto della chiesa di Santa Maria in Castello di Carpi del Peruzzi, ma soprattutto nelle facciate delle chiese veneziane erette dal Palladio nel tardorinascimento, in cui si completa la fusione del fronte di due templi classici: il primo, più alto, posto a chiusura della navata principale, mentre il secondo, più basso ed esteso sui fianchi, a schermare gli spazi laterali.

### La città

#### Urbanistica

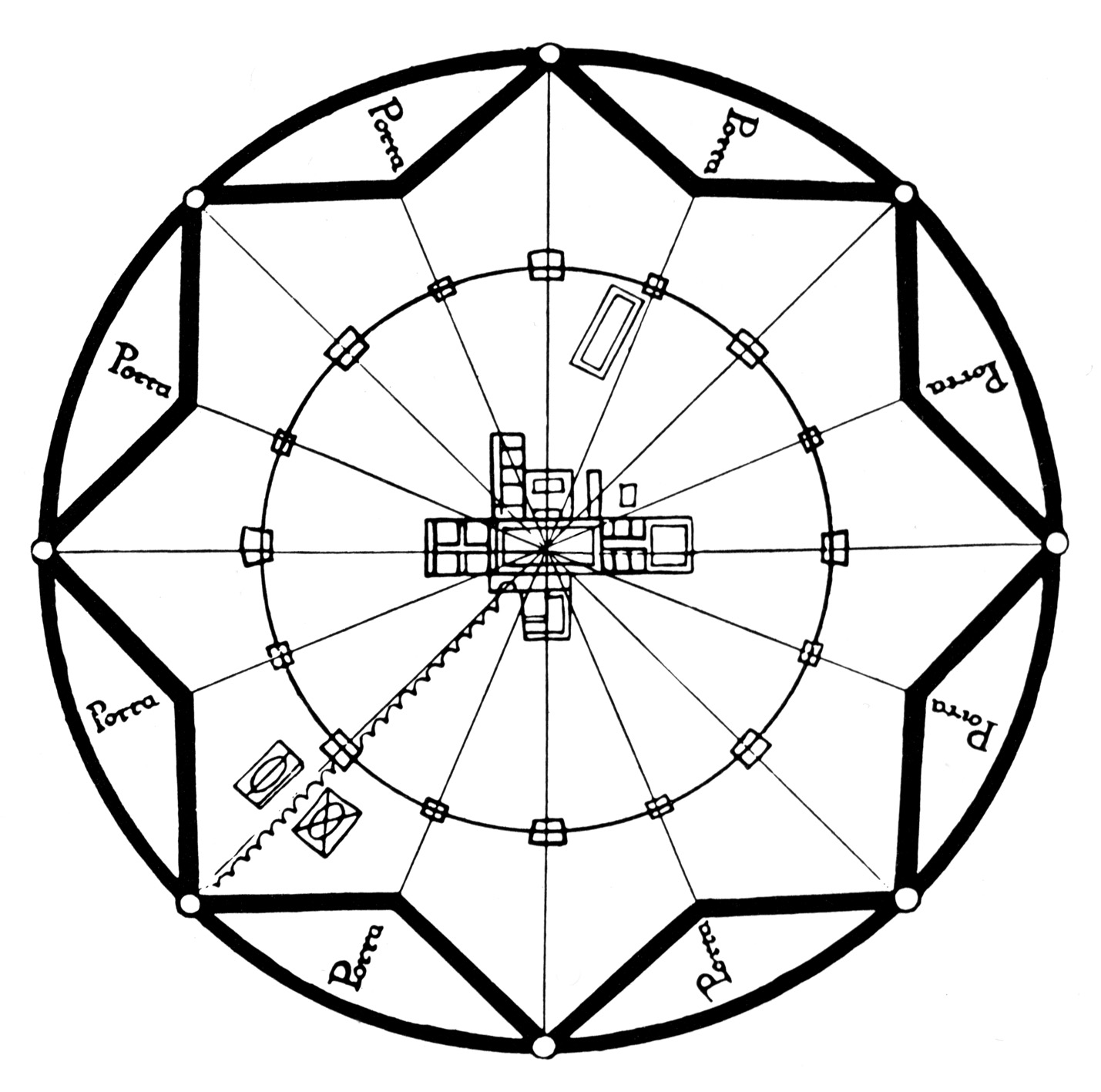
Filarete, pianta di Sforzinda

Nel Rinascimento l'urbanistica assunse un carattere scientifico-teorico, sforzandosi di unire tra loro le esigenze umane, quelle difensive, l'estetica, la simbologia ed il centralismo signorile.
Alla base delle esperienze urbanistiche del XV secolo vi è la metodologia stabilita da Leon Battista Alberti nel De re aedificatoria. Per Alberti la città costituiva un oggetto complesso, la cui costruzione non poteva essere assimilabile a quella dei singoli edifici, ma era influenzata dai vincoli e dalle proprietà dell'ambiente. Per questo la cerchia muraria poteva essere diversa secondo la varietà dei luoghi, mentre le strade principali, larghe e dritte nelle grandi città, potevano seguire un percorso incurvato nei piccoli centri. Diverso il discorso per gli spazi pubblici, che Alberti considerava come singole opere di architettura, dall'aspetto unitario, con piazze circondate da loggiati e portici.
In sostanza, Alberti giunse a una mediazione tra la città medievale e quella rinascimentale, integrando cioè i nuovi organismi nei nuclei urbani preesistenti; un'influenza riscontrabile nei piccoli centri, come Pienza e Urbino, ma meno nelle grandi città, come Roma o Milano, dove le iniziative rinascimentali ruppero la coerenza dei vecchi nuclei, aprendo però la strada a importanti trasformazioni.
Nello stesso tempo, la popolarità del trattato di Vitruvio ispirò la stesura di numerosi progetti di città ideali radiocentriche, con piante regolari delimitate da fortificazione alla moderna, ma solo pochissime vennero realizzate; fra queste vale la pena citare Palmanova, risalente però al tardo Cinquecento.
Tra i progetti rimasti su carta vi è quello di Sforzinda, una città a pianta stellare descritta dal Filarete nel suo trattato d'architettura. La figura di base è una stella con otto punte inscritta in un fossato circolare; dal centro dell'abitato si irradiano sedici vie, unite da un anello viario intermedio, mentre la piazza principale è ancora legata alla tradizione medievale, con il castello e la chiesa che si fronteggiano in uno spazio di forma rettangolare.
Nel 1480, Francesco di Giorgio Martini presentò un disegno per una città ideale posta simmetricamente attorno ad un canale rettilineo; il complesso è riconducibile ad un ottagono allungato, con due possenti bastioni destinati alla difesa dell'abitato. In ciascuna parte della città è situata una piazza rettangolare, chiusa su ogni lato e senza alcun affaccio diretto sul fiume.
Una fusione tra la visione utopica rinascimentale ed uno schema più funzionale, adatto alle esigenze di una fiorente città mercantile, si registra ad Amsterdam solo all'inizio del Seicento, quando, attorno alla vecchia città, vennero realizzati una serie di canali poligonali, lungo i quali sorsero strette case a schiera e magazzini, protetti da una cinta fortificata lunga circa otto chilometri.

#### La piazza

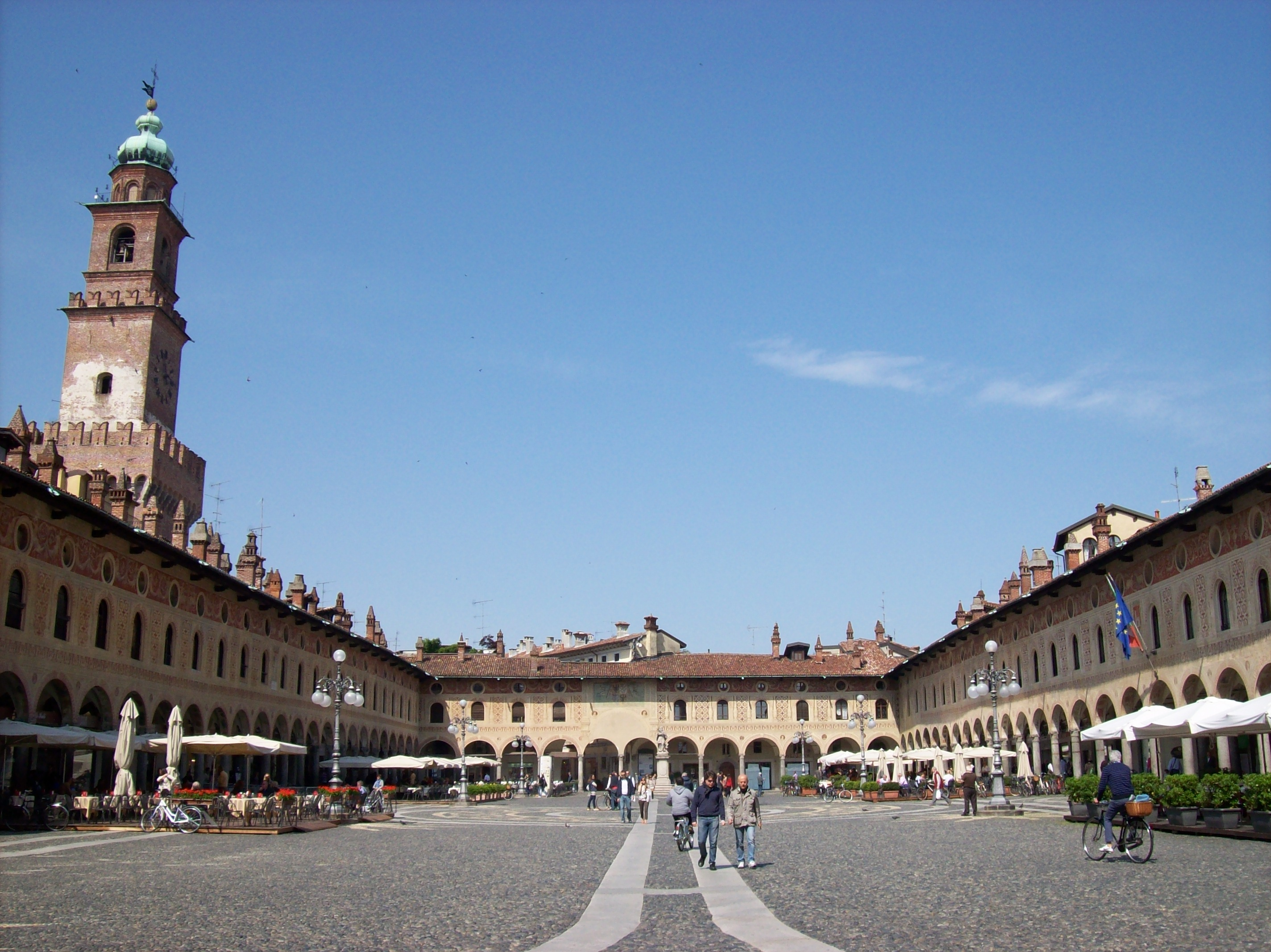
Piazza Ducale, Vigevano

La qualità spaziale della piazza si basa sul rapporto tra le superfici orizzontali e i volumi che, con la loro struttura e disposizione, la delimitano.
Il Rinascimento tende a regolarizzare la conformazione della piazza, privilegiando la costruzione di edifici proporzionati lungo il suo perimetro.
Nelle città ideali la piazza assume la forma di un piano ideale geometrico, che negli affreschi o nelle rappresentazioni prospettiche appare in tutta la sua cristallina chiarezza.
Nella pratica, le piazze concepite nel primo Rinascimento si concretizzano a Pienza, dove le dimensioni ridotte non compromettono l'equilibrio d'insieme, e nella piazza Ducale di Vigevano, che rappresenta un intervento volto a uniformare le strutture preesistenti medievali dietro estesi porticati.
Nel secolo successivo i modelli si fanno più complessi. Ad esempio, la piazza del Campidoglio a Roma, progettata da Michelangelo, esprime una concezione nuova dello spazio pubblico, in cui si contrappongono una complessa combinazione di movimenti: il moto rettilineo ascensionale della scala di accesso e quello circolare intorno alla statua equestre di Marco Aurelio, su cui fa da sfondo il palazzo Senatorio.

## Trattati e teorie
Nel Rinascimento, con la riscoperta dell'unico trattato di architettura pervenuto integro dall'antichità, il De architectura di Marco Vitruvio Pollione, si diffuse ampiamente l'attitudine a esprimere nella forma più completa le teorie e le conoscenze pratiche dell'arte edificatoria.
Direttamente collegato al modello vitruviano è il De re aedificatoria, trattato che Leon Battista Alberti pubblicò in lingua latina alla metà del Quattrocento. L'opera riprendeva dal testo classico la suddivisione in dieci libri, nonché la maggior parte dei temi, affrontandoli tuttavia in un ordine più razionale; pur recependo integralmente la teoria degli ordini architettonici, Alberti sottopose le affermazioni di Vitruvio a un confronto con gli edifici dell'antichità ancora superstiti, analizzando i principi da cui determinati precetti avevano avuto origine.

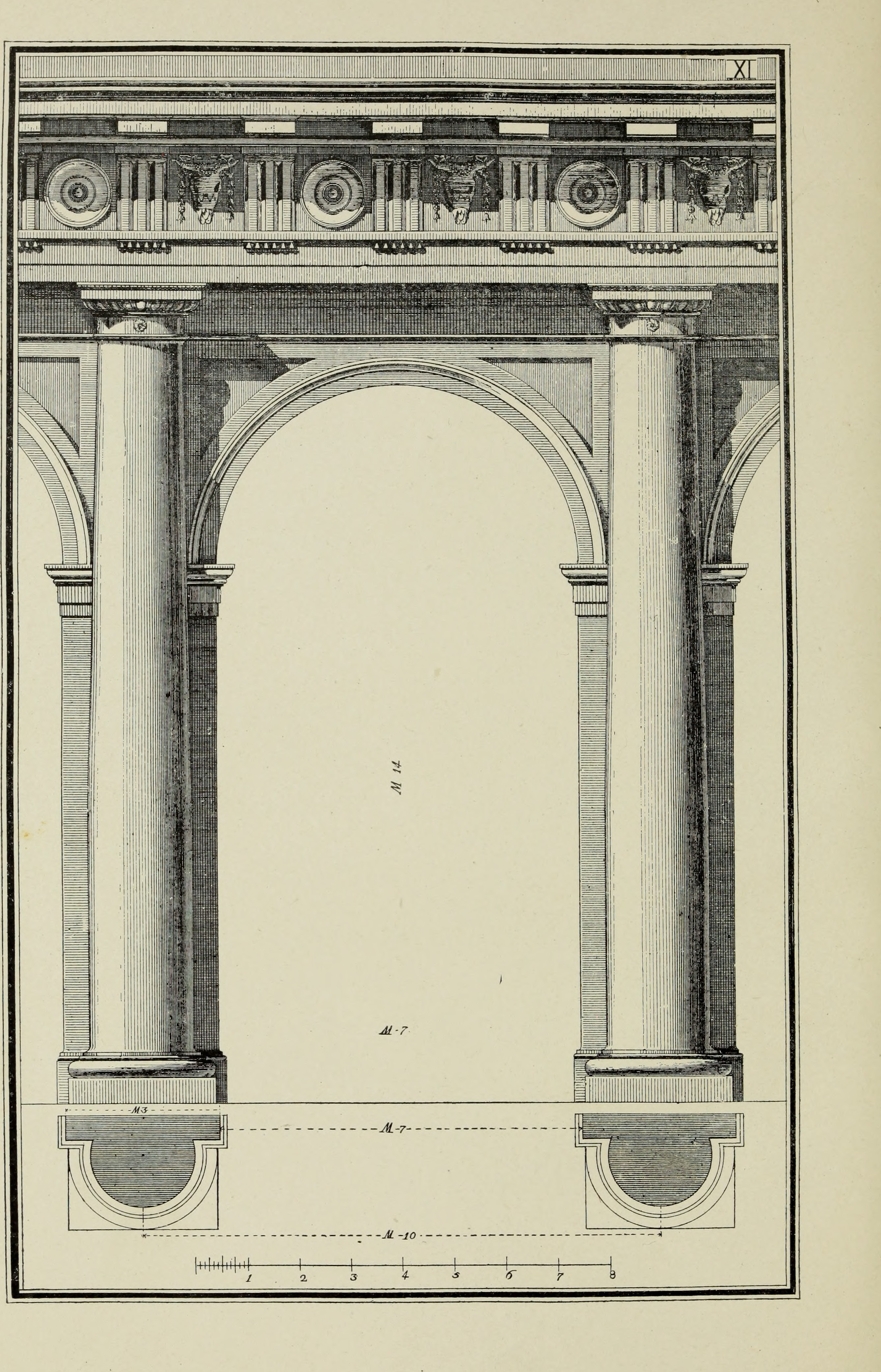
Vignola, Regola delli cinque ordini d'architettura, arco dorico

Dopo l'Alberti, Filarete compose un trattato manoscritto in venticinque volumi, in cui le concezioni architettoniche non vennero esposte in modo sistematico, ma in tono episodico e narrativo, partendo dalla descrizione della fondazione della città di Sforzinda, la prima città ideale compiutamente teorizzata del Rinascimento.
Altri spunti originali si trovano nel trattato di Francesco di Giorgio Martini, in cui hanno un grande rilievo le ricerche relative ai principi innovativi dell'arte fortificatoria, detta fortificazione alla moderna.
Nel 1537 Sebastiano Serlio diede alle stampe il primo de I Sette libri dell'architettura: l'opera riscosse un successo immediato, venne più volte ristampata in italiano e in francese, ed ebbe traduzioni, complete o parziali, anche in fiammingo, tedesco, spagnolo, olandese e inglese. Fu infatti il primo trattato di architettura a privilegiare l'aspetto pratico su quello teorico e il primo a codificare, in sequenza logica, i cinque ordini, offrendo inoltre un vasto repertorio di motivi, tra cui l'apertura, formata da un arco centrale e da due aperture architravate laterali, nota col nome di serliana.
La parte più importante era costituita dalle illustrazioni, mentre al testo era affidato il compito di spiegare i disegni, anziché l'inverso. Tuttavia, l'influenza che il tratto ebbe sull'architettura francese e inglese fu pessima, perché i capomastri si impadronirono degli elementi manieristi più appariscenti, per sovrapporli a strutture ancora legate all'architettura gotica.
Nel suo Regola delli cinque ordini d'architettura (1562), Jacopo Barozzi da Vignola ridusse ulteriormente le parti contenenti il testo, semplificò il metodo per determinare le proporzioni e fissò il modulo come strumento di misura assoluta, svincolandolo cioè da diversi sistemi di misurazione regionale. Il trattato ebbe un successo senza precedenti, tanto da essere pubblicato in oltre 250 edizioni e in 4 lingue diverse.
Un grande successo riscossero anche I quattro libri dell'architettura, che Andrea Palladio pubblicò nel 1570.
Più esaustivo rispetto al trattato del Vignola e più preciso rispetto a quello del Serlio, l'opera di Palladio si caratterizza per il rigore nell'utilizzo del metodo nelle proiezioni ortogonali e la rinuncia ai disegni con effetti pittorici e prospettici, così da facilitare la lettura delle proporzioni.
Oltre agli ordini architettonici e alle tematiche costruttive, ne I quattro libri contengono i disegni di edifici dell'antichità, nonché piante e alzati di fabbriche realizzate dallo stesso architetto. Inigo Jones lo studiò approfonditamente e attraverso di lui l'architettura palladiana trovò fortuna nell'Inghilterra secentesca.

## Il primo Rinascimento

### Filippo Brunelleschi

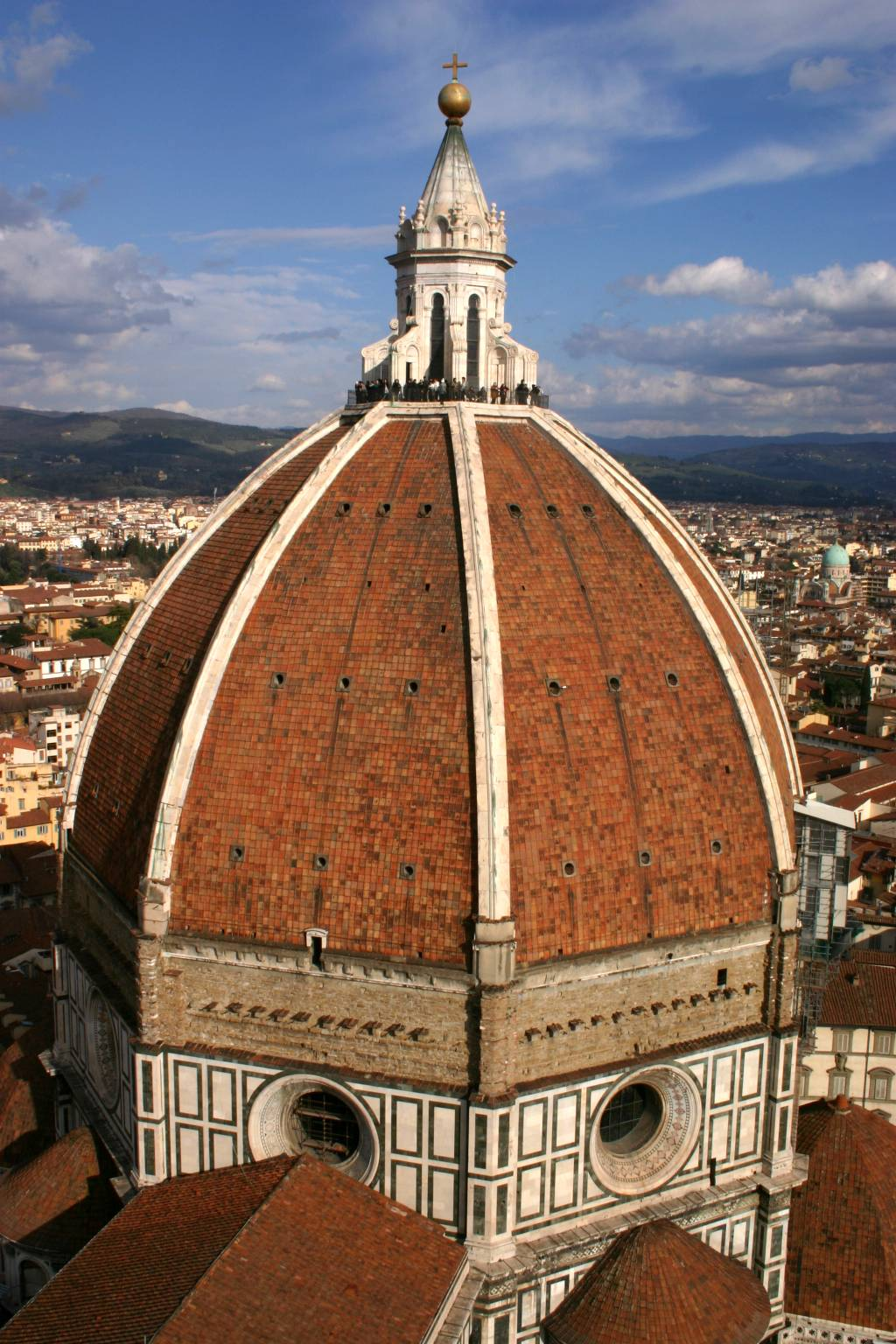
Veduta della Cupola del Brunelleschi, Firenze

Il punto di svolta, che segna il passaggio dall'architettura gotica a quella rinascimentale, coincide con la realizzazione della cupola del Duomo di Firenze. Eppure l'opera non può essere considerata veramente rinascimentale, poiché alla base della sua concezione sono presenti gran parte di quei principi costruttivi ereditati dal secolo precedente.
La cupola, a pianta ottagonale, avrebbe dovuto completare la cattedrale fiorentina, la cui ricostruzione era cominciata nel 1296 sotto Arnolfo di Cambio; tuttavia, l'impossibilità di disporre di robuste centine e travi di legno in grado di sostenerne l'enorme peso della volta durante la fase realizzativa, impedirono per lungo tempo la conclusione dell'opera.
Filippo Brunelleschi, che aveva fatto pratica come orafo e aveva lavorato come scultore, cominciò ad interessarsi alla questione sin dal 1404, quando fu chiamato per la prima volta a riflettere sul cantiere della cattedrale, ma fu solo a partire dal 1417 che dedicò gran parte dei suoi studi alla risoluzione del problema.
L'analisi dell'architettura romana e la diretta conoscenza delle tecniche costruttive gotiche, permisero a Brunelleschi di portare a termine, tra il 1420 e il 1436, la più grande cupola in muratura mai costruita fino ad allora.
Dal punto di vista strutturale, la struttura della cupola è costituita da una serie di costoloni verticali a sesto di quinto acuto, uniti trasversalmente da otto costole orizzontali; al fine di alleggerire il peso della muratura, l'intero organismo è formato da due calotte sovrapposte, che furono eseguite orizzontalmente, circolo dopo circolo, secondo una tecnica desunta dall'osservazione delle rovine romane.
Nel 1446 iniziarono i lavori della lanterna, per la quale Brunelleschi aveva vinto un concorso dieci anni prima. L'opera, portata a termine dopo la morte dell'architetto, è in qualche modo ispirata a quella del vicino battistero di San Giovanni, ma ha un aspetto decisamente più classico: i costoloni della cupola sono infatti raccordati al corpo ottagonale della torretta mediante una sorta di archi rampanti sormontati da volute. A Brunelleschi si devono anche le cosiddette "tribune morte" piccole esedre costruite tra il 1439 e il 1445 alla base del tamburo, costruite per contrastare le spinte orizzontali della cupola.

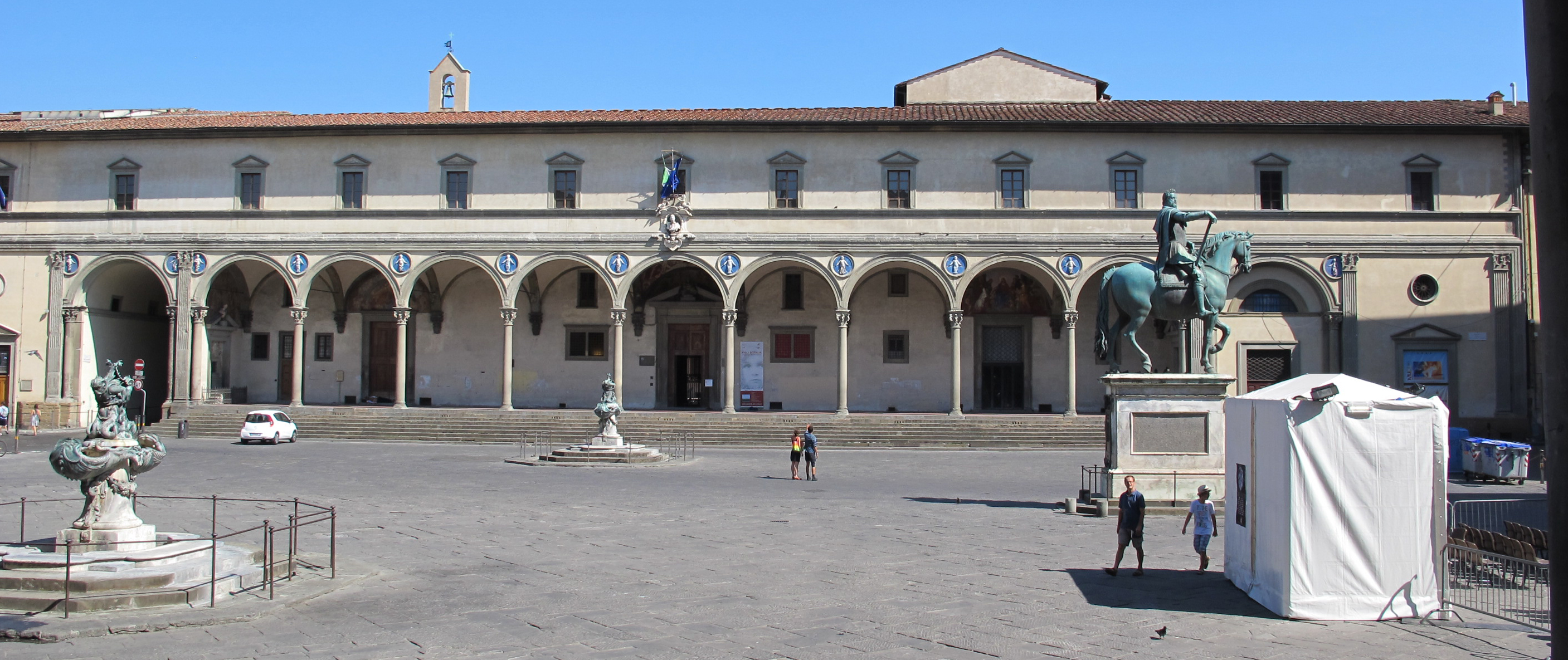
Spedale degli Innocenti, Firenze

La prima opera pienamente rinascimentale è comunque lo spedale degli Innocenti di Firenze, progettato dallo stesso Brunelleschi e cominciato nel 1419.
La facciata, che ricorda vagamente quella dello spedale di Sant'Antonio di Lastra a Signa, è composta da un leggero porticato al piano inferiore, con colonne corinzie che sostengono, mediante archi a tutto sesto, il piano superiore, dove si aprono finestre sormontate da timpani modanati. L'esigenza di garantire un'adeguata illuminazione degli ambienti posti al piano terreno si concretizzò nella riduzione delle strutture portanti del loggiato, secondo un modulo campata basato sul cubo e sull'impiego di volte a vela. Se i timpani del registro superiore mostrano una derivazione dal repertorio romano (ma anche dal battistero di San Giovanni), le proporzioni snelle delle colonne e degli archi sono assai distanti da quelle dell'antichità e, nel contempo, si differenziano nettamente dalle forme acute delle arcate gotiche; la loro origine è infatti da ricondursi ai modelli protorinascimentali di San Miniato al Monte, dello stesso battistero di San Giovanni e della chiesa dei Santi Apostoli, che, in pieno Medioevo, avevano già accolto alcuni caratteri riconducibili all'epoca romana.
Lo schema adottato nel portico dello spedale degli Innocenti si ripete anche lungo le navate della basilica fiorentina di San Lorenzo, eseguita sotto la direzione di Brunelleschi. La pianta deriva dai modelli medioevali di Santa Croce e Santa Maria Novella: si tratta di una croce latina, con tre navate e cappelle laterali poco profonde, terminanti in un coro quadrato affiancato da altre cappelle disposte secondo l'uso gotico. Ancora una volta, i colonnati delle navate sostengono una teoria di volte a vela, che, essendo prive di costoloni sulle diagonali, esaltano la leggerezza della struttura portante e migliorano la visione prospettica dell'insieme.

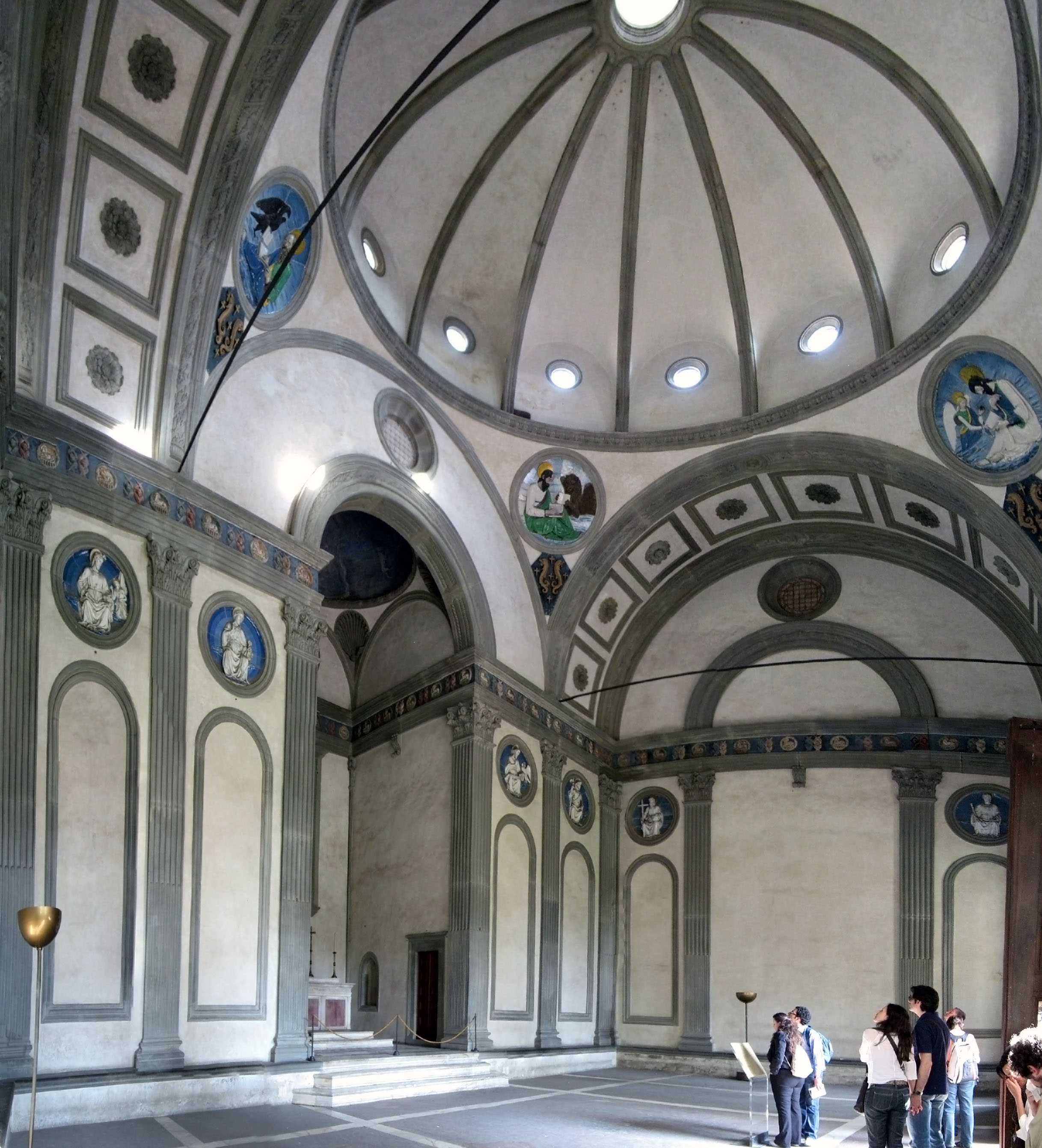
Cappella dei Pazzi, Firenze

Direttamente collegata a San Lorenzo è la basilica di Santo Spirito, progettata dal Brunelleschi tra il 1428 ed il 1432. Qui l'impianto è ancora a croce latina, ma il classicismo, basato su un rigoroso rapporto tra le parti, si fa più avanzato: le cappelle laterali assumono una forma semicircolare e si estendono uniformemente fino a chiudere il coro della chiesa, cancellando così ogni traccia goticizzante. Nelle intenzioni del Brunelleschi la sinuosa conformazione interna avrebbe dovuto essere esibita anche all'esterno, ma dopo la morte dell'architetto fu celata all'interno di facciate piatte.
Un legame altrettanto forte intercorre tra la Sagrestia Vecchia e la cappella Pazzi, due sistemi a pianta centrale che Brunelleschi ideò prima di dedicarsi a Santa Maria degli Angeli.
La Sagrestia Vecchia, in San Lorenzo, è costituita da un invaso cubico, coperto da una cupola emisferica e affiancato da una sorta di coro che riprende le forme, in scala minore, dello spazio principale.
Una conformazione simile si ritrova nella cappella Pazzi, presso Santa Croce, dove la figura di pianta non è più un quadrato, ma un rettangolo. Malgrado ciò, l'ambiente interno è ricondotto al quadrato mediante profonde arcate laterali sulle quali è impostata la cupola su pennacchi.
In entrambi i casi, le decorazioni sono affidate ad elementi in pietra serena, posti cromaticamente a contrasto col candore delle superfici, in uno stile che rifiuta ogni contaminazione con pittura e scultura (ad eccezione dell'apporto della terracotta invetriata di Luca della Robbia), e in cui l'uso della linea prevale su quello del piano e del volume.

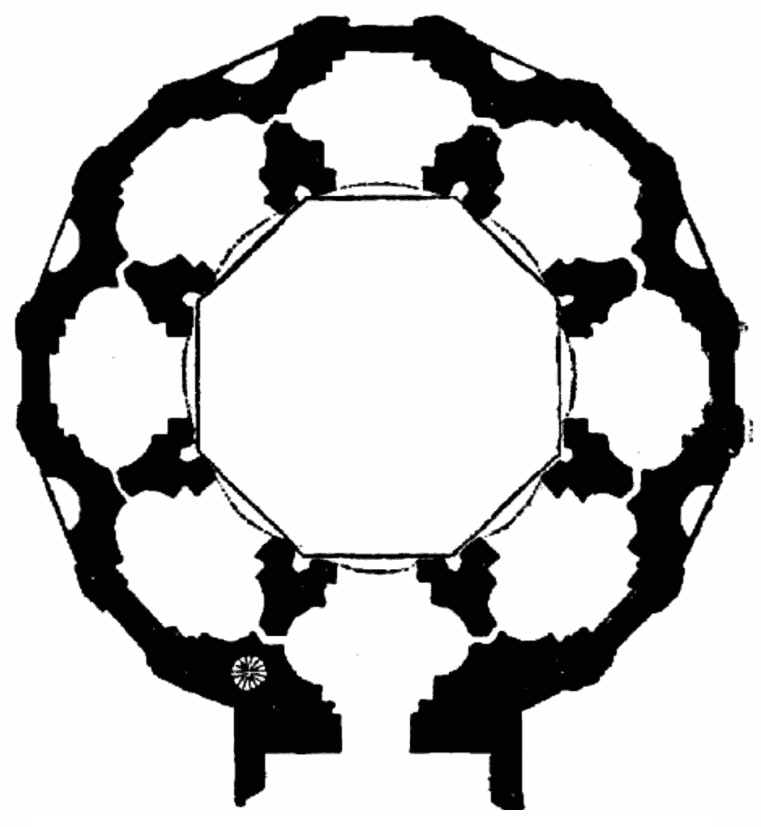
Rotonda di Santa Maria degli Angeli, Firenze

La rotonda di Santa Maria degli Angeli, iniziata nel 1434 e lasciata incompiuta nel 1437, avrebbe dovuto essere il primo vero edificio a pianta centrale del Quattrocento.
Derivata direttamente dal tempio di Minerva Medica, presenta una pianta ottagonale con cappelle radiali. L'idea è completamente nuova rispetto alla Sagrestia Vecchia e alla cappella Pazzi: mentre le due opere più antiche erano pensate in termini di superfici piane correlate una all'altra, senza alcun gioco plastico, Santa Maria degli Angeli fu concepita come una massa solida scavata all'interno.
Tuttavia, gli imitatori di Brunelleschi non furono capaci di cogliere le novità dei suoi ultimi lavori e si limitarono a scegliere, come modello di riferimento, quelle del primo periodo, come lo spedale degli Innocenti.
Del resto, per il cortile del palazzo Medici, Michelozzo riprese il tema del portico degli Innocenti, ma con scarsa fantasia: il colonnato è a pianta quadrata, con gli angoli che si congiungono sopra un'unica colonna, mentre le finestre dei piani superiori si aprono in corrispondenza del centro delle arcate. Il risultato è un assembramento delle finestre angolari, che accentuano, con la loro eccessiva vicinanza, l'impressione di debolezza degli angoli prodotta dall'uso di un'unica colonna.

### Leon Battista Alberti

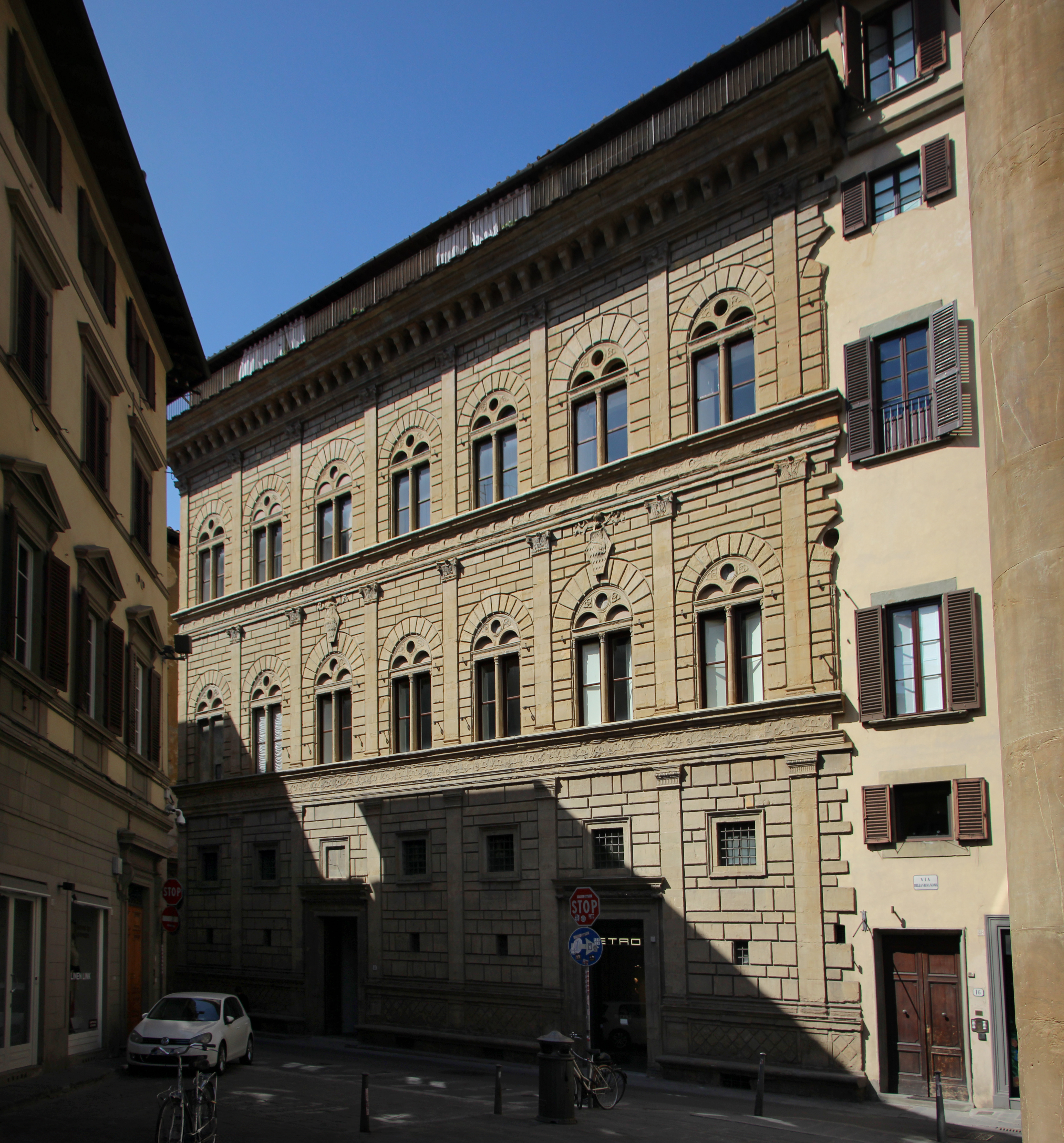
Palazzo Rucellai, Firenze

L'Alberti, di quasi trent'anni più giovane di Filippo Brunelleschi, era nato a Genova da una famiglia fiorentina in esilio; umanista e profondo conoscitore del latino, si recò presto a Firenze, dove conobbe i più importanti artisti del primo Rinascimento, come lo stesso Brunelleschi, Donatello e Masaccio, così da poter scrivere un trattato sulla pittura. Studiò Vitruvio e le antiche rovine romane; queste conoscenze lo indussero a cominciare, verso il 1443, un proprio trattato d'architettura: il De re aedificatoria. Non sorprende allora che il prospetto di palazzo Rucellai scaturisca dall'osservazione degli edifici romani, con tre ordini di semipilastri addossati alla parete che ripropongono una successione assimilabile a quella del Colosseo, ma secondo un uso non classico: il piano terreno ha lesene tuscaniche, il primo piano presenta lesene di tipo corinzio anziché ionico, mentre quelle dell'ultimo piano sono ancora di tipo corinzio, più semplice e più corretto.
Nello stesso periodo lavorò alla ricostruzione della chiesa di San Francesco, a Rimini, nota come Tempio Malatestiano. Ispirandosi agli archi di Costantino a Roma e di Augusto a Rimini, Alberti applicò in facciata il tema dell'arco trionfale. Il progetto non fu eseguito interamente; la chiesa avrebbe dovuto essere coronata da una grande cupola, non realizzata, ed i lavori furono interrotti quando la parte superiore del prospetto era stata appena sbozzata. Rimase su carta anche la soluzione delle volute di raccordo tra le navate laterali e la navata centrale, nondimeno l'opera influenzò profondamente altri architetti del Rinascimento, come Mauro Codussi.

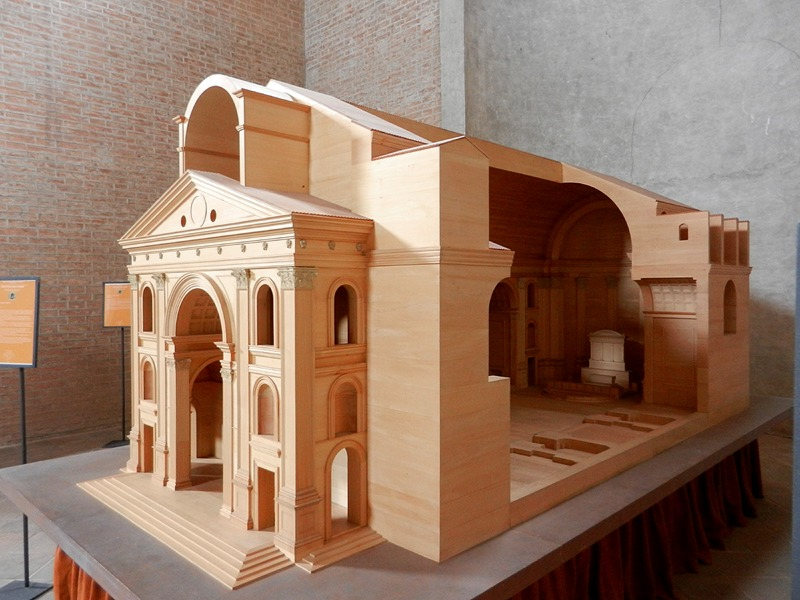
Modello della basilica di Sant'Andrea, Mantova

A partire dal 1460 l'Alberti si occupò della costruzione di due chiese mantovane: San Sebastiano e Sant'Andrea.
Nella prima introdusse una croce greca, desunta dalla tradizione paleocristiana e da alcune tombe romane; tuttavia l'edificio non fu portato a termine secondo il disegno albertiano e l'attuale facciata risulta profondamente alterata. Nel complesso, l'opera destò sconcerto tra i contemporanei, ma esercitò comunque una certa influenza: un quarto di secolo dopo Giuliano da Sangallo applicherà infatti la croce greca nella basilica di Santa Maria delle Carceri, a Prato, in cui riecheggiano anche evidenti citazioni del Brunelleschi, tranne che per la facciata, che, mancando di un precedente brunelleschiano, appare compressa per l'adozione di uno schema su due ordini poco proporzionato.
Maggiore importanza assunse il cantiere di Sant'Andrea, il cui prospetto principale fu schermato con un arco trionfale sormontato da un frontone.
Malgrado le modifiche messe in atto nei secoli successivi, che trasformarono la pianta rettangolare in una a croce latina, l'interno perde ogni riferimento all'architettura del Brunelleschi e a quella paleocristiana: lo spazio è definito da una massiccia volta a botte, la più ampia e pesante costruita dai tempi classici, la cui mole è sorretta da possenti arcate, che definiscono il perimetro delle cappelle laterali; una configurazione analoga a quella degli edifici termali e delle basiliche di epoca romana.
Sempre dell'Alberti è il tempietto del Santo Sepolcro nella chiesa fiorentina di San Pancrazio, ultimato nel 1467 e realizzato su incarico della famiglia Rucellai; esso costituisce un'interpretazione classica del Santo Sepolcro di Gerusalemme.
Sempre i Rucellai incaricarono l'architetto del completamento della facciata di Santa Maria Novella (ultimata nel 1470). Fortemente condizionato dalla preesistenza medievale, l'Alberti suddivise la facciata in parti elementari, con rapporti di 1:1, 1:2 e 1:4, coronando il prospetto con un frontone triangolare classico e raccordando le navate laterali a quella centrale mediante ampie volute.

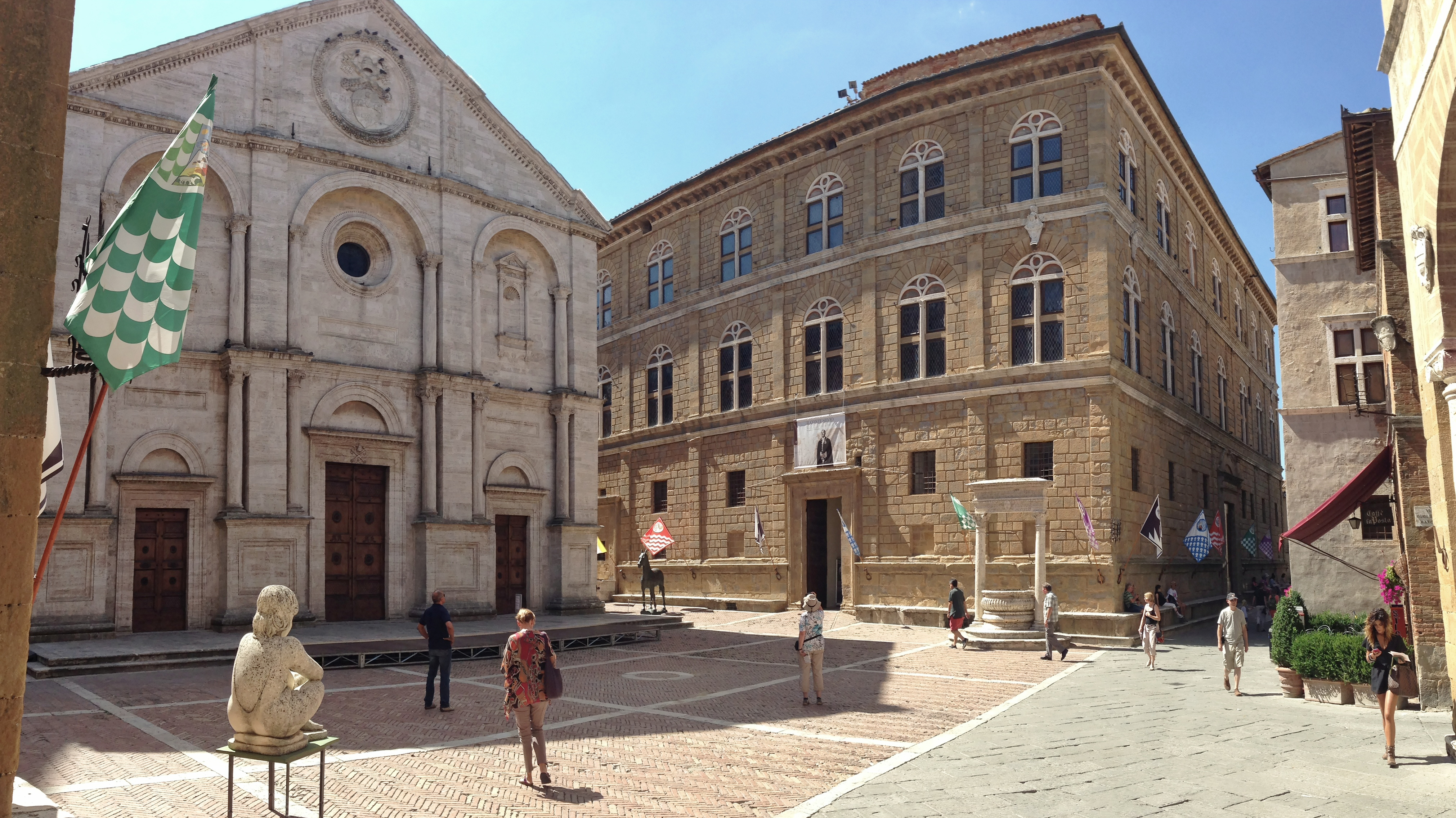
Duomo e palazzo Piccolomini, Pienza

L'influenza dell'Alberti nel campo dell'architettura civile è evidente negli edifici di Pienza, dove papa Pio II (al secolo Enea Silvio Piccolomini) avviò, sotto la direzione di Bernardo Rossellino, uno dei primi riassetti architettonici e urbanistici della storia del Rinascimento.
Al centro dell'abitato è situata una piazza di forma trapezoidale, dominata, sul lato maggiore, dalla cattedrale; il palazzo Piccolomini si erge alla sua destra, mentre sugli altri lati si trovano il Palazzo Vescovile e il Municipio. Se la cattedrale rimanda a influenze gotiche, una maggiore adesione ai temi albertini si ritrova nel palazzo Piccolomini, che segue il modello del citato palazzo Rucellai seppur con alcune differenze, soprattutto sul retro, dove su indicazione dello stesso pontefice fu costruito un loggiato su tre ordini, aperto sul giardino e sullo sconfinato paesaggio delle colline toscane. La corte interna è comunque conforme allo schema adottato da Michelozzo nel palazzo Medici, presentando quindi finestre troppo ravvicinate in prossimità degli angoli.
Anche l'architettura quattrocentesca di Roma è strettamente legata all'opera di Alberti.
Durante la stesura del suo trattato d'architettura, Alberti era impegnato nel programma di riorganizzazione urbanistica ed edilizia della città papale.
Il programma di papa Niccolò V prevedeva il restauro dei monumenti ancora utili per soddisfare le esigenze della città papale: le mura aureliane, i ponti, alcuni acquedotti, la trasformazione del mausoleo dell'imperatore Adriano in castel Sant'Angelo, il restauro delle basiliche paleocristiane e la sistemazione delle aree adiacenti alla basilica di San Pietro.
Niccolò V riuscì a portare avanti solo una piccola parte di questo ambizioso progetto.
Il piano fu comunque ripreso dai suoi successori, a partire da papa Sisto IV, che vollero avviare la creazione di una serie di assi stradali rettilinei, tracciati non tanto per collegarsi a un disegno unitario, ma per consentire la costruzione di nuovi edifici monumentali: il tridente di ponte Sant'Angelo, via Giulia e via Lungara, fino al tridente di piazza del Popolo.

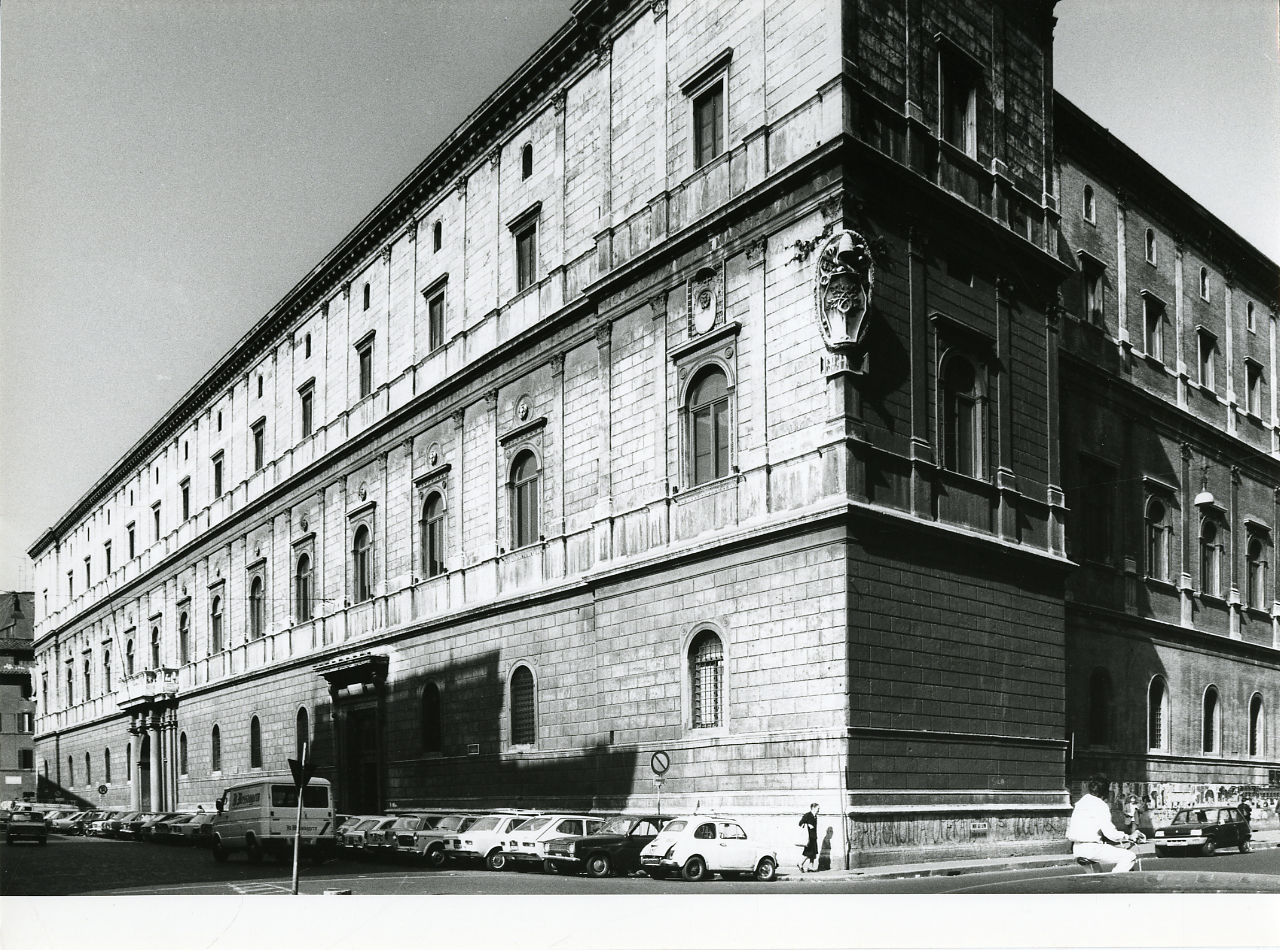
Palazzo della Cancelleria, Roma

I due soli edifici di un qualche rilievo eretti nel Quattrocento furono palazzo Venezia e il palazzo della Cancelleria. Entrambi offrono chiari rimandi all'Alberti.
In particolare, palazzo Venezia fu il primo importante edificio civile costruito a Roma dopo moltissimo tempo. Sebbene il suo autore sia sconosciuto, la fabbrica assume particolare importanza per l'introduzione di finestre a croce e per la messa in opera, per la prima volta dalla fine dell'epoca romana, del calcestruzzo.
Il cortile del palazzo, seppur incompleto, è tipicamente albertiano per la sua derivazione da dei prototipi classici, come, ad esempio, il Colosseo e il teatro di Marcello: gli archi infatti non sono sorretti da singole colonne, ma da solidi pilastri, a cui sono addossate semicolonne innalzate su alti basamenti; rispetto ai cortili derivati dai modelli fiorentini, questa soluzione offre il vantaggio di conferire agli angoli un aspetto più robusto.
L'altro palazzo, realizzato per il cardinale Riario e in seguito occupato dalla Cancelleria Apostolica, fu probabilmente costruito tra il 1486 e il 1496, dopo la morte dell'Alberti, a cui l'ignoto autore si rifà per il ritmo delle lesene che scandiscono i registri superiori dell'immensa facciata. L'articolazione del prospetto, rispetto a quella di palazzo Rucellai, risulta più complessa per l'alternanza di campate strette, chiuse entro lesene binate, a campate più larghe con finestra, con il ricorso all'applicazione della proporzione aurea.
Il cortile riprende il modello di Michelozzo, sostituendo però le colonne angolari con robusti pilastri.

### La diffusione del Rinascimento a Urbino, Ferrara, Napoli, Venezia, Milano

#### Urbino

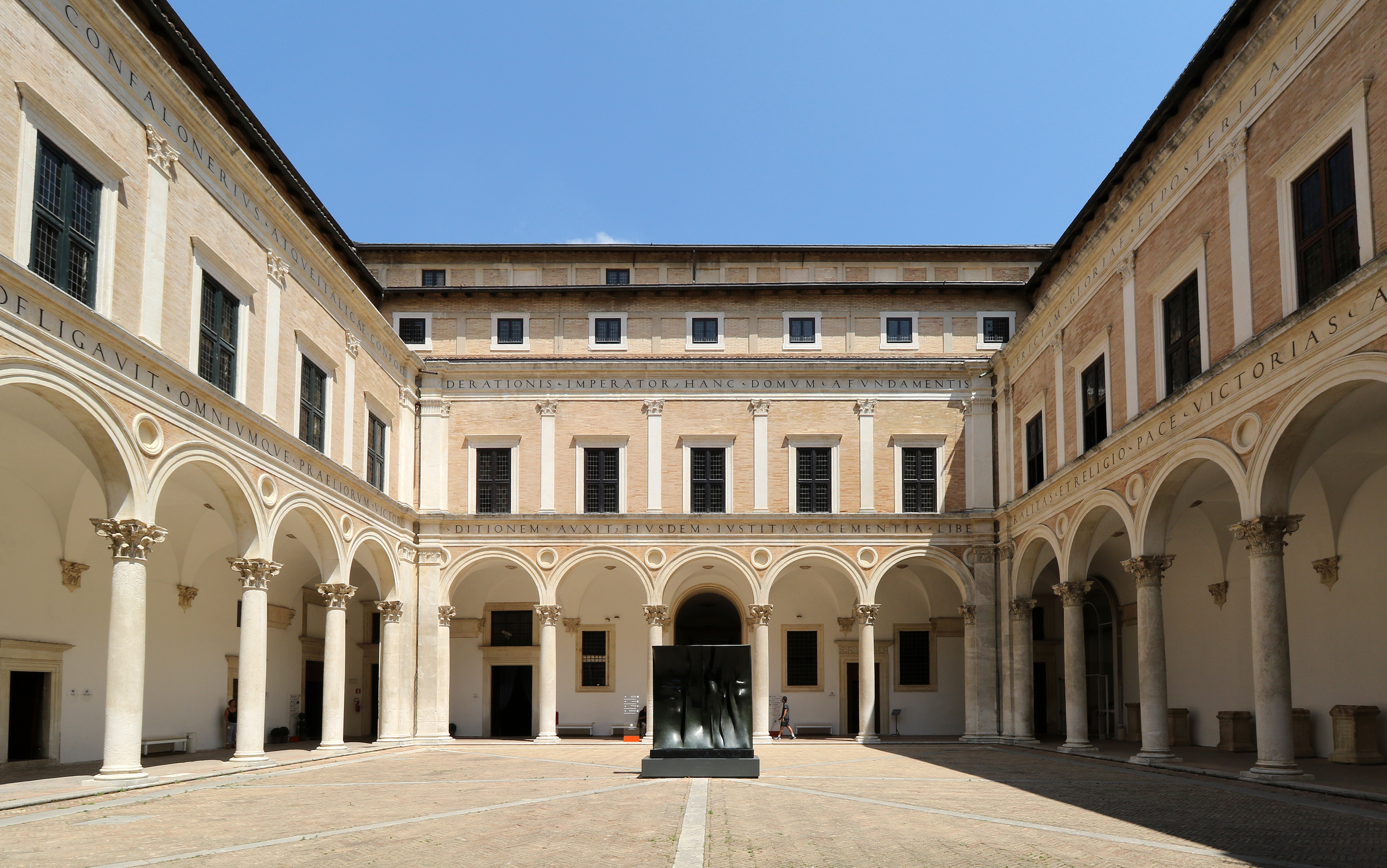
Cortile del Palazzo Ducale, Urbino

Se la linea fiorentina fu l'elemento portante dell'architettura italiana, Urbino rappresentò comunque un miracolo di elevata civiltà architettonica; un miracolo frutto dell'intuizione di Federico da Montefeltro, che prese il potere nel 1444, dopo la congiura che causò la morte del fratellastro.
A Urbino i Montefeltro possedevano un palazzo alla sommità del colle e un castellare più a nord, sull'orlo di un precipizio.
Intorno al 1455 Federico acquistò il terreno tra le due proprietà e diede inizio alla costruzione di un palazzo a tre piani, dalla semplice impostazione architettonica (il palazzetto della Jole). Alcuni anni dopo affidò a Luciano Laurana il progetto di ampliamento, con la realizzazione di un organismo complesso, proteso verso la città e, sul fronte opposto, dotato di una facciata eccezionale aperta verso la campagna, con una serie di logge sovrapposte affiancate da due torrette cilindriche.
In questo modo il Palazzo Ducale urbinate andò a integrarsi con il tessuto urbano medievale e con il territorio circostante come nessun altro palazzo italiano del Rinascimento.
Inoltre, nella residenza dei Montefeltro, Laurana fu il primo a rilevare il punto critico della struttura di un cortile ad arcate: rispetto alle soluzioni basate sullo schema di palazzo Medici, i quattro angoli del cortile urbinate poggiano su pilastri ad "L", affiancati da semicolonne dalle quali partono gli archi del porticato.
Il Palazzo Ducale di Gubbio, fatto costruire sempre da Federico da Montefeltro, è una replica in piccolo di quello urbinate e possiede uno studiolo decorato a tarsie probabilmente progettato da Francesco di Giorgio Martini, architetto, trattatista, pittore e ingegnere militare che fu molto attivo nel territorio del ducato e in Toscana.
La chiesa di San Bernardino a Urbino, a lui attribuita, è un organismo rustico concepito come un'aggregazione di diversi volumi. Le soluzioni dell'esterno pongono la chiesa urbinate in analogia con Santa Maria delle Grazie al Calcinaio presso Cortona, che il Martini eseguì nel medesimo periodo; l'interno della chiesa urbinate supera però quello del Calcinaio, dove la navata, malgrado il ricorso a proporzioni antropomorfe, è scandita da un'inelegante partizione con due ordini di semipilastri e presenta grossolani speroni a sostegno della cupola.

#### Ferrara

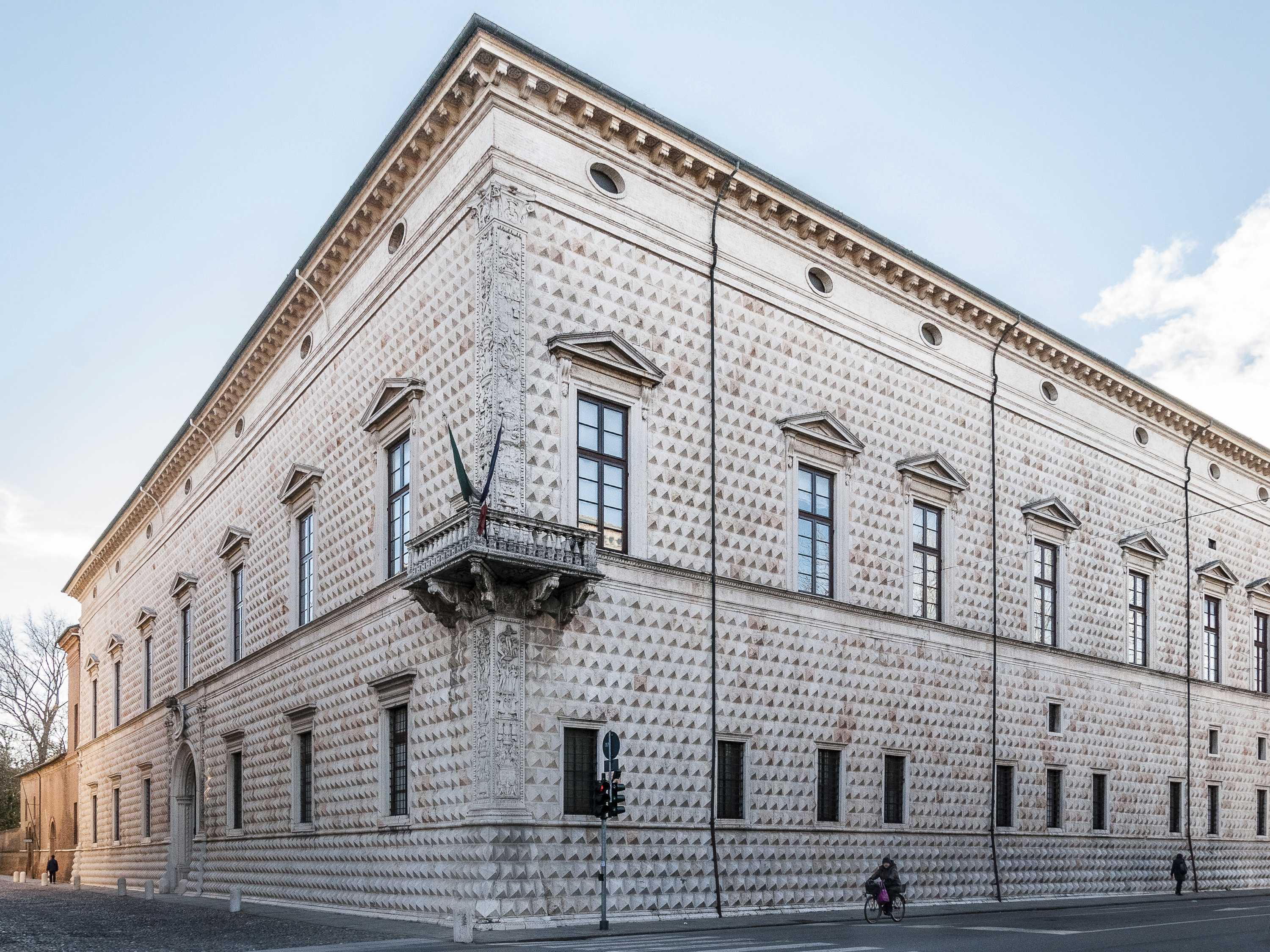
Palazzo dei Diamanti, Ferrara

Dopo Urbino, la seconda grande impresa urbanistica del primo Rinascimento si concretizza a Ferrara.
Sotto il sovrano Borso d'Este, attorno alla metà del XV secolo fu ampliato il circondario della città, che così divenne più popolosa e ricca; in questo contesto, nel 1466 Biagio Rossetti cominciò la sua attività edilizia, divenendo il principale architetto di corte.
Succeduto a Borso, nel 1492 Ercole I d'Este diede inizio a un nuovo significativo ampliamento, così esteso da raddoppiare la precedente superficie. Le motivazioni che portarono a questa grandiosa trasformazione erano di carattere militare, economico e rappresentativo: vi era infatti la necessità di realizzare una nuova cinta muraria per far fronte alle pressioni veneziane, ottenendo nel contempo nuove aree edificabili attirare mercanti esuli da altre città.
Le fonti attribuiscono il progetto dell'addizione ancora a Biagio Rossetti, anche se mancano le conoscenze del ruolo effettivo dell'architetto nella stesura generale del piano.
La fusione tra la vecchia e la nuova città avvenne attraverso una serie di assi quasi ortogonali tra loro, quasi mai interrotti dalla presenza di un edificio monumentale sullo sfondo. Questa predilezione della veduta di scorcio, che consente di paragonare tra loro molti edifici adiacenti, è esemplificata dal palazzo dei Diamanti, che il Rossetti collocò al punto d'incrocio tra due arterie principali; si tratta di un vero e proprio caposaldo angolare di incomparabile compattezza esterna, a cui si contrappone, all'interno, un'articolata e varia volumetria.
Il rivestimento esterno è affidato ad un caratteristico bugnato a forma di punte di diamante, già apparso nel Castello Sforzesco di Milano e comunque di impronta chiaramente gotica.
Dopo la morte di Ercole I l'attività edilizia si spense gradualmente e, complice la crisi economica della metà del Cinquecento, l'incremento demografico previsto non si realizzò.

#### Napoli

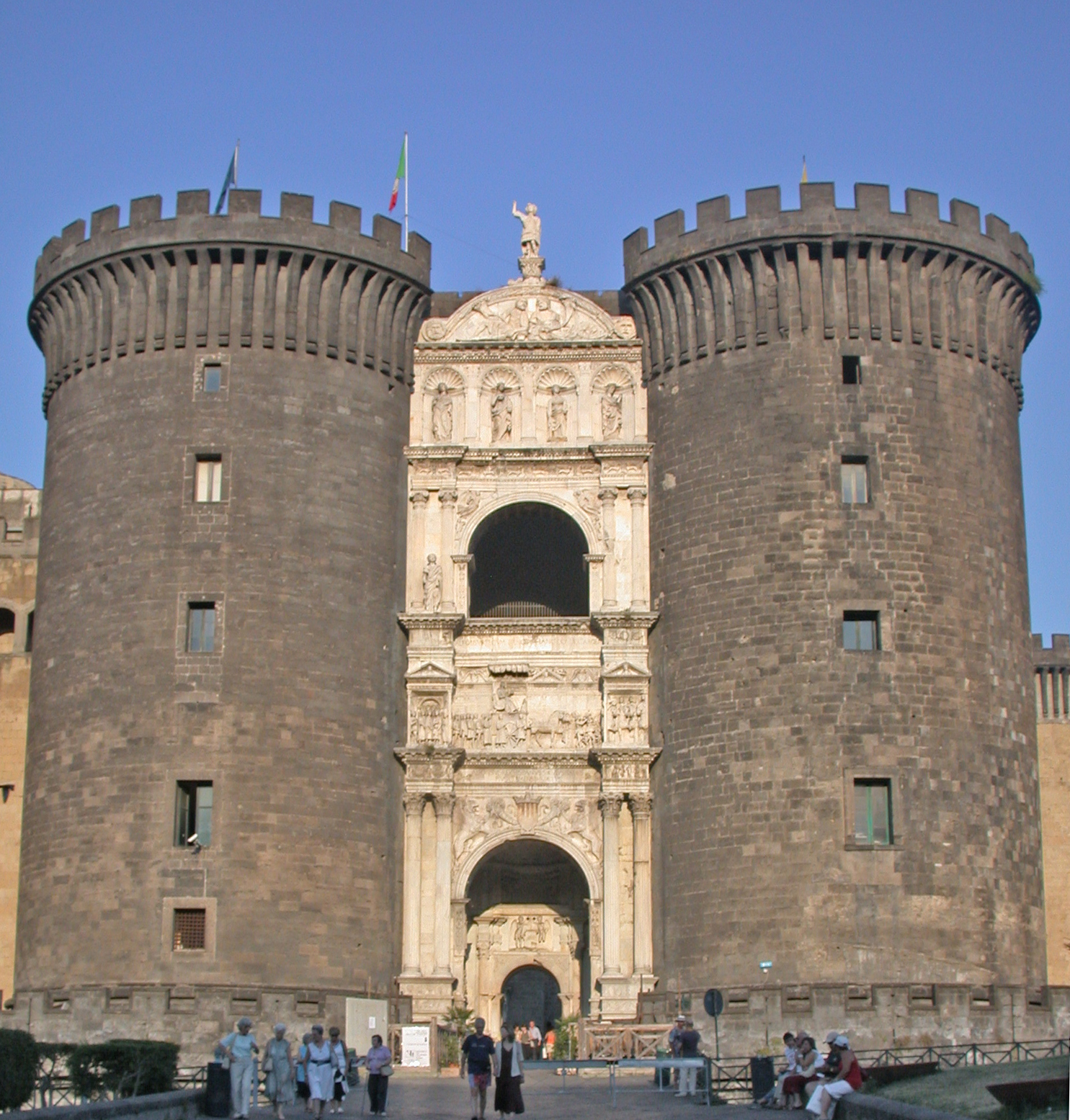
Arco trionfale del Castel Nuovo, Napoli

Alfonso V d'Aragona conquistò Napoli nel 1442, promuovendo alcune iniziative volte a ingrandire e abbellire la città, facendo lavorare a corte sia maestri catalani e napoletani di estrazione franco-provenzale di estrazione tardo-gotico, sia maestri provenienti provenienti dalle varie corti dell'Italia centro-settentrionale e legati al recupero del gusto classico. La precoce fine del suo regno e la scarsa levatura del suo successore, Ferrante, dovuta al riaccendersi delle ostilità tra Angioini e Aragonesi ostacolarono il compimento del piano. Le uniche realizzazioni di rilievo avviate sotto Alfonso furono la ricostruzione del Castel Nuovo e l'apertura della strada dell'Incoronata per collegarlo alla città. Il castello è una possente fortificazione in stile gotico-catalano, ma presenta un arco trionfale marmoreo che rimanda alle logge sovrapposte del Palazzo Ducale di Urbino. Vi lavorarono artisti provenienti da tutta Italia: Francesco Laurana, Pietro di Martino da Milano, Domenico Gaggini, Isaia da Pisa, Paolo Romano e Andrea dell'Aquila.
Il figlio di Ferrante, Alfonso, sposò Ippolita Maria Sforza, figlia di Francesco ed ebbe legami con Lorenzo il Magnifico. La volontà di realizzare un grandioso piano urbanistico per il rinnovamento della città e la vicinanza alle corti di Milano e Firenze favorì l'arrivo di una serie di artisti toscani e settentrionali, come Giuliano da Maiano, Giuliano da Sangallo, Fra' Giocondo, Francesco di Giorgio Martini e Guido Mazzoni.
Tra questi, particolarmente attivo fu Giuliano da Maiano, che tra gli anni ottanta e anni novanta si dedicò alla progettazione delle nuove mura orientali della città, alla costruzione di alcune ville suburbane e all'acquedotto della Bolla.
La sua Porta Capuana, che riprende il tema dell'arco trionfale, è stata definita la più bella porta del Rinascimento insieme alla porta di San Pietro a Perugia, mentre la configurazione della scomparsa villa di Poggioreale, basata su un quadrato con una torre su ogni angolo, diverrà un paradigma per numerose ville, anche oltre i confini italiani. Non mancarono nel regno nuove edifici risalenti a questo periodo, caratterizzati dalla fusione di elementi flamboyant, tipici dei motivi d'oltralpe con ornamenti "all'antica" tipici dell'Italia centro-settentrionale.
Il programma urbanistico di Alfonso II era molto ambizioso e paragonabile a quello dell'Addizione Erculea di Ferrara: una serie di assi stradali rettilinei concepiti come proseguimento della scacchiera antica che ancora caratterizzava la città. Tuttavia, la caduta del sovrano e l'ascesa al trono di Carlo VIII di Francia impedirono il concretizzarsi del progetto, che sarà parzialmente ripreso e totalmente snaturato nel Cinquecento dai viceré spagnoli,  con uno spirito completamente diverso.

#### Venezia

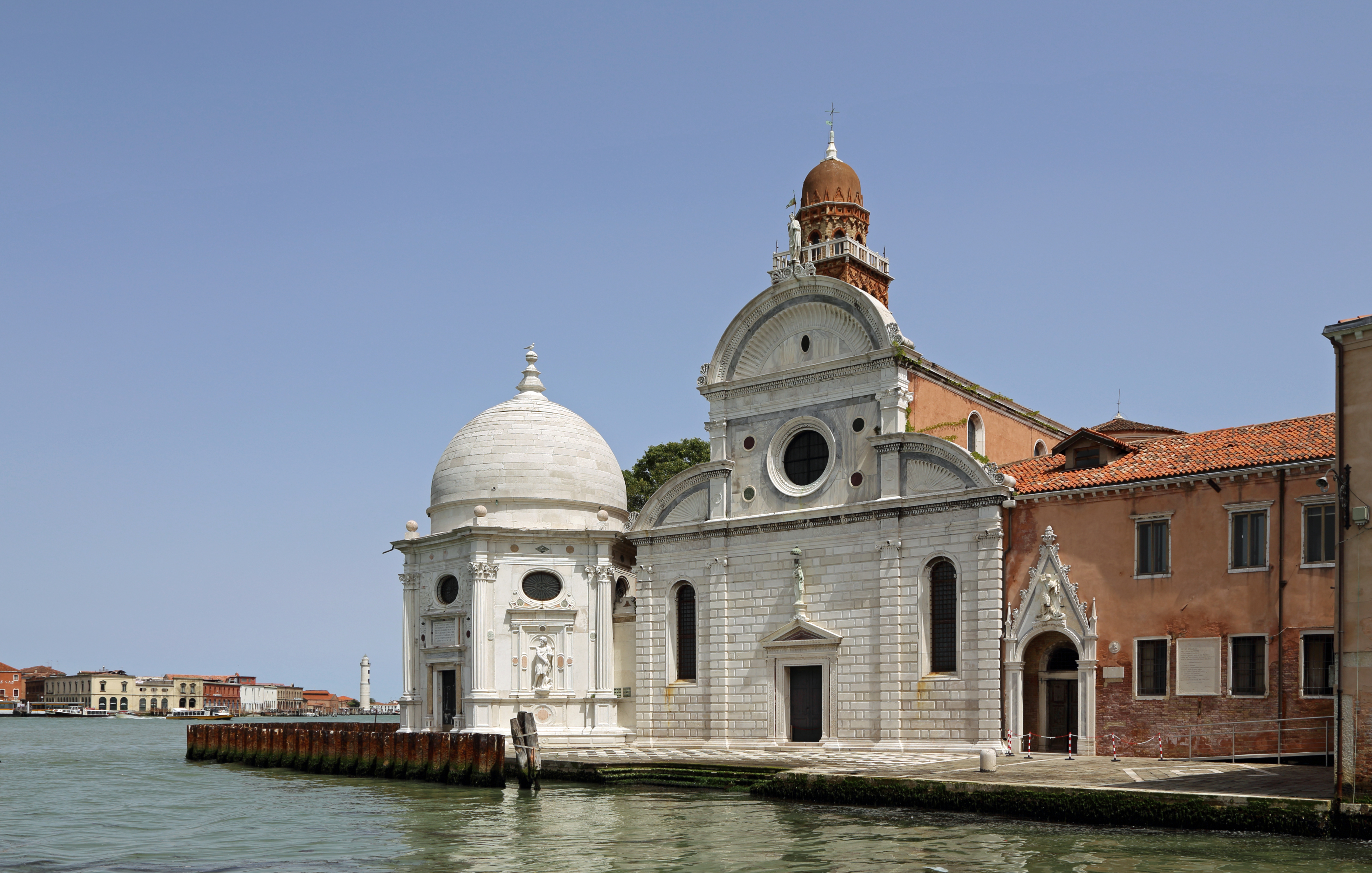
Chiesa di San Michele in Isola, Venezia

Venezia restò a lungo distante dalle vicende della cultura rinascimentale, offrendo una vera e propria resistenza alla diffusione dei modelli fiorentini.
Ancora nel Quattrocento erano in corso i lavori di completamento del Palazzo Ducale, con la facciata rivolta verso la piazzetta di San Marco che riprendeva lo stile tardo-gotico di quella prospiciente il molo.
Le altre grandi costruzioni, sia pubbliche che private, rimasero per molto tempo ancorate alla tradizione locale, ammettendo solo l'inserimento di elementi decorativi rinascimentali, come nel caso della porta dell'Arsenale.
Nei palazzi mercantili, la costruzione fu condizionata innanzitutto dalla scarsa superficie dei lotti a disposizione, che ebbe come conseguenza la formazione di edifici a blocco unico, solitamente privi di un cortile centrale aperto.
Caratterizzati da facciate traforate, i palazzi subirono l'influenza del modello di Palazzo Ducale: si citano la Ca' d'Oro, risalente all'inizio del Quattrocento, la Ca' Foscari della metà del secolo e i più tardi palazzi attribuiti a Mauro Codussi negli anni ottanta del secolo (Corner Spinelli e Vendramin Calergi).
Anche l'architettura ecclesiastica si conformò agli usi locali e fu condizionata dalle forme della basilica di San Marco, come nel caso della chiese quattrocentesche di Santa Maria dei Miracoli (con incrostazioni marmoree che rimandano anche alla cappella del Perdono nel Palazzo Ducale di Urbino), e San Zaccaria (con contaminazioni gotiche), ma l'influenza si protrasse anche nel secolo successivo: la chiesa di San Salvador (1507) mostra una pianta a croce latina composta da tre campate indipendenti coperte da quattro cupole minori, secondo uno schema riconducibile ancora ai modelli bizantini.
Un'eccezione è costituita dalla chiesa di San Michele in Isola, costruita su disegno del Codussi (1468-1479). L'edificio, probabilmente perché costruito in aderenza a un cimitero, rinuncia a certa esuberanza decorativa e presenta invece una sobria facciata tripartita ispirata al Tempio Malatestiano di Leon Battista Alberti, con due ordini sovrapposti: quello superiore è sormontato da un frontone curvilineo, mentre i lati sono raccordati da due ali ricurve, dai fini ornamenti a rilievo a conchiglia.

#### Milano

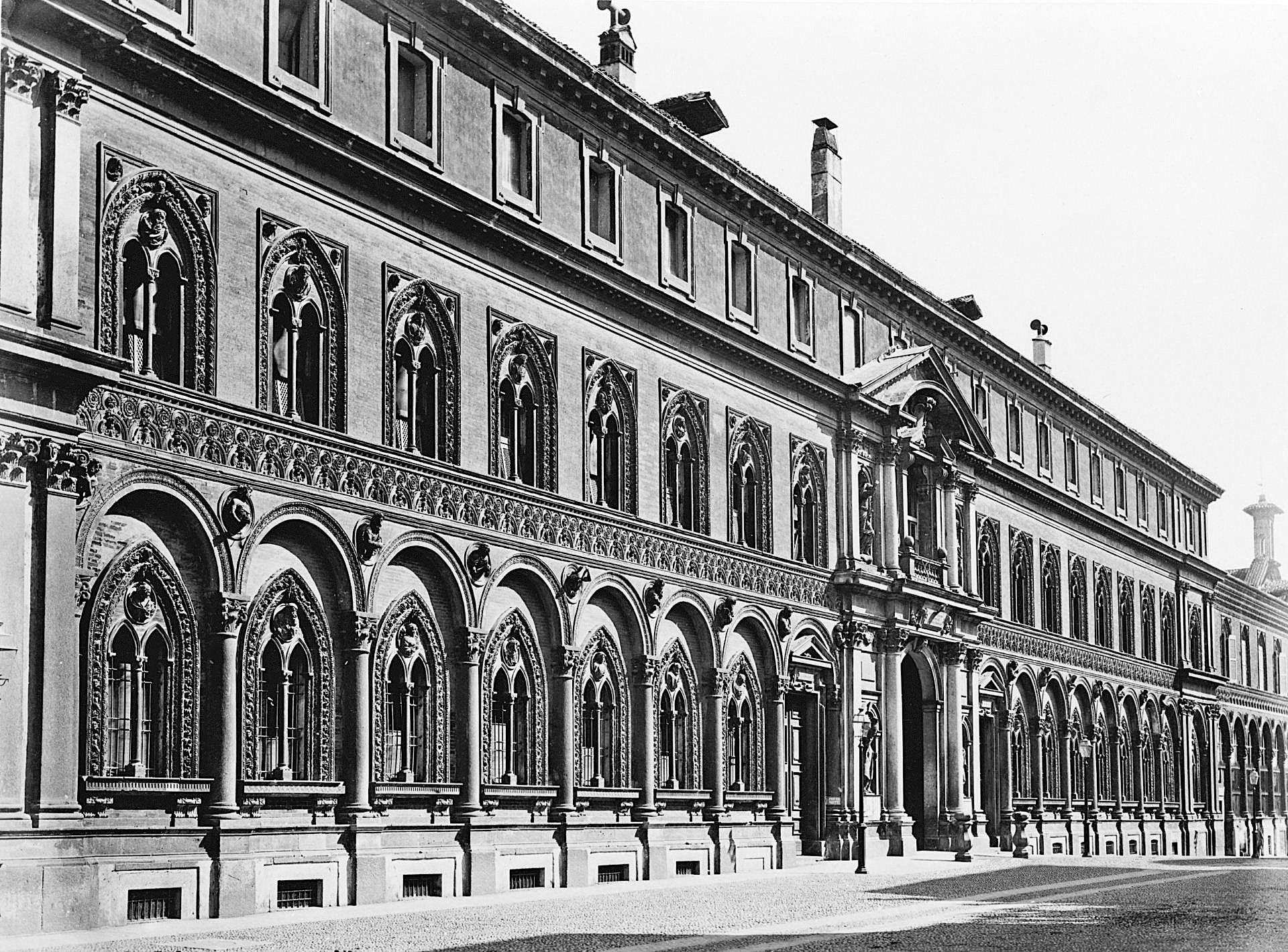
Ospedale Maggiore, Milano

L'architettura lombarda, fino alla metà del XV secolo, era ancora influenzata dallo stile gotico, ma non aveva la stessa grazia di quella veneziana, malgrado la presenza di artisti quali Michelozzo, Filarete.
A Milano, la cappella Portinari e il palazzo del Banco Mediceo, generalmente attribuiti rispettivamente a Michelozzo e Filarete, risentono ancora dell'influenza medievale e, in particolare, della tipica esuberanza decorativa lombarda probabilmente apportata in fase esecutiva dalle maestranze locali.
Appartiene a questo filone anche l'Ospedale Maggiore di Filarete, un vasto edificio dotato di cortili regolari, i cui prospetti in cotto (materiale che rispecchia il gusto regionale) racchiudono finestre bifore a sesto acuto.
Analoghe considerazioni possono essere formulate per alcune opere di Giovanni Antonio Amadeo, ovvero la cappella Colleoni di Bergamo e la facciata della certosa di Pavia, risalenti alla fine del Quattrocento.
L'arrivo di Bramante portò un graduale mutamento nell'architettura lombarda.
Bramante, che negli anni della sua formazione era stato discepolo di Piero della Francesca e del Mantegna, giunse in Lombardia intorno al 1477, stringendo un legame di amicizia con Leonardo da Vinci, anch'egli ospite della corte sforzesca. A Milano si dedicò al coro di Santa Maria presso San Satiro (che lo mostra pienamente padrone del linguaggio prospettico quattrocentesco) e innalzò la tribuna di Santa Maria delle Grazie (1492). Quest'ultima ha una pianta centrale e ripropone, in diversa scala, i motivi della Sagrestia Vecchia di Filippo Brunelleschi; tuttavia, l'eccessivo sviluppo in altezza e l'esuberanza decorativa di gusto lombardo, presumibilmente imputabile alle maestranze che eseguirono i lavori dopo la partenza dell'architetto per Roma, contrastano con la razionalità dell'impianto brunelleschiano.
Nei progetti milanesi, come in quelli delle aree limitrofe (si pensi alla piazza Ducale di Vigevano, al progetto del duomo di Pavia o al portico di Santa Maria Nuova ad Abbiategrasso), Bramante lasciò comunque il segno della grandezza, influenzando l'architettura lombarda anche nel periodo successivo.

## Il Rinascimento classico

### Bramante a Roma

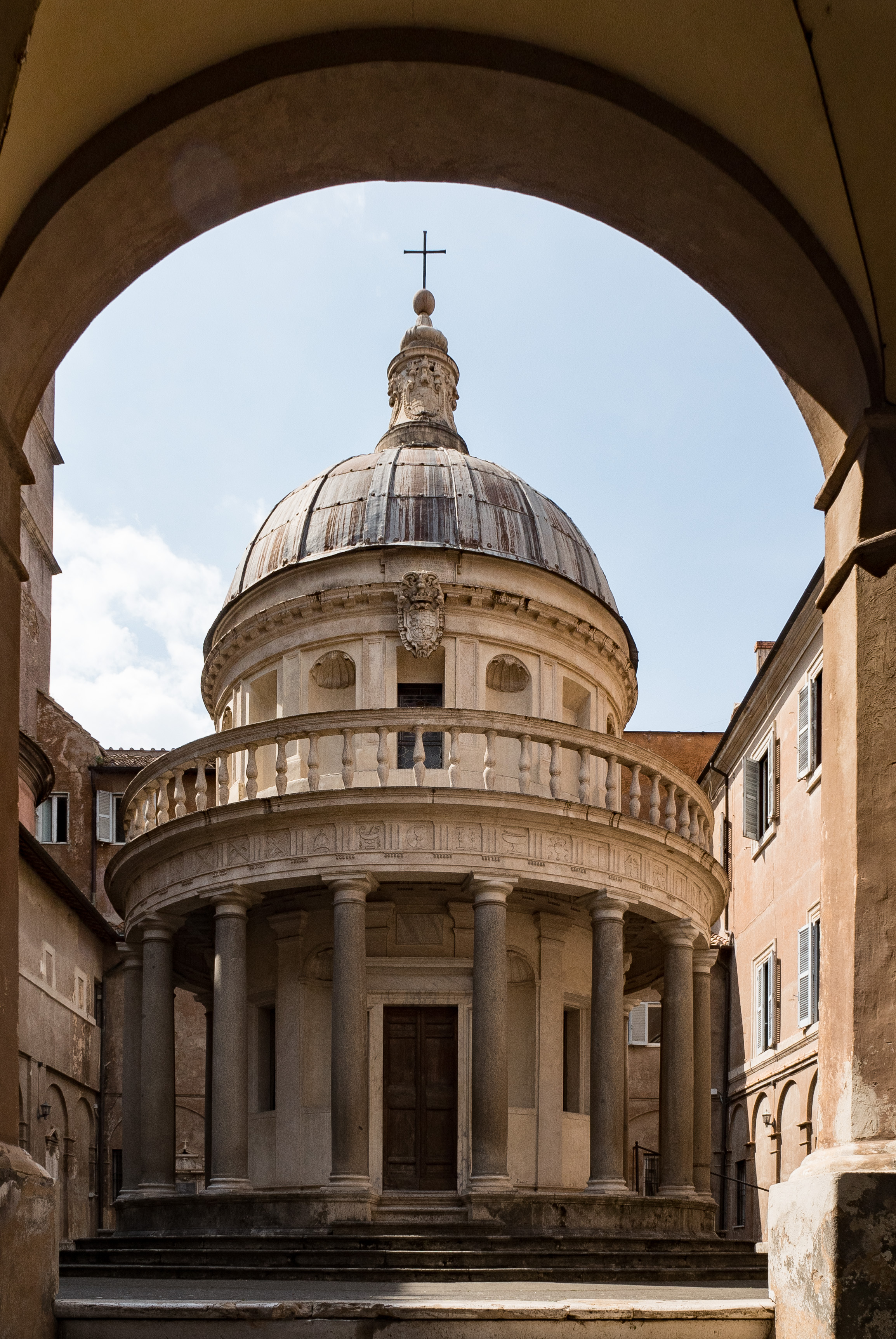
Tempietto di San Pietro in Montorio, Roma

Se il primo Rinascimento fu fondamentalmente toscano, il pieno Rinascimento divenne essenzialmente romano grazie all'opera di Bramante e Raffaello, che furono i massimi esponenti del Classicismo.
Bramante, il più anziano, giunse a Roma da Milano nel 1499, quando aveva oltre cinquant'anni. Lontano dai gusti della corte lombarda e influenzato dalle antiche vestigia della città, il suo stile assunse un carattere più austero, riscontrabile sin nelle prime opere: il chiostro di Santa Maria della Pace e soprattutto il tempietto di San Pietro in Montorio.
Il chiostro, pur derivando dal suo progetto per il cortile di Sant'Ambrogio a Milano, è strutturato su due livelli: al piano terra presenta un ordine di paraste in stile ionico che sostiene una trabeazione con fregio continuo, con una concatenazione di archi a tutto sesto impostati su alette, che rimandano al teatro di Marcello. Al secondo livello, invece, vi sono pilastri trattati come paraste in stile pseudo-corinzio, con l'inserimento di colonne libere, dello stesso ordine, che raddoppiano il passo delle arcate sottostanti.
Più significativo è il secondo intervento, il tempietto di San Pietro in Montorio, risalente al 1502.
Si tratta del "primo monumento del pieno rinascimento in contrasto col protorinascimento, ed è un vero monumento, cioè una realizzazione più plastica che strettamente architettonica".
Esso fu costruito nel luogo in cui, secondo la tradizione, era stato crocifisso san Pietro; il piccolo edificio fu quindi concepito come una sorta di martyrium paleocristiano e progettato su modello dei templi peripteri a pianta centrale dell'antichità.
Quel che costituisce il punto fondamentale di quest'opera non è tanto il suo classicismo, più avanzato rispetto a quello del Brunelleschi e dell'Alberti, ma il fatto che il tempietto avrebbe dovuto collocarsi al centro di uno spazio centralizzato, reso permeabile dalla presenza porticati, divenendone il fulcro.
Malgrado il cortile non sia stato completato secondo il progetto originario, è possibile riconoscere l'effetto geometrico ottenuto dalla combinazione di cerchi concentrici in pianta con cilindri concentrici in alzato. Il tempietto consiste in due cilindri (peristilio e cella), posti in rapporti proporzionali tra loro, con una cupola emisferica sia all'interno che all'esterno.

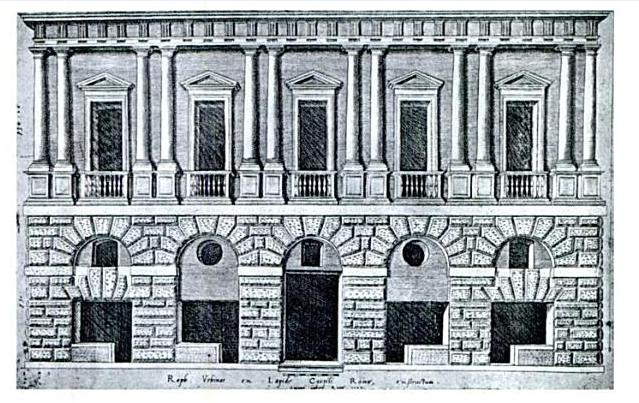
Palazzo Caprini, Roma

Nell'architettura civile, un posto di rilievo spetta al suo palazzo Caprini (distrutto), noto anche come casa di Raffaello, risalente al 1508; esso può essere considerato uno dei paradigmi del palazzo cinquecentesco.
L'opera riprende le caratteristiche dei modelli fiorentini, ovvero il bugnato di palazzo Medici e gli ordini architettonici di palazzo Rucellai, ponendoli rispettivamente al piano terra e al primo piano della facciata; le bugne sono disposte intorno alle aperture ad arco del registro inferiore, mentre l'ordine architettonico si traduce in una serie di colonne binate che sorreggono la trabeazione.
Occorre poi ricordare le commissioni per i palazzi vaticani: il cortile di San Damaso, ideato da Bramante come una serie di arcate a giorno derivate da quelle del Colosseo, ma soprattutto la sistemazione del cortile del Belvedere, concepito come una successione di cortili scalati che avevano il compito di collegare il Palazzo Apostolico alla palazzina del Belvedere. Malgrado le alterazioni subite nel corso dei secoli (come la nicchia di Pirro Ligorio e i bracci dei Musei Vaticani), l'aspetto più importante del Belvedere è oggi costituito dal modo in cui Bramante risolse la grande estensione delle superfici murarie ricorrendo ai moduli simili a quelli adottati da Leon Battista Alberti nella navata della basilica di Sant'Andrea: arcate a tutto sesto intervallate da lesene binate.

Progetto bramantesco per San Pietro, Roma

Tutti questi lavori furono comunque surclassati dalla sua opera più impegnativa: la basilica di San Pietro.
Dopo i primi interventi di recupero dell'antica basilica paleocristiana avviati da Niccolò V intorno alla metà del Quattrocento, papa Giulio II si convinse dell'opportunità di ricostruire la più importante chiesa della cristianità occidentale.
Bramante probabilmente non lasciò un unico progetto definitivo della basilica, ma è opinione comune che le sue idee originarie, presumibilmente influenzate dagli schizzi architettonici che si ritrovano nei manoscritti di Leonardo da Vinci, prevedessero un impianto a croce greca, sovrastato, al centro, da una grande cupola emisferica, con quattro cupole minori in corrispondenza delle cappelle laterali e da altrettanti campanili ai lati. Tale configurazione si può desumere, almeno in parte, dall'immagine impressa su una medaglia del Caradosso coniata per commemorare la posa della prima pietra del tempio, il 18 aprile 1506, e soprattutto da un disegno ritenuto autografo, detto "piano pergamena".
In ogni caso, l'unica certezza sulle ultime intenzioni di Giulio II e di Bramante, che morirono rispettivamente nel 1513 e nel 1514, è la realizzazione dei quattro pilastri uniti da altrettanti grandi arconi a tutto sesto destinati a sorreggere la cupola.

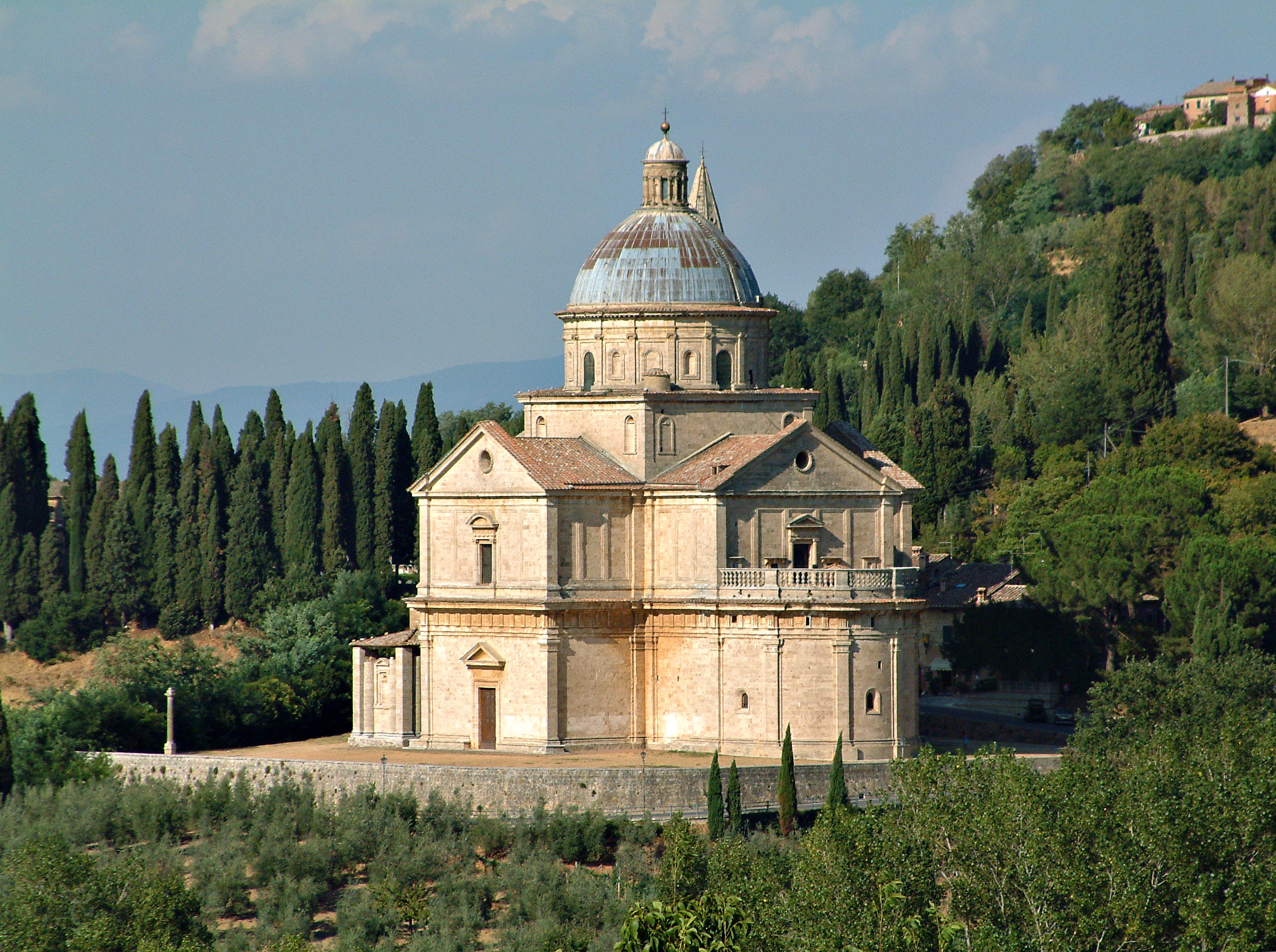
San Biagio, Montepulciano

Al modello centralizzato del San Pietro bramantesco sono riconducibili una serie di chiese a pianta centrale: Sant'Eligio degli Orefici a Roma, San Biagio a Montepulciano e Santa Maria della Consolazione a Todi.
La prima, alla quale è collegato spesso il nome di Raffaello, probabilmente fu cominciata dal Bramante nel 1509 con l'aiuto dello stesso Sanzio, data la somiglianza del soggetto con la Scuola di Atene. La chiesa fu terminata da Baldassarre Peruzzi e non è semplice stabilire a che punto si collochi rispetto allo sviluppo di San Pietro.
Strettamente legata a San Pietro, oltre che alla basilica di Santa Maria delle Carceri a Prato, è la chiesa di San Biagio, progettata da Antonio da Sangallo il Vecchio e innalzata a partire dal 1518. Anche in questo caso la pianta è una croce greca, lievemente allungata presso l'abside, con due campanili ai lati della facciata, di cui solo uno portato a termine.
Ancor più semplice è l'impostazione del tempio della Consolazione (1509): la pianta, ottenuta da quattro absidi aggregate a un quadrato, è assai simile a un disegno di Leonardo da Vinci. L'edificio fu realizzato sotto la direzione di Cola da Caprarola, un architetto quasi sconosciuto, tanto che si è più volte tentato di attribuire il progetto a Bramante. Tuttavia, il contratto relativo alla sua costruzione parlava di solo di tre absidi: la chiesa fu voltata verso la fine del Cinquecento e la cupola ai primi del Seicento. Non viene comunque meno il suo carattere di prelibatezza, con quell'accento indelebile e gradevole che si rifà al gusto quattrocentesco.

### Raffaello

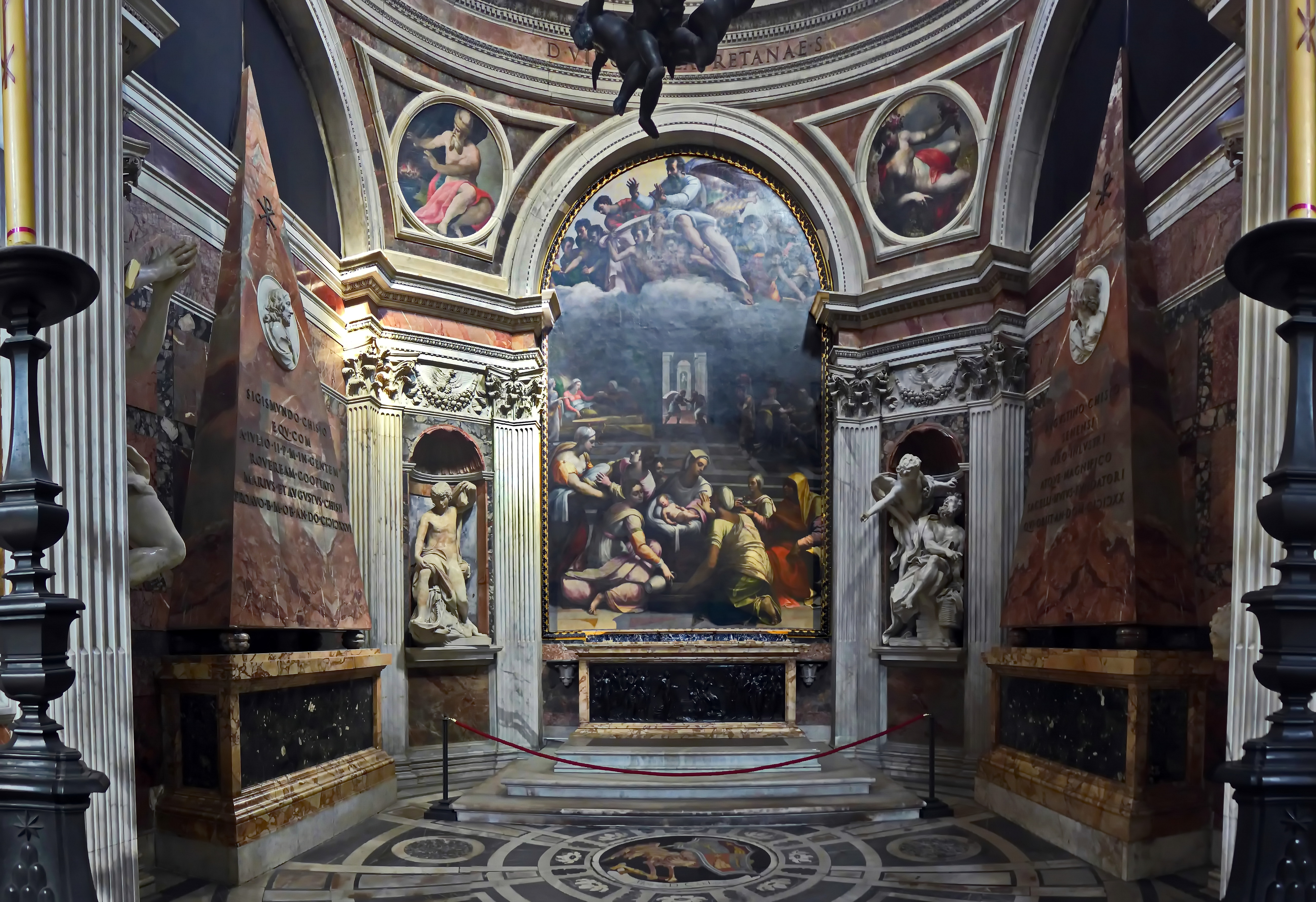
Cappella Chigi, Roma

Raffaello Sanzio era nato a Urbino nel 1483 e aveva avuto una formazione artistica nella bottega del Perugino.
Pittore, prima ancora che architetto, negli ultimi anni della sua breve vita si dedicò anche alla progettazione di alcuni palazzi, di una cappella e di una villa, sostituendo il Bramante nel cantiere della basilica di San Pietro in Vaticano.
La cappella Chigi in Santa Maria del Popolo è una variazione in piccolo del nucleo centrale di San Pietro e rimanda anche a Sant'Eligio degli Orefici, seppur con una ricchezza di gran lunga maggiore. All'esterno la cupola riporta a San Bernardino di Francesco di Giorgio Martini: un cilindro coperto da un cono, dalle linee pulite, in cui si inseriscono semplici finestre tagliate nel vivo.
Se palazzo Vidoni Caffarelli, probabilmente progettato con Lorenzo Lotti, è quasi una copia di palazzo Caprini, completamente diversa è la soluzione adottata da Raffaello nel palazzo Branconio dell'Aquila.
Scomparso nel corso del Seicento, ma comunque noto attraverso una serie di rappresentazioni grafiche, il palazzo costruito per Giovanni Battista Branconio dell'Aquila esibiva una facciata caratterizzata da un ricco repertorio ornamentale.
Il pian terreno presentava archi su semicolonne tuscaniche, sovrastati da una trabeazione continua, mentre il piano nobile era caratterizzato dall'alternanza di nicchie e finestre, queste ultime incorniciate in una serie di edicole sormontate da timpani ricurvi e triangolari, oltre le quali correva una fascia decorata con festoni da Giovanni da Udine, al cui interno era ricavato il mezzanino; l'edificio era poi completato da un piano attico con un cornicione e triglifi.
Se alcuni hanno individuato in questa facciata un inizio di Manierismo, per altri il palazzo Branconio dell'Aquila vede solo una ripresa del gusto romano aggiornato alle scoperte archeologiche relative alle grandi decorazioni a stucco della Domus Aurea e delle terme di Tito, che diventerà un motivo manierista solo nel più tardo palazzo Spada.

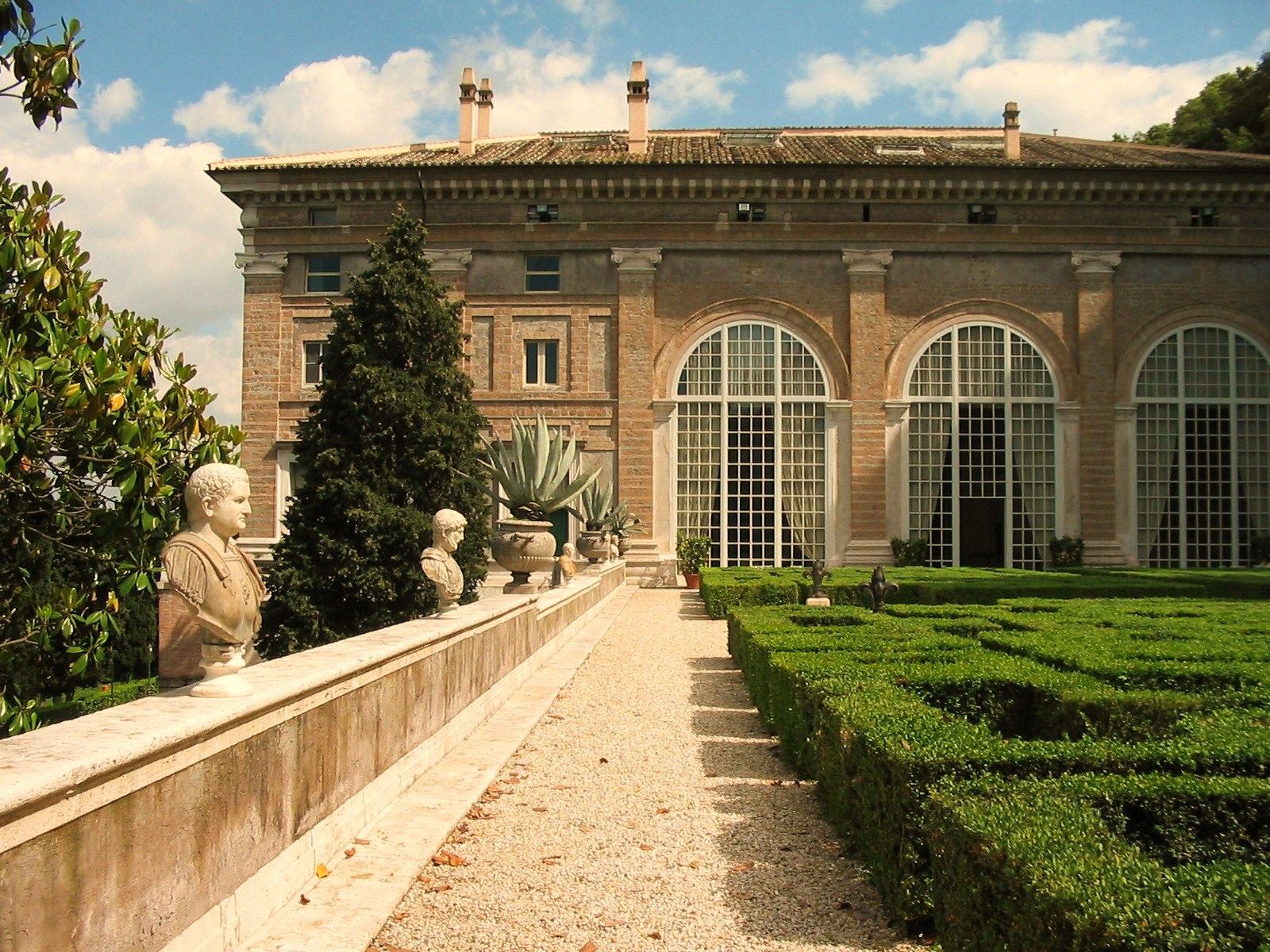
Villa Madama, Roma

Altro contributo significativo è costituito da villa Madama, la grande residenza di campagna che Raffaello progettò per il futuro papa Clemente VII.
Del grande complesso che avrebbe dovuto rivaleggiare con il cortile del Belvedere fu realizzato solo il nucleo centrale, costituito da una grande loggia, evidente citazione della basilica di Massenzio. Il disegno originario prevedeva un grande muro di cinta, desunto dalle costruzioni termali romane, all'interno del quale avrebbero dovuto inserirsi i vari ambienti della residenza, le terme, il teatro, il giardino, la peschiera ed i magazzini.
Dopo la morte di Bramante, Raffaello ricevette l'arduo compito di proseguire la ricostruzione della basilica vaticana.
Tuttavia, la sovrintendenza ai lavori di Raffaello ai lavori della basilica vaticana non durò molto, poiché egli morì ad appena 36 anni, nel 1520.
Raffaello presentò una proposta che si discostava sensibilmente dal modello bramantesco a pianta centrale: da una pianta attribuita al Sanzio si distingue un corpo longitudinale anteposto ai piloni della cupola, articolato per mezzo di pilastri a doppie paraste e concluso, in facciata, da un profondo porticato; probabilmente, si deve a Raffaello l'idea dei deambulatori attorno alle absidi, che sarà poi confermata dal suo successore, Antonio da Sangallo il Giovane.

## Manierismo e tardo Rinascimento

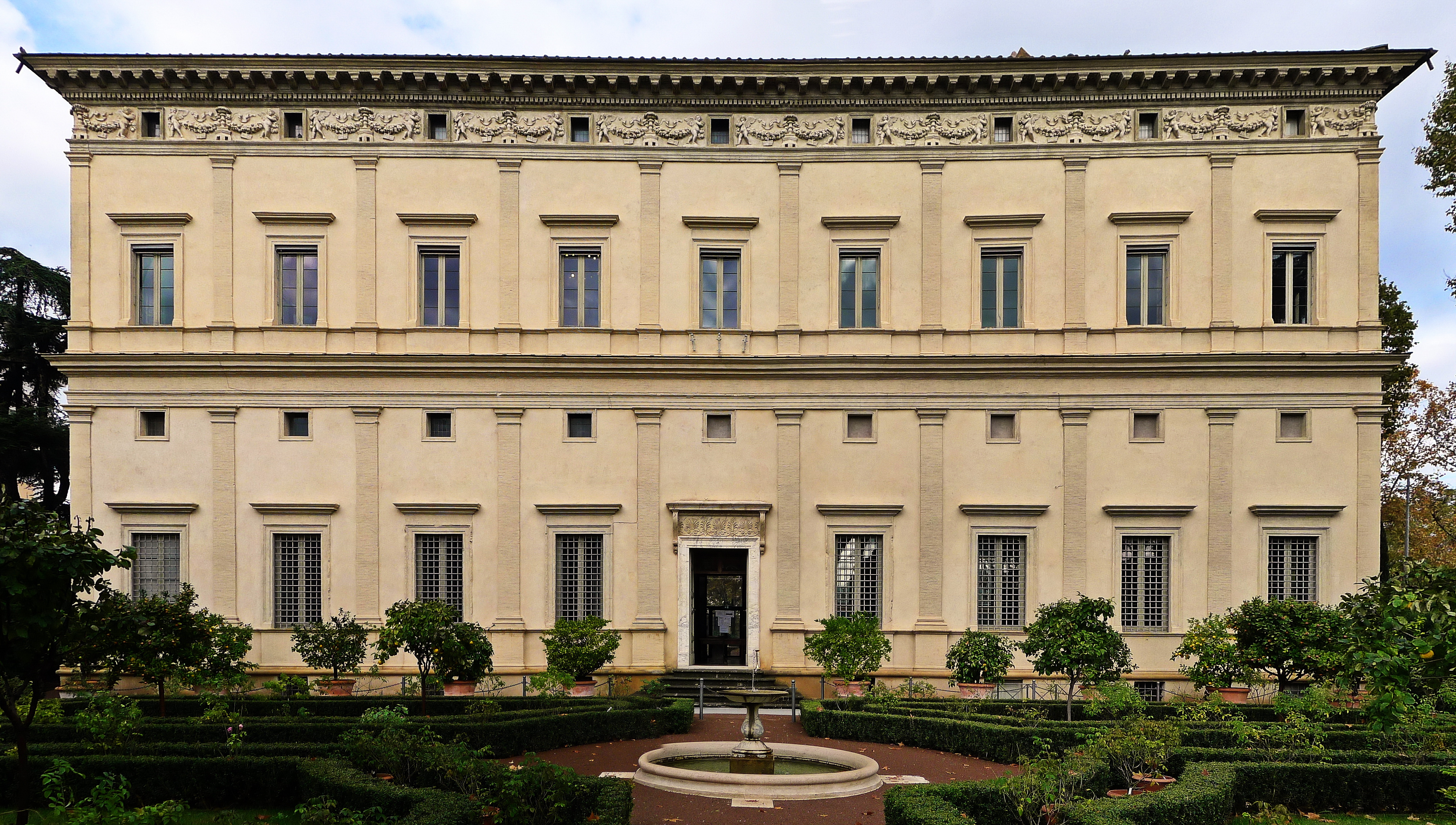
Villa Farnesina, Roma

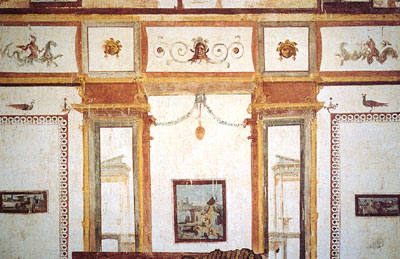
Grottesche della Domus Aurea, Roma

Solitamente il Manierismo è considerato dagli storici la terza fase del Rinascimento, preceduta dall'Umanesimo fiorentino e dal Classicismo romano; tuttavia, se le prime due fasi sono tra loro distinguibili, non può dirsi la stessa cosa tra il Classicismo e il Manierismo, che coesistettero sin dall'inizio del Cinquecento.
Basti pensare che quando i massimi esponenti del Classicismo, Raffaello e Bramante, misero mano alla chiesa di Sant'Eligio degli Orefici, nel 1509, uno dei principali artefici del Manierismo, Baldassarre Peruzzi, costruì la villa Farnesina.
La "maniera", che già nella letteratura artistica del Quattrocento indicava lo stile di ogni singolo artista, divenne nel Cinquecento un termine per designare il rapporto tra norma e deroga, vale a dire la continua ricerca di variazioni sul tema del classico.
Il rifiuto dell'equilibrio e dell'armonia classica, mediante la contrapposizione tra norma e deroga, natura e artificio, segno e sottosegno, rappresentano infatti le principali caratteristiche del Manierismo.
Nel Manierismo le leggi elementari perdono ogni significato: il carico non ha peso, mentre sul sostegno non grava alcunché; la fuga prospettica non si conclude in un punto focale, come nel barocco, ma termina nel nulla; gli organismi verticali simulano un equilibrio che in realtà è "oscillante".
Dal punto di vista decorativo, lo snodo tra Classicismo e Manierismo, è rappresentato dal fenomeno delle grottesche, pitture incentrate su rappresentazioni fantastiche di epoca romana, che furono riscoperte durante alcuni scavi archeologici nella Domus Aurea, divenendo fonte d'ispirazione per l'apparato ornamentale di numerosi edifici, influenzando persino l'architettura (palazzo Zuccari a Roma, parco dei Mostri a Bomarzo e altri).
In ogni caso, il Manierismo non cancellò le caratteristiche e le valenze del Classicismo, che continuerà a sopravvivere nel panorama architettonico non solo del Cinquecento, ma anche dei secoli successivi, sia nell'ambito della scuola romana sia in quello della scuola veneta; del resto, lo stile di Jacopo Sansovino o di Andrea Palladio difficilmente potrebbe definirsi manierista nel senso in cui il termine può essere usato, invece, per definire quello di Giulio Romano o di Michelangelo Buonarroti, tra i principali esponenti di questa corrente.

### Giulio Romano

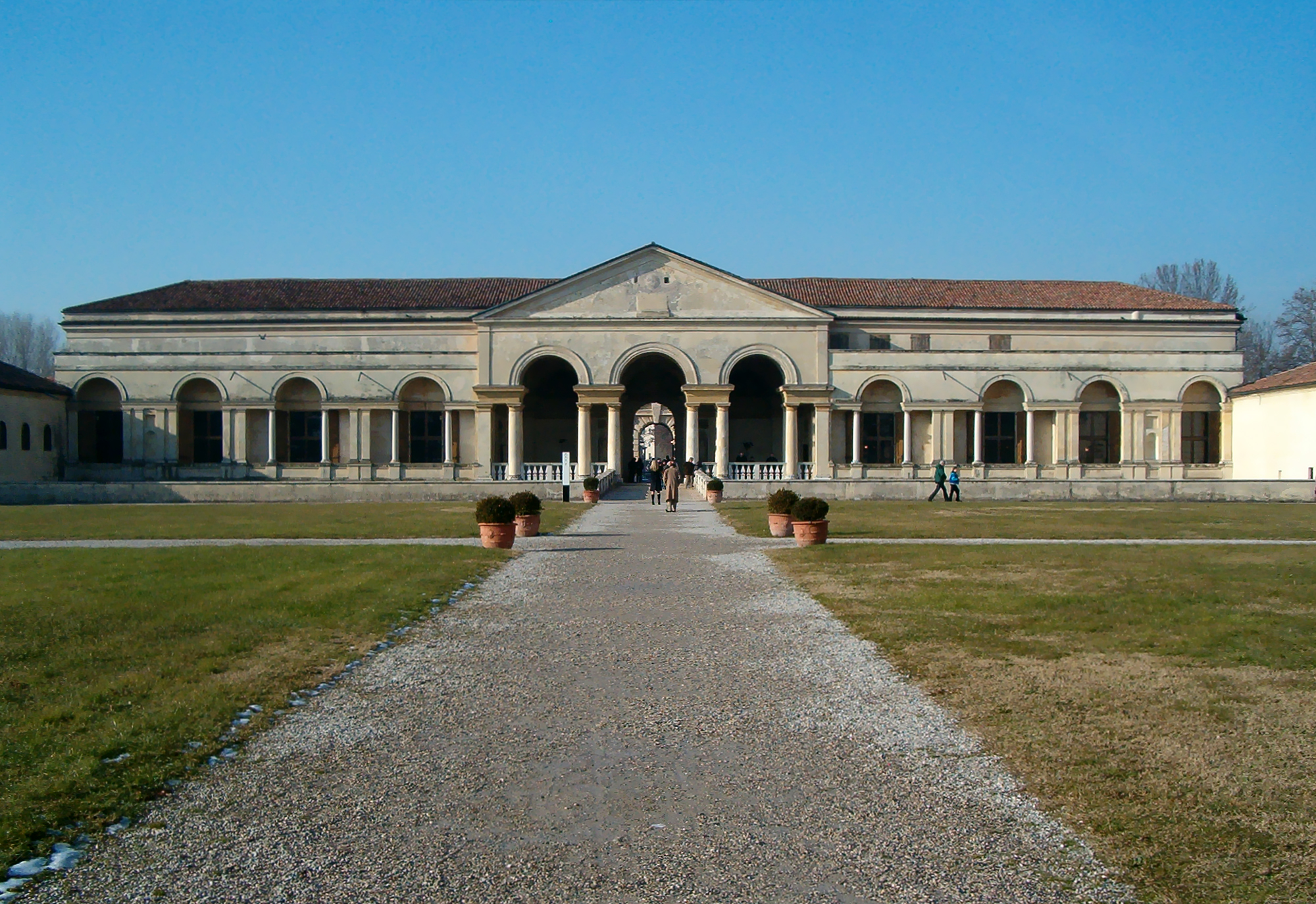
Palazzo Te, Mantova

Alla morte di Raffaello era chiaro che il suo stile stava per entrare in una nuova fase, caratterizzata da una maggiore ricchezza e liberà espressiva, evidenziata nel palazzo Branconio dell'Aquila e nella cappella Chigi.
Il suo allievo Giulio Romano, il primo grande artista nato a Roma dopo molti secoli, ebbe il compito di portare a termine gli affreschi vaticani e le pitture di villa Madama. Nel 1524, quando aveva intorno ai 25 anni, lasciò Roma per mettersi al servizio dei Gonzaga, signori di Mantova, dove si occupò della costruzione di palazzo Te. Il palazzo fu concepito come una villa suburbana: un edificio a pianta quadrata, vuoto al centro, dotato di un grande giardino verso est. Il ricorso all'uso di muraglie romane, l'impiego di serliane, le aperture sormontate da conci a ventaglio e persino l'impostazione planimetrica sono tutti elementi desunti dal codice classico, ma il carattere rustico delle facciate, la differenziazione dei prospetti e la notevole profondità dei porticati articolati su colonne aggregate in gruppi tetrastili, rientrano nella sfera delle deroghe e proiettano palazzo Te nell'ambito del Manierismo.
Un'altra opera significativa dell'attiva mantovana dell'architetto è il palazzotto che costruì per sé poco prima della morte, avvenuta nel 1546.
Qui il modello bramantesco di palazzo Caprini subisce una variazione: il bugnato si estende su entrambi i piani dell'edificio, mentre l'ordine architettonico del primo piano lascia il posto ad una serie di pilastri e archi entro i quali si aprono le finestre col timpano. Un altro timpano si inserisce sopra il portale di ingresso, estendendosi fino al piano superiore e rompendo la continuità della cornice marcapiano.
Se nella cattedrale di Mantova Giulio Romano si mostra più severo e contenuto in senso classico, è in un'altra architettura civile, il cortile della Cavallerizza del Palazzo Ducale, che si realizza il culmine nella ricerca di deroghe rispetto al prototipo bramantesco, con la profonda alterazione di ogni riferimento classico, accentuata dalla presenza di semicolonne tortili che si stagliano su un paramento bugnato ad archi.

### Baldassarre Peruzzi

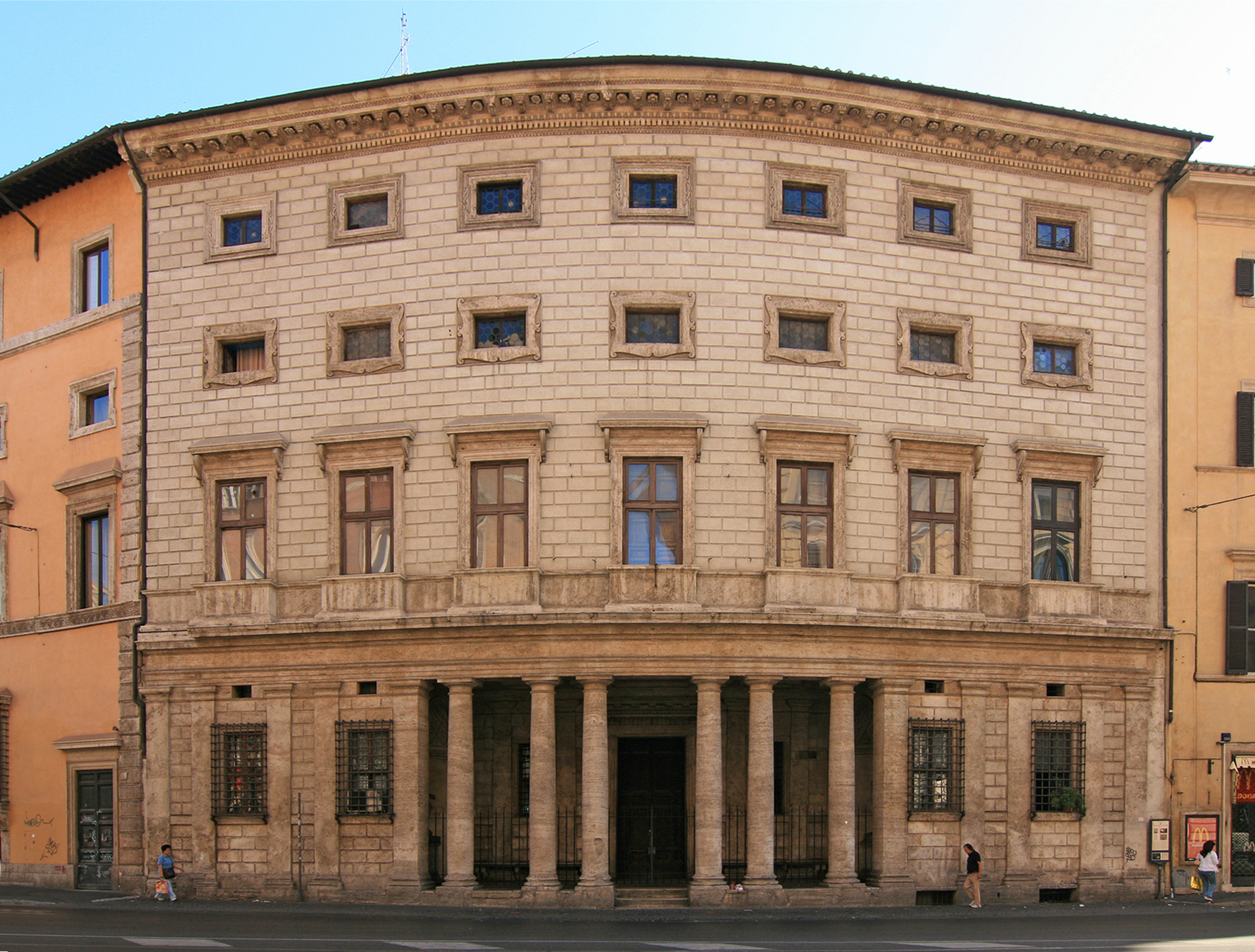
Palazzo Massimo alle Colonne, Roma

Baldassarre Peruzzi, nato nel 1481, si era formato a Siena come pittore e si era trasferito a Roma all'inizio del Cinquecento.
Sebbene i suoi disegni siano conservati in diversi musei d'Italia, la sua figura resta alquanto misteriosa e viene solitamente ricordato come aiuto del Bramante.
Tra il 1509 e il 1511, sulla riva destra del Tevere, costruì la villa Farnesina per il banchiere Agostino Chigi. Nonostante si verifichi il prevalere della norma rispetto alla deroga, la villa può essere considerata un punto di partenza dell'architettura manierista. L'edificio presenta una pianta a "U", con due ali che racchiudono una parte mediana in cui, al piano inferiore, si apre un portico costituito da cinque arcate a tutto sesto. L'articolazione della facciata, ornata con lesene e bugnato angolare, è ancora classica, ma il fregio riccamente decorato, che corre alla sommità dell'edificio, evidenzia già un mutamento dei gusti.
Nel palazzo Massimo alle Colonne, costruito oltre vent'anni dopo, la deroga prevale sulla norma.
La pianta, condizionata dall'esigenza di sfruttare al massimo l'esiguo spazio a disposizione, presenta un prospetto convesso; il bugnato si estende su tutta la facciata, mentre le colonne, rispetto al modello bramantesco, sono spostate al piano terra, dove definiscono un ombroso atrio.

### Michelangelo

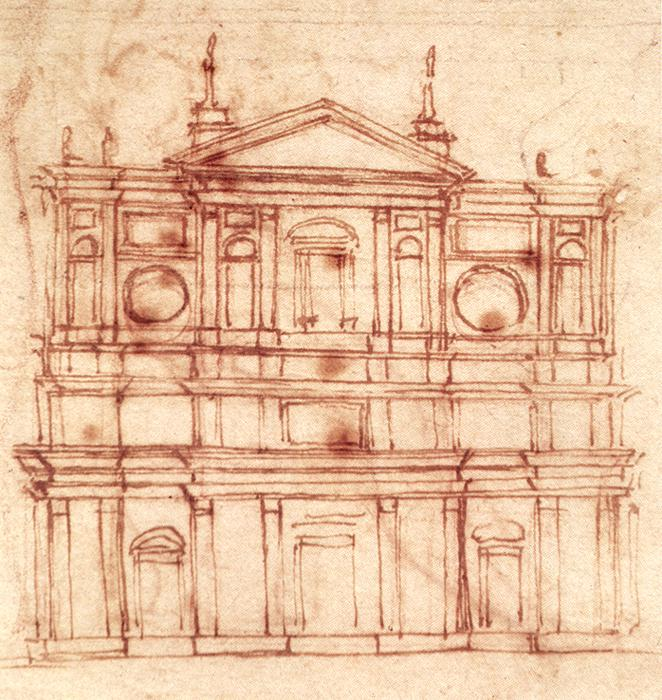
Schizzo di Michelangelo per la facciata di San Lorenzo, Firenze

Il grande evento dell'architettura cinquecentesca è rappresentato da Michelangelo Buonarroti.
Nato nel 1475, da ragazzo era stato apprendista da un pittore e, una volta entrato nel cerchio di Lorenzo de' Medici, aveva appreso la scultura dal Bertoldo.
Il suo primo intervento nel campo dell'architettura risale al 1518-1520, con la costruzione delle finestre inginocchiate nella loggia di palazzo Medici, a Firenze, ma alcuni anni prima si era interessato anche della facciata per la basilica di San Lorenzo; il progetto di San Lorenzo, tradotto esclusivamente in un modello ligneo, enunciava già la visione dell'architettura pensata in termini plastici, con una facciata concepita come contenitore di un gran numero di sculture.
Anche la successiva Sacrestia Nuova, costruita sul lato opposto di quella del Brunelleschi all'interno della basilica di San Lorenzo, è uno spazio pensato in chiave plastica; malgrado la ripresa dell'impianto planimetrico della Sagrestia Vecchia e il ricorso al tema della cupola a cassettoni del Pantheon, le pareti non presentano la sobria armonia del modello brunelleschiano, bensì finestre finte che scavano e modellano la superficie, in uno stile molto personale che segna la rottura con il classicismo vitruviano. La Sagrestia Nuova può essere annoverata tra le prime opere autenticamente manieriste.
In questo contesto si inserisce il progetto per la Biblioteca Medicea Laurenziana, di cui Michelangelo si occupò personalmente tra il 1524 e il 1534. Dovendo tener conto delle preesistenze il complesso fu risolto con la realizzazione di due ambienti adiacenti: l'atrio, di superficie ridotta e caratterizzato da un alto soffitto, e la sala di lettura, posta su un piano più elevato. Le pareti dell'atrio sono configurate come facciate di palazzo rivolte verso l'interno, con nicchie cieche e colonne incassate che hanno lo scopo di rinforzare le strutture portanti; uno scalone che si espande verso il basso, eseguito da Bartolomeo Ammannati diversi anni dopo, conduce alla sala di lettura, costituita da un ambiente più luminoso, di dimensioni verticali più contenute, ma molto più esteso in lunghezza, così da ribaltare l'effetto spaziale.

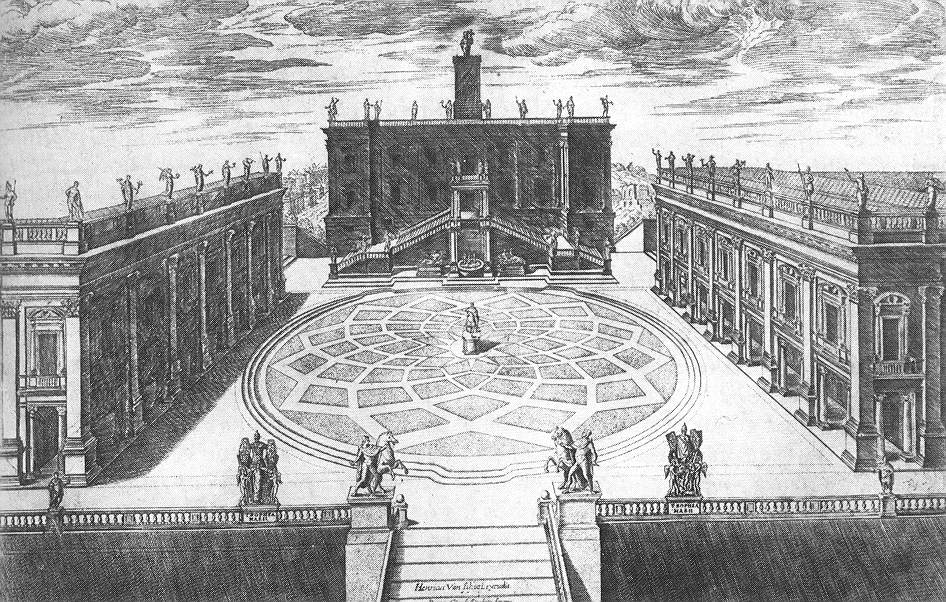
Piazza del Campidoglio, Roma, in un'incisione di Étienne Dupérac

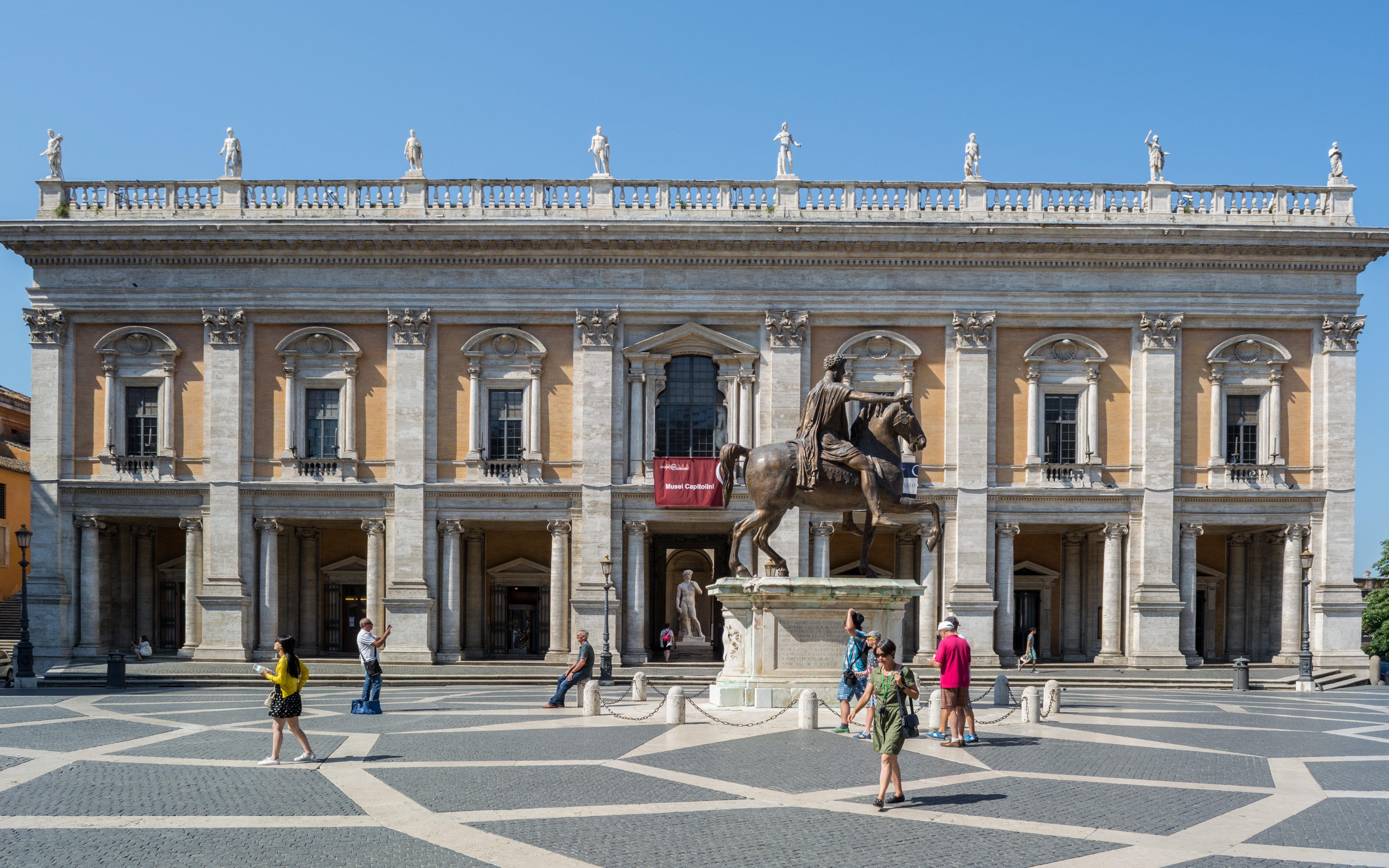
Palazzo dei Conservatori, Roma

Nel 1534 Michelangelo si trasferì definitivamente a Roma, dove l'attendeva la sistemazione della piazza del Campidoglio.
Michelangelo cominciò a preparare i disegni nel 1546 e i lavori procedettero con lentezza, tanto che furono ultimati, con alcune modifiche, da Giacomo Della Porta. Nella figura in pianta dovette però tener conto degli edifici preesistenti, che lo indussero a ideare un impianto di forma trapezoidale, con il lato maggiore corrispondente al Palazzo Senatorio, quello minore rivolto verso una scalinata che scende giù per la collina e i lati obliqui delimitati dal Palazzo Nuovo e da quello speculare dei Conservatori; al centro, la statua equestre di Marco Aurelio, da cui si dipana il disegno geometrico della pavimentazione a intreccio.
L'innovazione più importante di questi palazzi fu l'introduzione dell'ordine gigante nell'architettura civile, che ha il compito di esaltare la griglia prospettica contrapponendosi alle linee orizzontali degli architravi che attraversano le facciate.
Sempre nel 1546, alla morte di Antonio da Sangallo il Giovane, Michelangelo subentrò in due cantieri significativi: quello di palazzo Farnese e quello della basilica di San Pietro in Vaticano.
Antonio da Sangallo, nipote di Giuliano e di Antonio il Vecchio, era giunto a Roma all'inizio del secolo, facendo carriera all'interno della fabbrica di San Pietro e divenendo architetto del cardinal Farnese, poi eletto al soglio pontificio col nome di Paolo III. Il palazzo progettato dal Sangallo per la famiglia Farnese era il più grande e sontuoso tra i palazzi romani; il disegno originario rimandava, senza voli di fantasia, ai modelli fiorentini, ma senza il basamento a bozze e con finestre inquadrate all'interno di edicole; l'interno presumibilmente prevedeva un cortile su tre ordini sovrapposti di loggiati ad arco, derivanti dal Colosseo e dal teatro di Marcello.
L'intervento di Michelangelo fu sostanziale, a partire dalla finestra centrale, che il Sangallo aveva pensato ad arco e che invece fu riportata a un architrave sormontato dallo stemma dei Farnese; l'ultimo piano fu rialzato e ricevette un grandioso cornicione, mentre nel cortile si possono attribuire a Michelangelo il riempimento degli archi del primo piano e la realizzazione dell'intero ultimo piano.

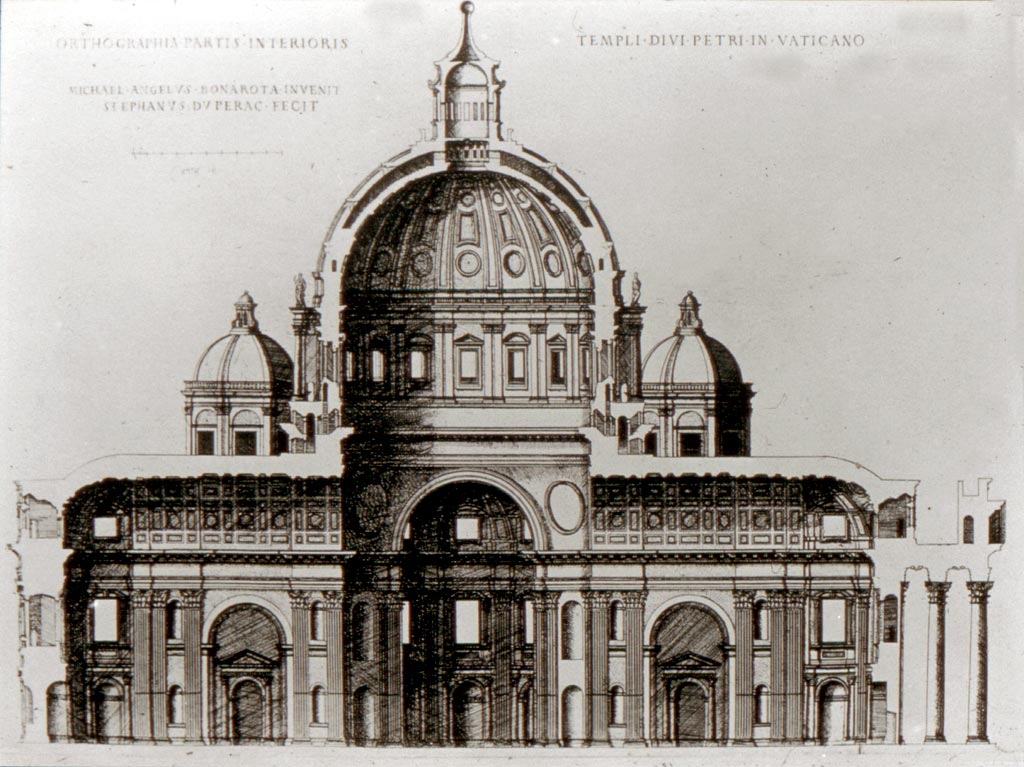
Progetto di Michelangelo per la basilica di San Pietro in Vaticano, in un'incisione di Dupérac

Anche nel cantiere della basilica vaticana Michelangelo effettuò modifiche radicali al progetto sangallesco.
Sangallo aveva ereditato la soprintendenza dei lavori dopo la morte Raffaello, proponendo una mediazione tra lo schema longitudinale del suo predecessore e quello centralizzato bramantesco. Il suo progetto, tradotto in un colossale quanto dispendioso modello ligneo nel 1539, prevedeva la realizzazione di un avancorpo affiancato da due altissime torri campanarie che inquadravano la cupola a doppio tamburo.
Michelangelo subentrò alla direzione dei lavori ormai anziano, ma non privo di energia.
La storia del progetto michelangiolesco è documentata da una serie di documenti di cantiere, lettere, disegni dello stesso Buonarroti e di altri artisti, affreschi e testimonianze dei contemporanei, come Giorgio Vasari. Malgrado ciò, le informazioni ricavabili spesso sono in contraddizione tra loro. Il motivo principale risiede nel fatto che Michelangelo non redasse mai un progetto definitivo per la basilica vaticana, preferendo procedere per parti. Tuttavia, dopo la sua morte, furono stampate diverse incisioni nel tentativo di restituire una visione complessiva del disegno michelangiolesco, tra cui quelle di Stefano Dupérac, che subito si imposero come le più diffuse e accettate.
Michelangelo, ritenendo il costosissimo modello del Sangallo poco luminoso, troppo artificioso e con richiami all'architettura gotica, rifiutò l'idea del suo predecessore; tornò pertanto alla pianta centrale del progetto originario, semplificandolo e conferendogli una direzione principale con l'inserimento di un pronao.
Demolì quanto era stato costruito del deambulatorio previsto dal Sangallo all'estremità delle absidi, trattando le frastagliate superfici esterne con un ordine gigante di paraste corinzie, aventi lo scopo di fasciare la costruzione come una botte, in un continuo susseguirsi di tensioni e riposi.
Tutto era pensato in funzione della cupola, ma quando Michelangelo morì, nel 1564, la costruzione era arrivata soltanto alla sommità degli speroni del tamburo.
Le vicende legate al cantiere della basilica troveranno soluzione solo nel XVII secolo, in epoca barocca, quando Carlo Maderno prolungherà il braccio orientale della basilica, compromettendo definitivamente la concezione michelangiolesca.
Il San Pietro di Michelangelo esercitò comunque una certa influenza nella storia dell'architettura: basti citare la basilica genovese di Santa Maria di Carignano di Galeazzo Alessi, o la chiesa del monastero dell'Escorial, presso Madrid, entrambe caratterizzate da una croce inserita in un quadrato.
Dopo Michelangelo il suo stile energico perse buon parte del favore di cui godeva: Giacomo Della Porta, che ebbe il compito di completare la cupola di San Pietro, mutò ben presto il suo stile, Tiberio Calcagni, che lo aveva assistito realizzando il modello ligneo per il progetto della basilica di San Giovanni Battista dei Fiorentini, morì nel 1565, mentre Giorgio Vasari non costruì niente di significativo a Roma.
Colui che continuò l'opera di Michelangelo fu Giacomo Del Duca, suo assistente nel cantiere di Porta Pia, che realizzò la piccola chiesa di Santa Maria in Trivio e costruì la sproporzionata cupola di Santa Maria di Loreto.

### Vignola

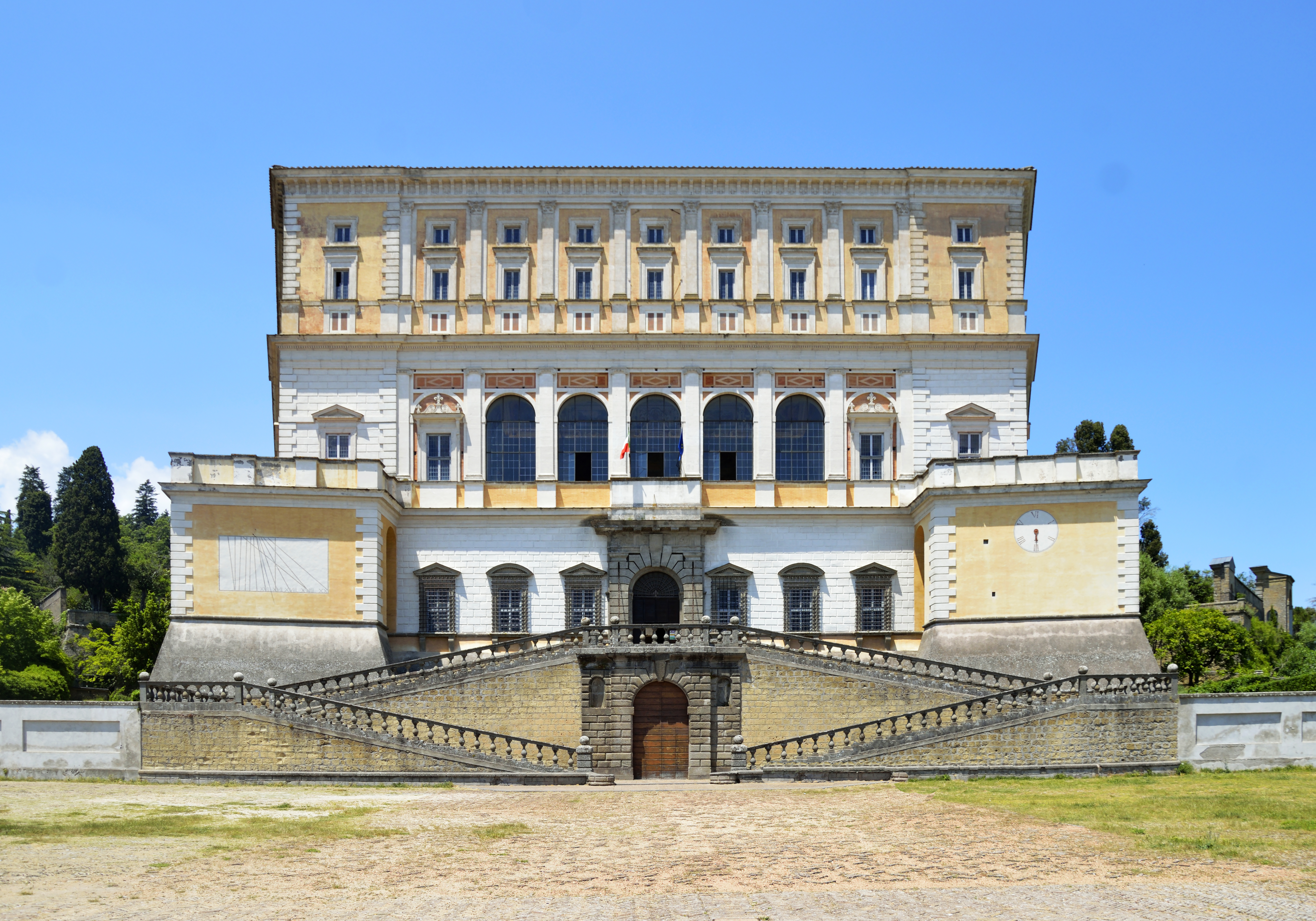
Villa Farnese, Caprarola

L'architetto più sensibile a Roma nella seconda metà del Cinquecento fu Jacopo Barozzi da Vignola.
Emiliano, formatosi come pittore, rafforzò la sua autorevolezza nel campo dell'architettura con la pubblicazione di un trattato che riscontrò un immediato successo.
Iniziò la sua attività di architetto a Bologna, dove si segnala il palazzo Bocchi, in cui confluiscono i ricordi di palazzo Te e la grammatica di Antonio da Sangallo il Giovane. A Roma lavorò al cantiere di villa Giulia, ma la presenza del Vasari e dell'Ammannati limitarono l'opera dell'emiliano: caratteristica dell'edificio è il contrasto tra l'esterno, di forme regolari, e l'interno, aperto verso il giardino, con l'elegante emiciclo, la loggia e il ninfeo.
La chiesa di Sant'Andrea sulla via Flaminia mostra anch'essa la rigida impronta sangallesca di Santa Maria di Loreto, ma sorprende per la cupola ovale; concetto che sarà ripetuto in Sant'Anna dei Palafrenieri e che avrà fortuna nell'epoca barocca.

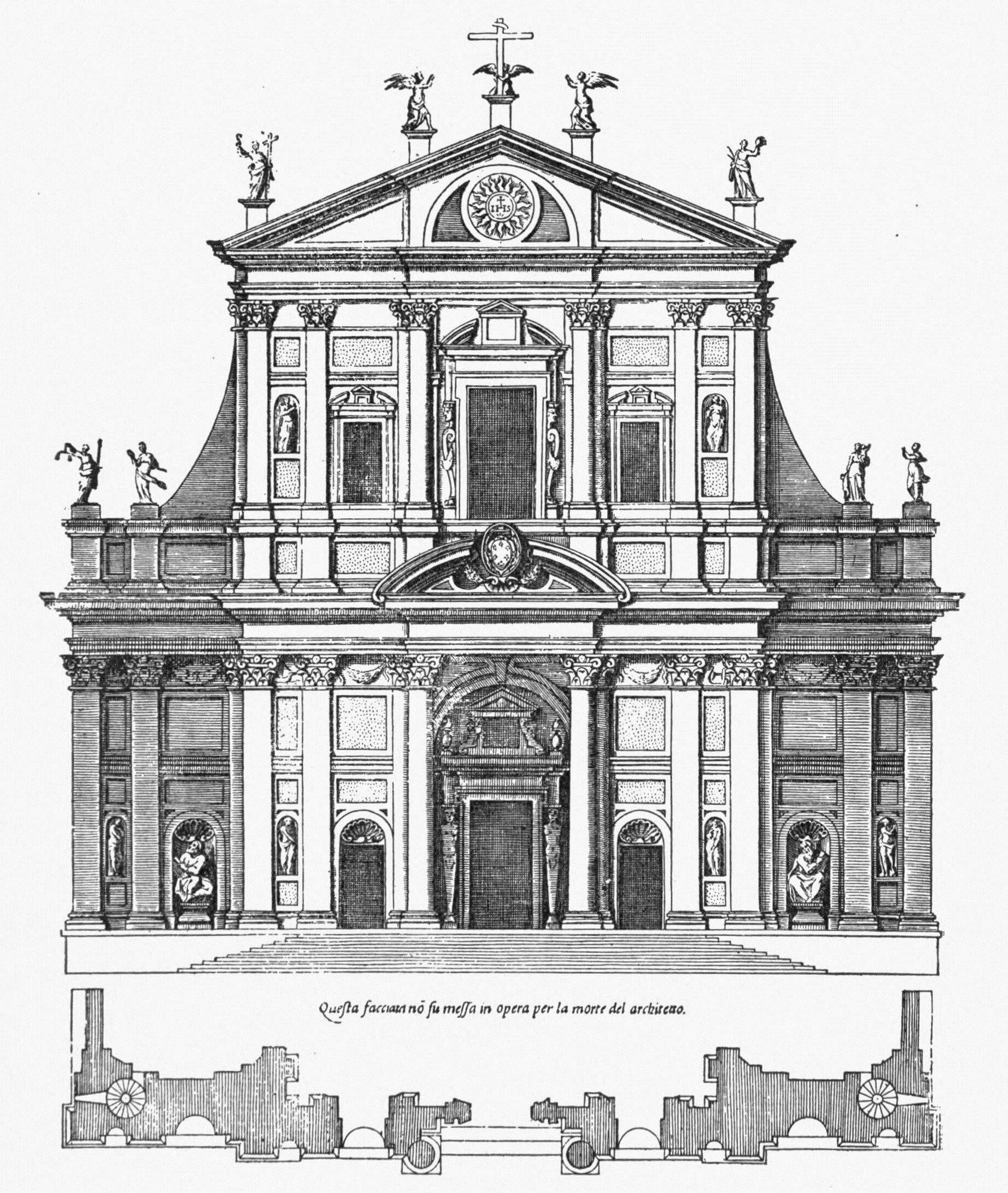
Progetto del Vignola per la facciata della chiesa del Gesù, Roma

In ogni caso, non vi è dubbio che le opere maggiori del Vignola siano la villa Farnese a Caprarola e la chiesa del Gesù a Roma.
La villa in origine era un fortilizio pentagonale progettato da Antonio da Sangallo il Giovane, che alla sua morte aveva lasciato l'opera incompleta. Venuto meno lo scopo difensivo, nel 1559 Vignola riprese i lavori, modificando radicalmente il disegno originale; pur mantenendo l'impostazione planimetrica della fortificazione, trasformò i bastioni in terrazze ed elevò una compatta massa poligonale sopra il livello delle mura.
Lo loggia del piano nobile, che si apre davanti a un ampio piazzale trapezoidale preceduto da una serie di scale a doppia rampa, fu trattata con un linguaggio derivante dalla villa Farnesina del Peruzzi. All'interno, sorprendono invece le splendide soluzioni del cortile circolare a doppio ordine di ambulacri e della scala rotonda, che come rotori si contrappongono imprevedibilmente al pentagono esterno.
La chiesa del Gesù, costruita per l'ordine dei Gesuiti, deriva dalla basilica di Sant'Andrea a Mantova. Vignola riprese ed elaborò l'impostazione planimetrica dell'Alberti, concependo un'aula a croce latina, coperta da una volta a botte e dotata di una cupola all'intersezione del transetto, su cui affacciano una serie di cappelle laterali; una sorta di anticipazione del prolungamento della navata di San Pietro, una soluzione frutto del clima controriformista, destinata ad essere esportata in tutto il mondo e a "esercitare un'influenza forse più ampia di qualunque altra chiesa costruita negli ultimi quattrocento anni". Il suo schema fu sostanzialmente replicato, ma con alcune modifiche, nella basilica di Sant'Andrea della Valle, un'opera iniziata sul finire del Cinquecento, che introduce ormai nell'epoca barocca. La facciata del Gesù fu costruita da Giacomo Della Porta, con una soluzione meno felice di quella proposta da Vignola e alquanto confusionaria, sovraccarica di colonne, pilastri e volute. L'interno, in origine austero, è oggi caratterizzato da una ricca decorazione, frutto di interventi attuati nei secoli successivi.
Accanto a queste opere, occorre citare un intervento nel campo dell'urbanistica: il palazzo dei Banchi, che andava a delimitare, con un esteso ma non monotono porticato, il lato della piazza Maggiore parallelo alla basilica di San Petronio, a Bologna.
Probabilmente il progetto risale agli anni sessanta del Cinquecento, al tempo in cui a Piacenza si stava occupando anche del palazzo Farnese, un grandioso edificio rimasto però incompleto.
Nel periodo compreso tra la sua morte, avvenuta nel 1573, e l'avvento del Barocco, la scena romana fu dominata da Domenico Fontana e Giacomo Della Porta. Il primo fu valente ingegnere, zio di Carlo Maderno, noto per aver trasportato l'Obelisco Vaticano di fronte alla basilica di San Pietro e per la ricostruzione del palazzo del Laterano su modello del palazzo Farnese; la fama del secondo è legata alla villa Aldobrandini di Frascati e a una serie di progetti di stampo manierista che preannunciano le invenzioni del secolo successivo, come Sant'Atanasio dei Greci, con le due torri poste a delimitazione della facciata.

### Sanmicheli e Sansovino

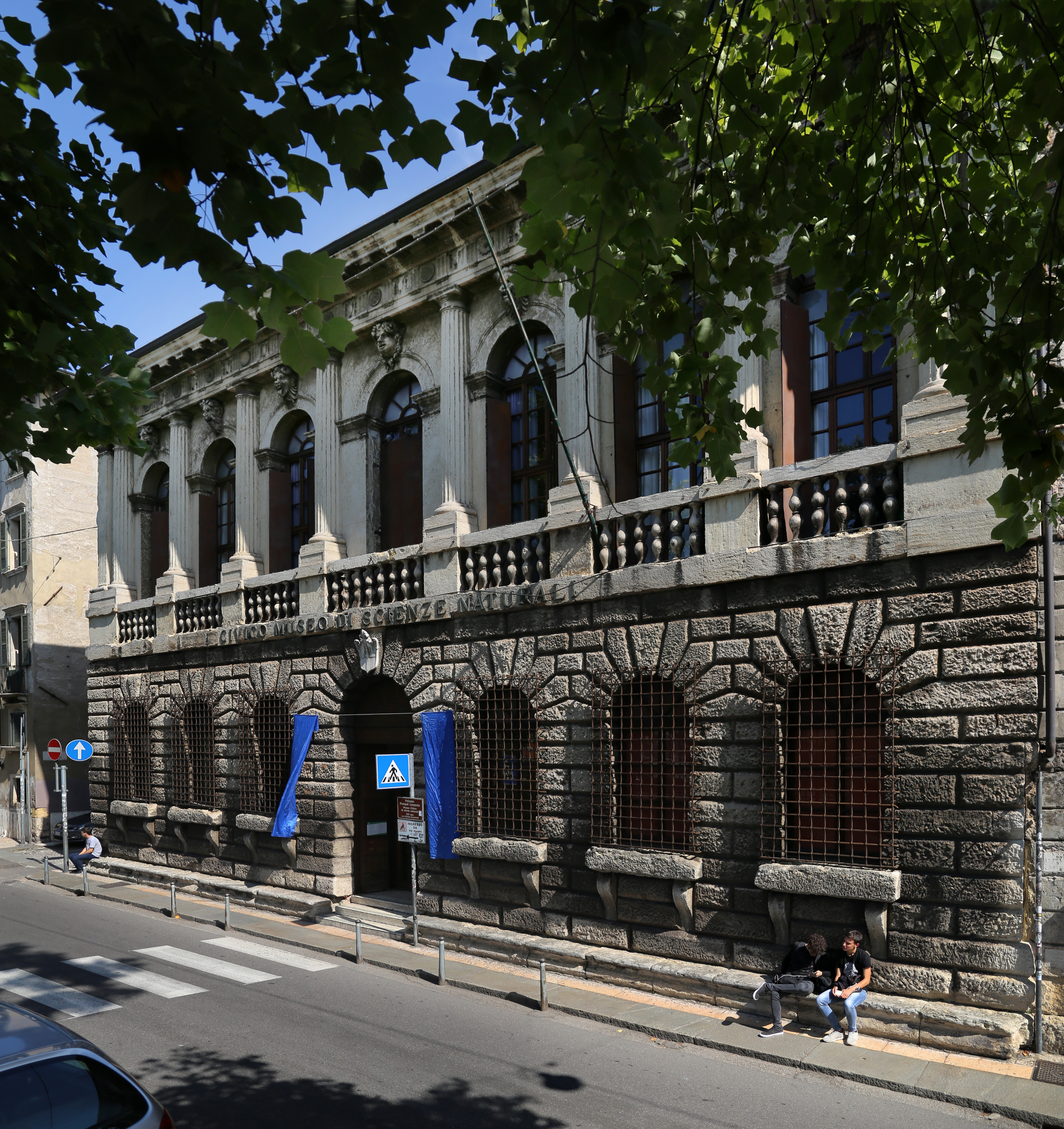
Palazzo Pompei, Verona

Michele Sanmicheli e Jacopo Sansovino esercitarono grande influenza in Veneto e nell'Italia settentrionale.
Sanmicheli, veronese, era stato a Roma probabilmente come aiuto di Antonio da Sangallo il Giovane, poi si era trasferito a Orvieto e aveva lavorato nella cattedrale di Montefiascone, per fare ritorno nella città natia poco dopo il 1527 e maturare una lunga carriera come architetto militare della Repubblica di Venezia.
In questo contesto costruì, ad esempio, le porte monumentali della città di Verona, tra cui si segnalano la Porta Nuova e la porta Palio, entrambe caratterizzate da un impenetrabile rivestimento a bugnato, con pesanti chiavi sopra le piccole aperture.
I suoi contribuiti nel campo militare lasciarono un'impronta nel suo stile architettonico, come nel caso dei progetti per tre palazzi veronesi, in cui Sanmicheli sembra esprimere la forza dell'architettura dei bastioni e delle fortezze.
Palazzo Pompei, ascrivibile agli anni trenta, è una chiara citazione del palazzo Caprini, ma con alcune deroghe tese ad accentuare, nel registro inferiore, i pieni sui vuoti: il piano terra presenta aperture più piccole rispetto al modello bramantesco, mentre al primo piano Sanmicheli sostituì le finestre con una loggia di grande forza espressiva.
Nel palazzo Canossa, risalente al medesimo periodo, gli elementi rustici e quelli di artificio raggiungono una maggiore integrazione e viene introdotta una balaustra alla sommità.
Il terzo di questi palazzi è quello costruito per la famiglia Bevilacqua. Pur ponendosi in diretto collegamento con palazzo Pompei, il palazzo Bevilacqua presenta un paramento più ricco: il portone è decentrato, il piano terra è trattato con un paramento rustico che avvolge anche i semipilastri, mentre il registro superiore è alleggerito da grandi aperture ad arco che si alternano a finestre di dimensioni minori contenute nello spazio dell'intercolonnio. Il senso di disagio derivante dalla presenza delle aperture del mezzanino sopra le finestre minori, le ricche decorazioni e i pilastri fasciati al piano terra proiettano il palazzo Bevilacqua tra i grandi esempi del Manierismo dell'Italia settentrionale.
Un maggiore classicismo, forse per l'attrazione esercitata dalle vestigia romane che ancora sopravvivevano a Verona, si denota nella cappella Pellegrini, chiaramente derivata dal Pantheon. Si tratta di una struttura circolare, con cupola a cassettoni sorretta da otto semicolonne sormontate da una cornice; la cornice, tuttavia, non corre ininterrotta come nel modello del Pantheon, ma aggetta in corrispondenza degli altari, formando l'appoggio per i frontoni concavi.
Anche la successiva chiesa della Madonna di Campagna si rifà allo schema circolare, ma il progetto del Sanmicheli fu alterato dopo la morte dell'architetto, avvenuta nel 1559.

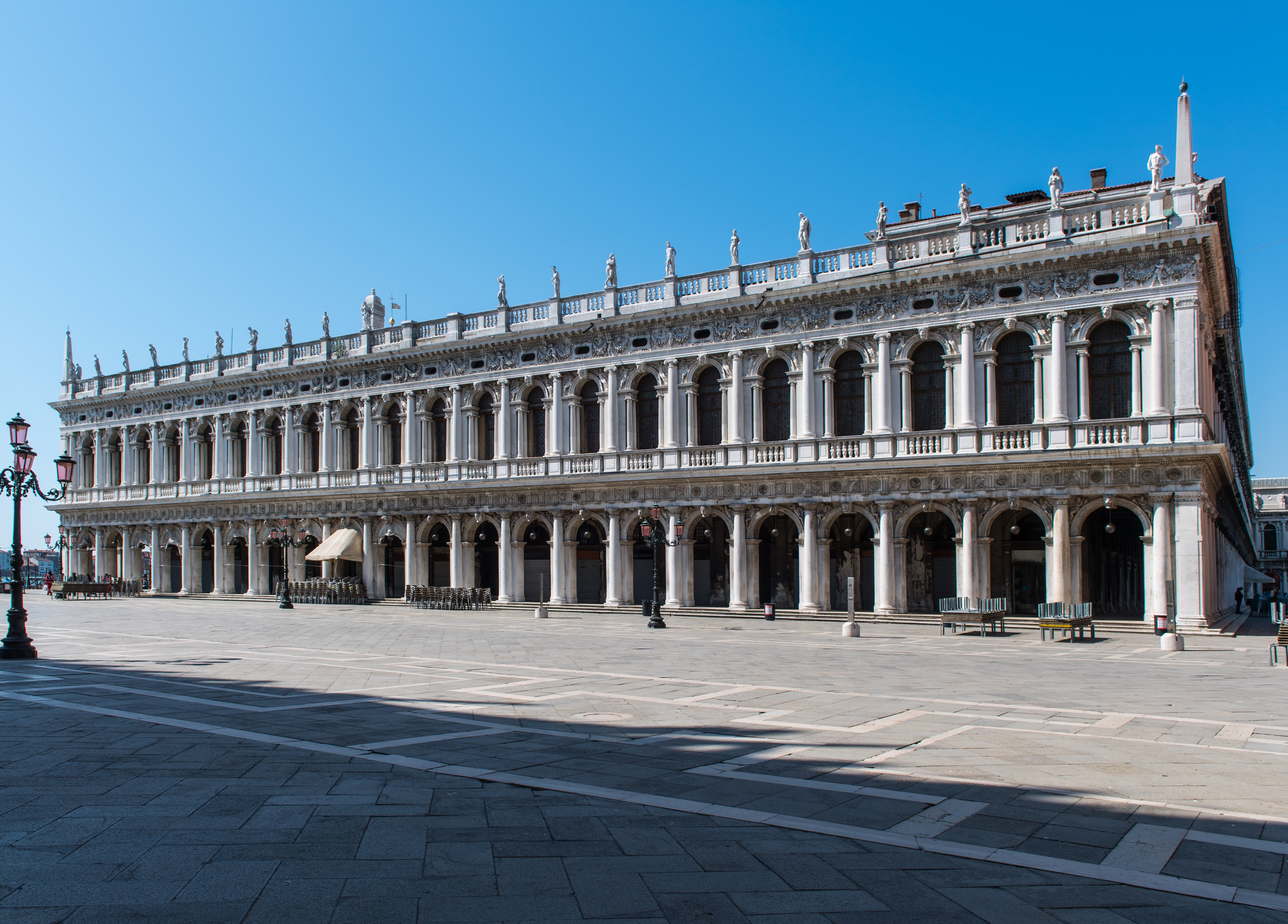
Biblioteca nazionale Marciana, Venezia

Jacopo Sansovino proveniva dalla Toscana, dove era nato nel 1486; scultore e architetto, prima di stabilirsi in Veneto dopo il 1527, si era formato alla scuola di Bramante a Roma e aveva lavorato a Firenze. Nel 1529 fu nominato architetto capo di Venezia, carica che gli permise di occuparsi per quarant'anni del rinnovamento della città.
Nel 1537 cominciò i lavori per la Biblioteca Marciana, il suo capolavoro, che andò a occupare il lato della piazza San Marco prospiciente Palazzo Ducale. L'opera, completata da Vincenzo Scamozzi che ne ripeterà l'impostazione generale nel braccio delle Procuratie Nuove, doveva inserirsi in un contesto dominato da edifici monumentali; per questo Sansovino concepì una lunga facciata, più bassa rispetto a quella del Palazzo Ducale, così da non dominare la scena, facendo ricorso inoltre a ricche decorazioni e a un gioco di chiaroscuri, che pongono la biblioteca in dialogo con le preesistenze. Lo schema della facciata riprende il modello bramantesco su due ordini: quello inferiore presenta colonne che sostengono architravi e aperture a tutto sesto, mentre quello superiore, in cui è più evidente il gusto manierista, è costituito da serliane incorniciate da colonne che sostengono un fregio riccamente ornato. Anche l'interno presenta i caratteri elaborati, ma in uno stile distante da quello dell'altro manierista dell'Italia settentrionale, Giulio Romano.

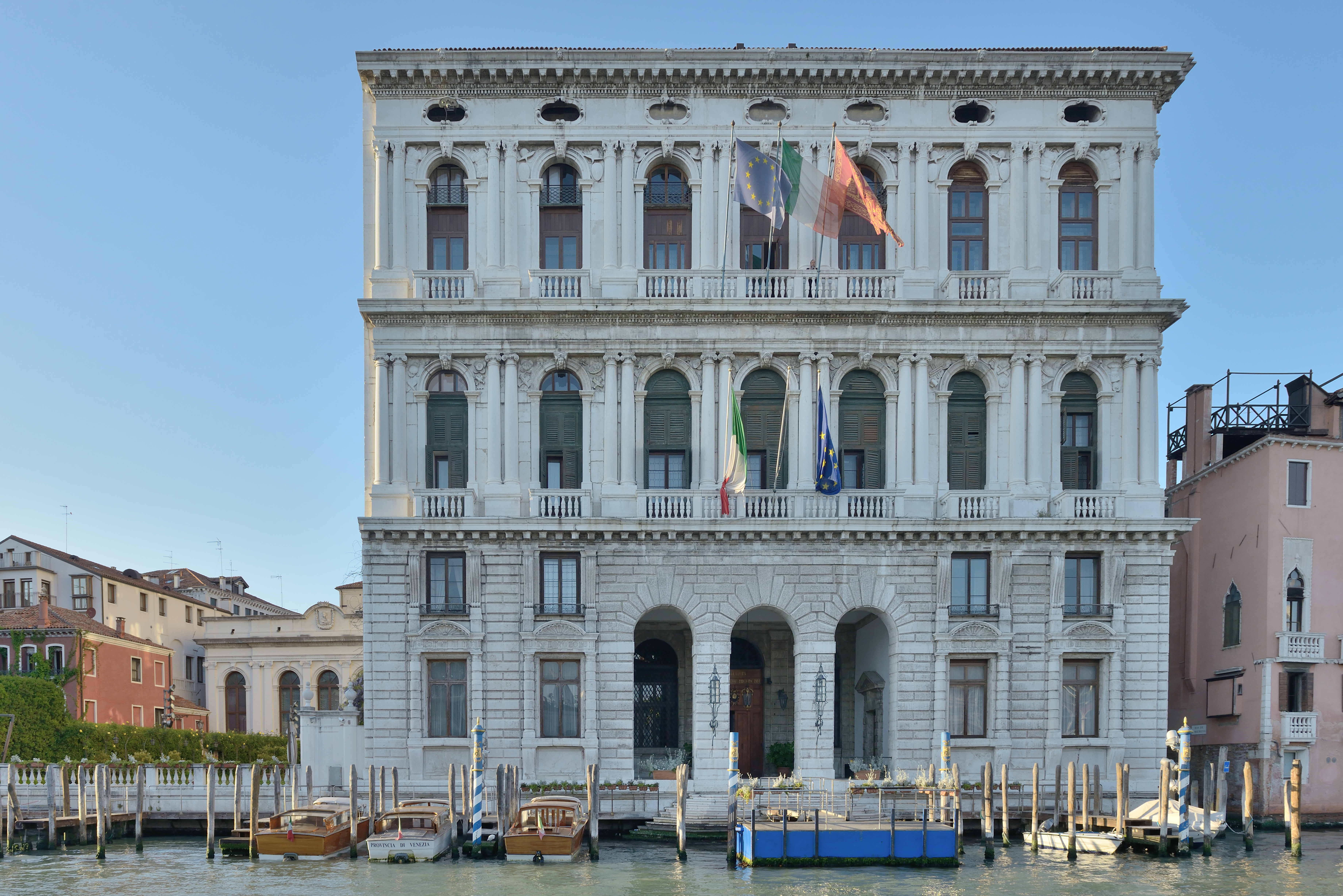
Palazzo Corner, Venezia

Sempre del Sansovino e sostanzialmente contemporanee alla biblioteca sono altre due opere situate nell'area della piazza San Marco: la loggetta del campanile di San Marco e il palazzo della Zecca.
La prima, ricostruita dopo il crollo della torre avvenuto nel 1902, è costituita da un porticato, con attico diviso in pannelli e ornato a rilievi.
La seconda, destinata a raccogliere le risorse auree della Repubblica di Venezia, ha l'aspetto di una costruzione solida e impenetrabile. Lo schema della facciata è innovativo: il portico al pian terreno sorregge un loggiato formato da colonne inanellate, sovrastate da un doppio architrave; l'ultimo piano, aggiunto successivamente forse su progetto dello stesso architetto, riprende ancora il tema delle colonne incanalate, intervallate da grandi finestre con timpani triangolari.
Nell'ambito dell'edilizia privata, il palazzo Corner rappresenta il più importante contributo del Sansovino. Esso nasce dall'unione dello schema romano con quello veneziano: l'immobile è costituito da un blocco chiuso, con cortile interno ma, a causa della profondità del lotto, l'accesso alla corte avviene per mezzo di un lungo atrio; i piani superiori accolgono un salone centrale, tipico dell'architettura veneziana, mentre la facciata principale deriva dal collaudato schema di palazzo Caprini.
Palazzo Coner diventerà il modello per altre costruzioni successive, come Ca' Pesaro e Ca' Rezzonico, di Baldassarre Longhena.

### Andrea Palladio

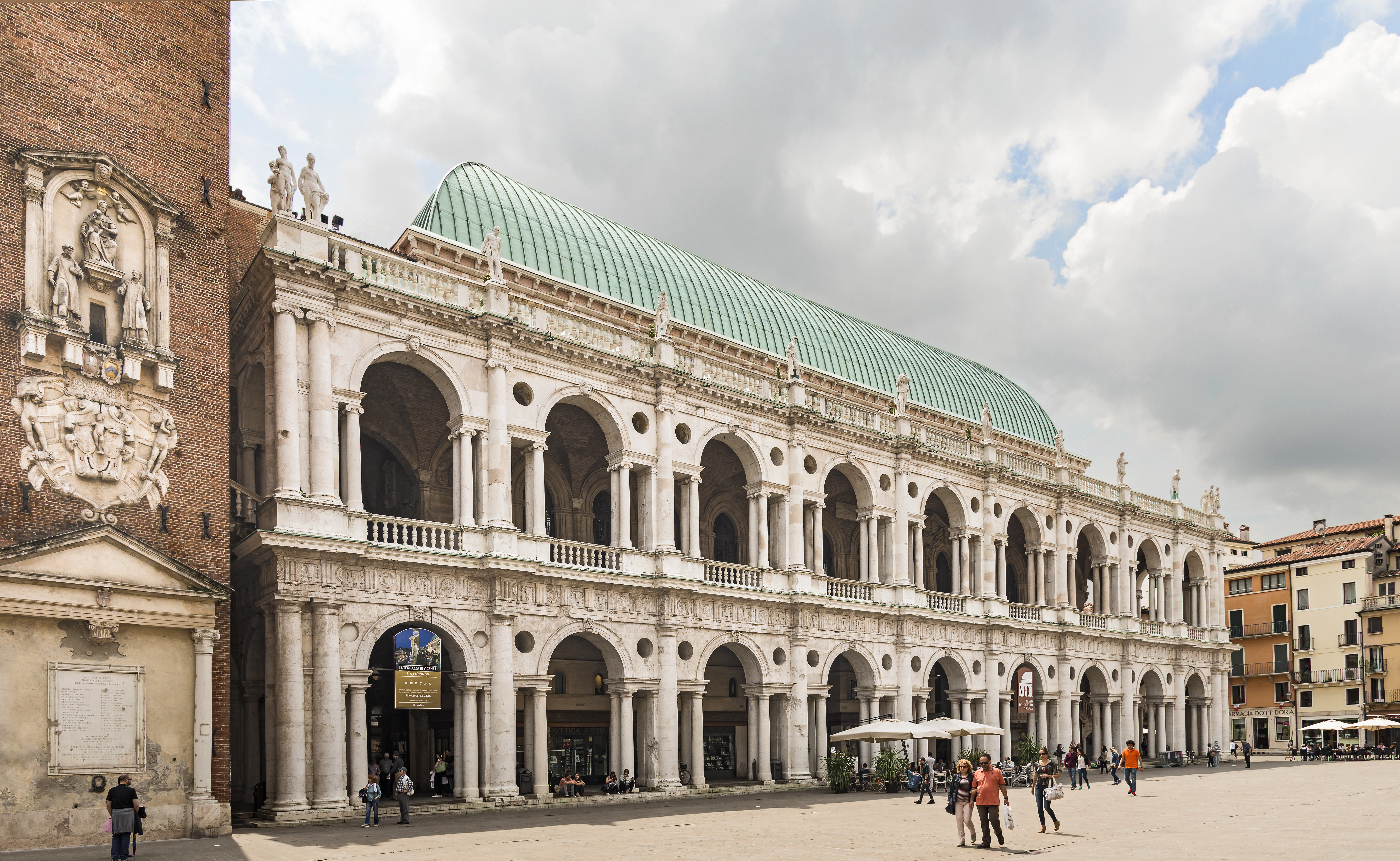
Basilica Palladiana, Vicenza

Andrea Palladio è probabilmente il più elegante architetto del tardo Rinascimento.
Nato a Padova nel 1508, trascorse tutta la sua vita adulta a Vicenza e nei territori limitrofi, costruendo un gran numero di ville e di palazzi in uno stile altamente personale, basato sull'impiego di un ricco repertorio classico che oscurò l'autorità romana in campo architettonico. Pubblicò il trattato I quattro libri dell'architettura (1570), in cui, accanto a illustrazioni riproducenti gli ordini classici e gli edifici antichi, inserì buona parte delle proprie opere, acquisendo così notorietà, soprattutto in Inghilterra.
Egli fu essenzialmente un classicista bramantesco; visitò più volte Roma studiando l'architettura antica, ma risentì anche dell'influenza di Michelangelo Buonarroti.
Della sua vasta produzione è utile ricordare innanzitutto il restauro del palazzo della Ragione di Vicenza, oggi noto col nome di Basilica Palladiana.
L'edificio originario era stato compiuto nel 1460, e nel 1494 era stato aggiunto un portico esterno simile a quello del palazzo della Ragione di Padova. A seguito del crollo parziale del lato di sud-ovest, per il suo restauro furono interpellati i più importanti architetti della regione, sui quali prevalse il progetto di Palladio.
La soluzione, messa in atto a partire dal 1549, si limitava al rifacimento del loggiato esterno, lasciando immutato il nucleo preesistente. Dovendo tenere in considerazione gli allineamenti con le aperture e i varchi originari, il sistema si basa su due ordini di serliane, composti da archi a luce costante e aperture laterali rettangolari di larghezza variabile, cui era affidato il compito di assorbire le differenze di ampiezza delle campate, ereditata dai cantieri precedenti.

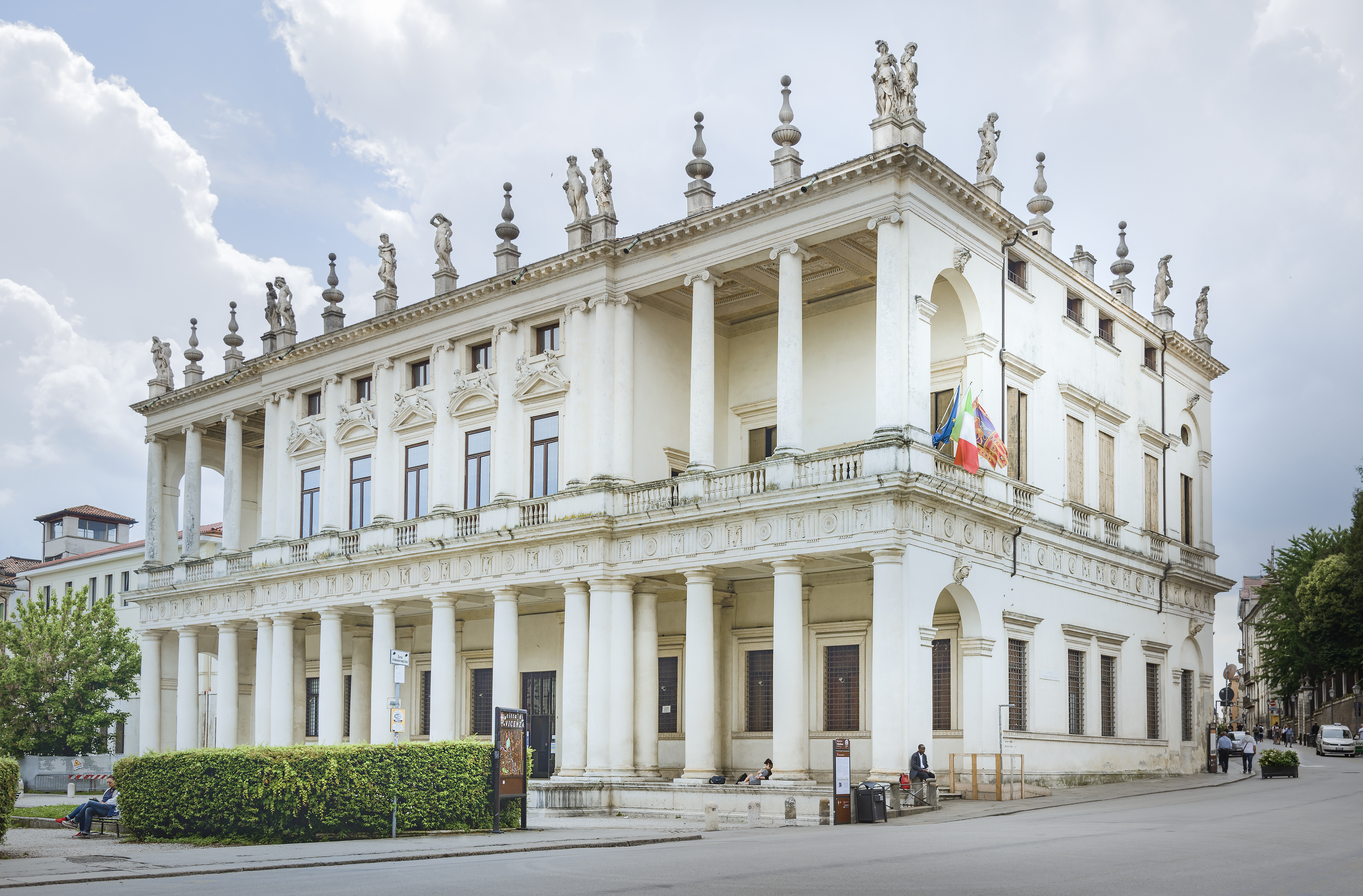
Palazzo Chiericati, Vicenza

L'evoluzione dello stile di Palladio può essere seguito attraverso una serie di palazzi che l'architetto costruì a Vicenza in periodi diversi.
Il primo è il palazzo Porto, concluso nel 1552, in cui si ripete lo schema del palazzo Caprini di Bramante e a cui si aggiungono sculture di ispirazione michelangiolesca. Se l'effetto generale rimanda alle architetture costruite dal Sanmicheli a Verona, l'impostazione planimetrica rivela la passione per la simmetria di Palladio, che concepì una serie di blocchi disposti simmetricamente ai lati del grande cortile quadrato.
Il palazzo Chiericati, commissionatogli nel 1550, presenta una facciata schermata da due colonnati sovrapposti, trattati con spirito severamente classicista; lungo i lati brevi, le logge sono collegate alla massa dell'edificio per mezzo di arcate a tutto sesto, secondo una soluzione mutuata dal portico di Ottavia a Roma. L'invenzione palladiana sta nella presenza di una sorta di avancorpo, ottenuto raddoppiando, sia sul prospetto che nel senso della profondità della loggia, le colonne poste ai lati della parte centrale.
Palazzo Thiene, eretto qualche anno dopo, testimonia un interesse, tutto manierista, per la trama compositiva e, nel contempo, offre una pianta con forme desunte dall'architettura termale romana.
Un manierismo più estremo si registra comunque nella campata terminale del palazzo Valmarana, realizzato a partire dal 1566, mentre la facciata principale accoglie l'ordine gigante caro a Michelangelo, che sarà ripreso anche nel palazzo Porto in piazza Castello, costruito dopo il 1570.

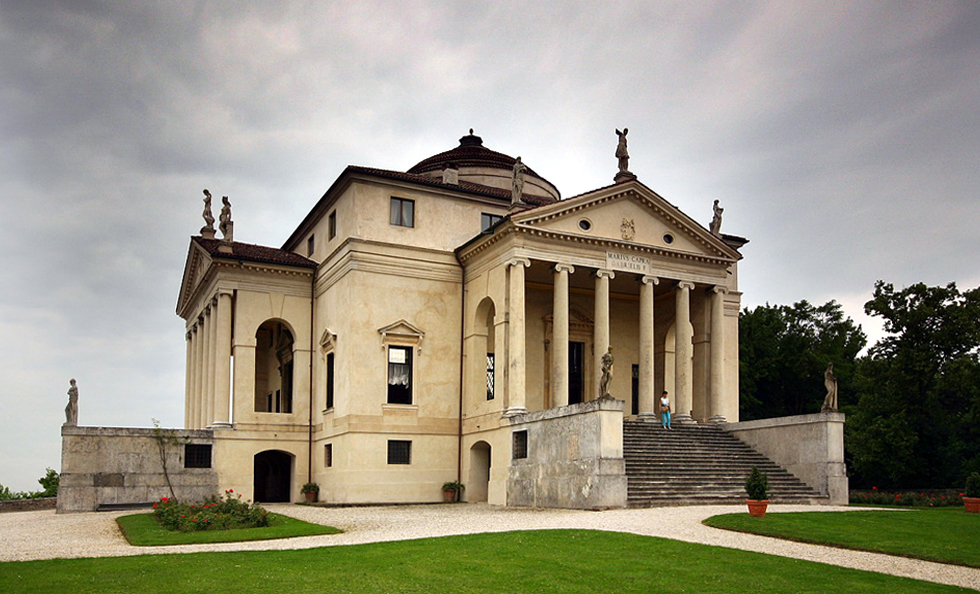
Villa Almerico Capra, Vicenza

Quanto alle ville, la produzione dell'architetto veneto trae origine da una residenza progettata dal suo mecenate, Gian Giorgio Trissino.
Analizzando le numerose residenze di campagna ideate da Palladio, sono state individuate tre tipologie di ville: quelle prive di portico e disadorne, risalenti agli anni giovanili (ad esempio le ville Pojana, Forni Cerato e Godi); quelle con blocco alto due piani, ornate con portico a due ordini chiuso da un frontone (come le ville Pisani e Cornaro); infine quelle formate da un fabbricato centrale contornato da ali per usi agricoli (come le ville Barbaro, Badoer ed Emo).
Al di là di questa classificazione, la più significativa realizzazione palladiana è la villa Almerico Capra, costruita a Vicenza nella seconda metà del Cinquecento.
Si tratta di un edificio a pianta quadrata, perfettamente simmetrico e inscrivibile in un cerchio. La villa fu tra le prime costruzioni profane dell'era moderna ad avere come facciata un fronte di un tempio classico; i quattro prospetti, dotati di un pronao con un loggiato esastilo posto su un alto podio, fanno assumere alla villa anche la forma di una croce greca.
Altre due residenze suburbane, villa Serego in Santa Sofia di Pedemonte e villa Barbaro a Maser, risentono dell'influenza manierista. La prima fu costruita intorno al 1565 e presenta loggiati con colonne rustiche, realizzate con blocchi di pietra calcarea appena sbozzati, sovrapposti per creare pile irregolari. Di alcuni anni più recente, la villa Barbaro si inserisce lungo il leggero declivio di una collina. Se nella maggior parte delle ville palladiane la residenza vera e propria è spesso preceduta dagli ambienti dedicati al lavoro agricolo, qui questo rapporto è invertito e la casa padronale precede gli ambienti di lavoro; sul retro si apre una grande esedra, che rimanda al ninfeo delle ville romane.

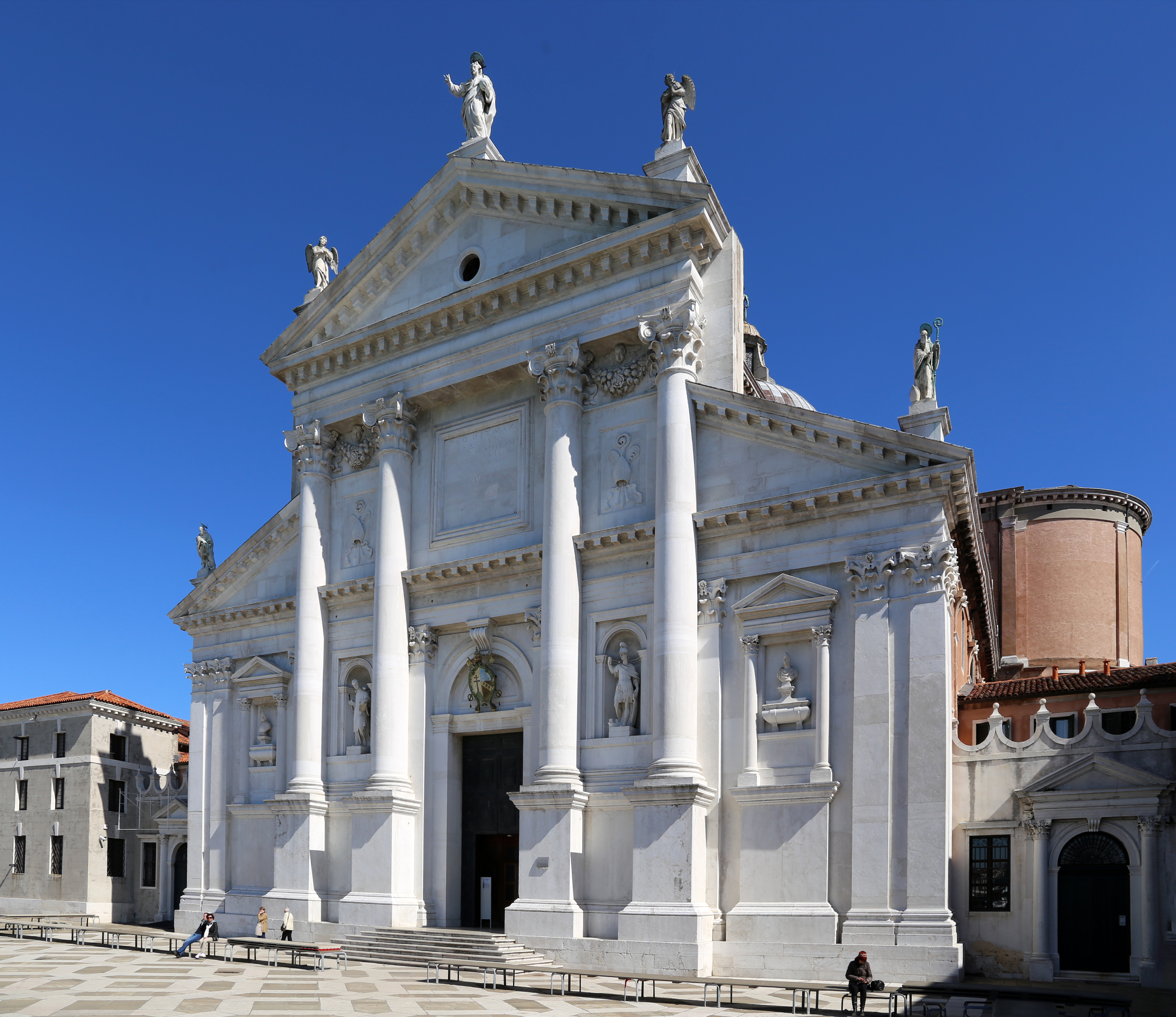
San Giorgio Maggiore, Venezia

Negli ultimi anni di vita Palladio si dedicò alla progettazione del Teatro Olimpico, che si basa sul principio romano dello scenario fisso a cui si antepone il palcoscenico. A differenza dei teatri dell'antichità, si tratta di uno spazio coperto: la cavea presenta un andamento semiellittico, con uno scenario prospettico eseguito da Vincenzo Scamozzi su disegno del Palladio.
Relativamente poche sono le architetture religiose che possono essergli attribuite con certezza: la basilica di San Giorgio Maggiore, il Redentore e la facciata di San Francesco della Vigna, tutte ubicate a Venezia.
Caratteristiche di queste fabbriche religiose sono le facciate cosiddette a "doppio tempio", che offrono una soluzione al duplice problema di adattare una basilica antica in un luogo di culto cristiano e di raccordare le navate laterali a quella centrale, più alta; questioni a cui, in passato, avevano offerto il loro contributo l'Alberti nella basilica di Santa Maria Novella e il Bramante nel progetto a lui attribuito per la facciata di Santa Maria presso San Satiro.
Rispetto ai suoi predecessori, Palladio realizzò una forte integrazione tra le parti, che risulta particolarmente evidente nelle facciate di San Giorgio Maggiore (1565) e di San Francesco della Vigna (1562), mentre nel Redentore l'elevata altezza della navata centrale e la presenza di contrafforti lungo i fianchi determinarono una sensibile variazione dello schema, con la presenza di un attico alla sommità della facciata.
Tuttavia, più che nella configurazione delle facciate, le maggiori differenze tra le chiese palladiane e quelle costruite a Roma negli stessi anni si riscontrano nella parte absidale, ma le pronunciati absidi di San Giorgio e del Redentore, in realtà, rispondevano alla precisa esigenza di ospitare un ampio coro per le funzioni religiose di congregazioni particolarmente numerose.

### I manieristi fiorentini

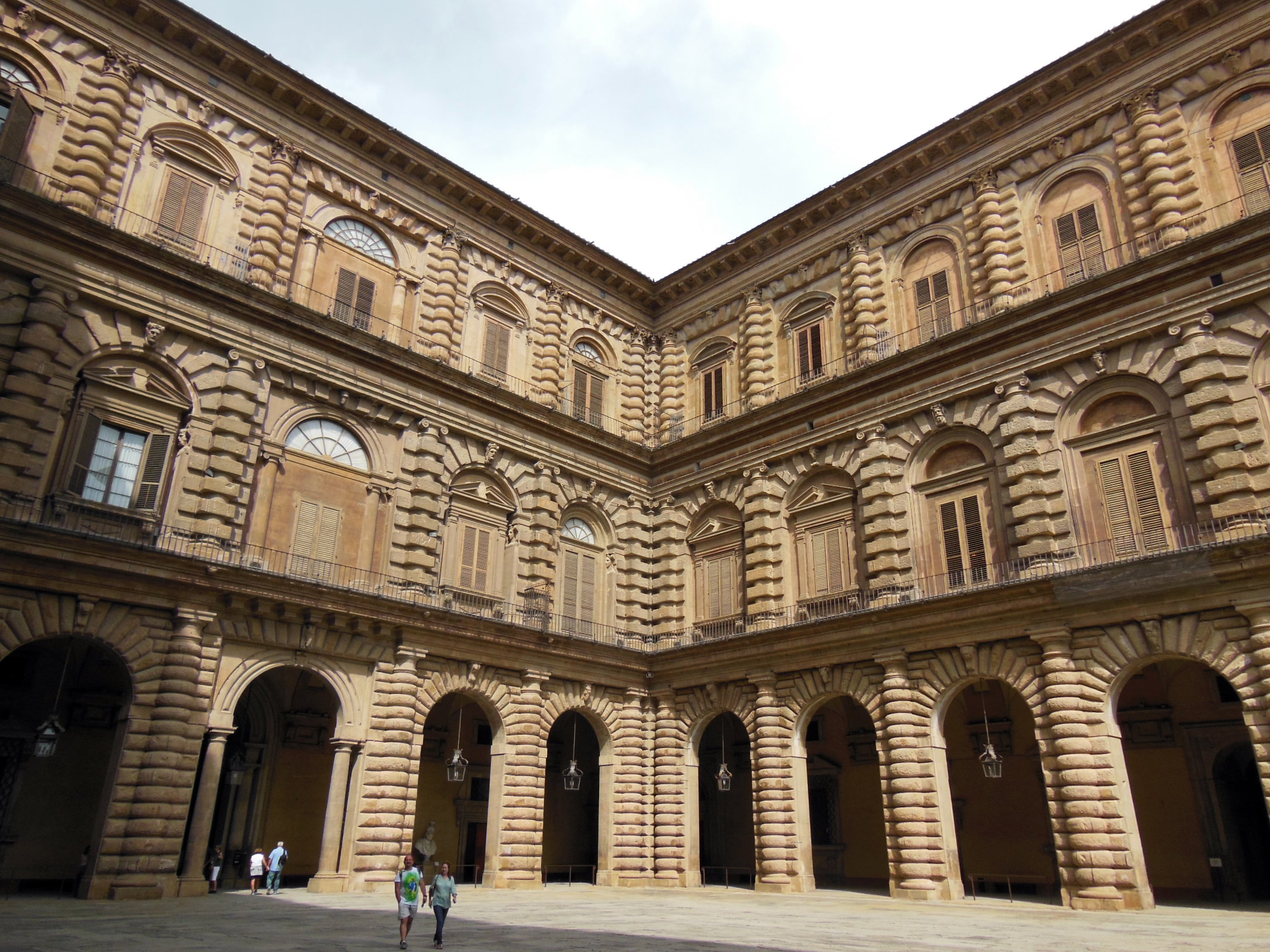
Cortile di Palazzo Pitti, Firenze

Influenzati da Michelangelo Buonarroti nella seconda metà del Cinquecento diversi architetti toscani furono impegnati nella costruzione di fabbriche di stampo manierista.
Bartolomeo Ammannati, nato nel 1511, era scultore e architetto. Collaborò col Sansovino a Venezia, lavorò a Roma nel cantiere di villa Giulia e nel 1555 fece ritorno a Firenze, mettendosi a servizio del granduca. La sua opera più importante fu l'ampliamento di palazzo Pitti: rifece le finestre al piano terra in facciata, ridisegnò gli appartamenti e soprattutto progettò il cortile, a tre ordini, facendo ricorso all'uso del bugnato a gradoni, derivato dalla Zecca di Venezia.
Altre sue opere di rilievo sono il ponte Santa Trinita, ricostruito dopo le distruzioni inflitte dalla seconda guerra mondiale e il Palazzo Ducale di Lucca.
La fama di Giorgio Vasari, coetaneo dell'Ammannati, è legata soprattutto alla pubblicazione de Le vite de' più eccellenti pittori, scultori e architettori; si tratta di una serie di biografie di artisti, stampate per la prima volta nel 1550 e ripubblicate, aggiornate, nel 1568.
Come architetto collaborò, con Ammannati e Jacopo Barozzi da Vignola, alla costruzione di villa Giulia, anche se è probabile che la sua attività si sia limitata al solo ambito amministrativo.
A Cortona realizzò la chiesa di Santa Maria Nuova, concepita secondo uno schema centralizzato, mentre tra il 1560 e il 1574, anno della sua morte, fu impegnato nel cantiere degli Uffizi, destinati ad accogliere gli uffici amministrativi dello stato toscano. Di grande valenza urbanistica, gli Uffizi furono concepiti come due lunghe gallerie parallele comprese tra l'Arno e il Palazzo Vecchio; di contro, i particolari dell'opera denotano scarsa inventiva, fatta eccezione per alcune parti realizzate dal Buontalenti dopo la sua morte.
Bernardo Buontalenti era il più giovane dei tre; nato nel 1536, divenne il maggiore architetto toscano dell'ultimo scorcio del Cinquecento. Realizzò la villa medicea del Pratolino, in seguito distrutta, disegnò la porta delle Suppliche per il palazzo degli Uffizi, la facciata e l'altare della basilica di Santa Trinita (poi trasportato nella chiesa di Santo Stefano al Ponte), la grotta nel giardino di Boboli, cimentandosi anche in progetti urbanistici, come quello della città fortificata di Livorno.

## La diffusione del Rinascimento in Europa
Nel resto d'Europa il Rinascimento si manifestò prevalentemente nella sua variante manierista.
Infatti, l'Europa quattrocentesca fu prevalentemente gotica, anche se alcune tracce dell'influenza italiana si trovano in Ungheria e in Russia.
Tuttavia, anche nel Cinquecento, fuori d'Italia i principi più genuini dell'arte rinascimentale non furono quasi mai compresi pienamente, se si escludono alcuni edifici di Philibert Delorme, il palazzo di Carlo V di Granada e pochi altri esempi.

### Francia

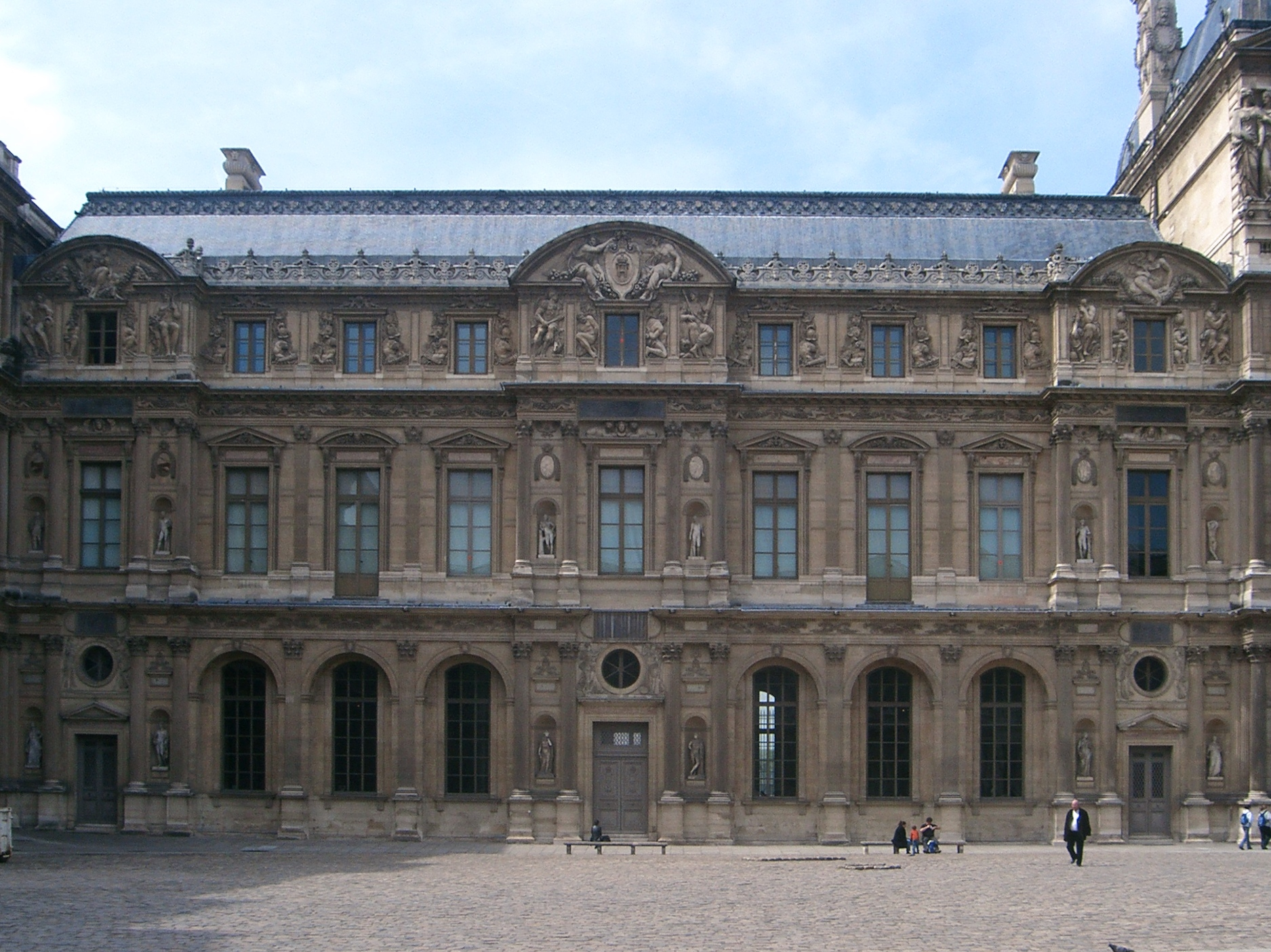
Cour Carrée, Parigi

Nella Francia cinquecentesca, lo stile italiano inizialmente si limitò al solo apparato decorativo di numerosi castelli. Ad esempio, nel rinnovo e nell'ampliamento del castello di Blois (1515-1524), furono realizzate finestre a croce e mansarde in stile manierista; di contro, alla tradizione medioevale francese si rifanno la copertura fortemente inclinata e la struttura della scala esterna, che fu però decorata secondo il gusto rinascimentale.
Analoghe considerazioni possono essere espresse per il castello di Fontainebleau (1528) e per il castello di Chambord (1519-1547): il primo con una loggia a tre ordini sovrapposti che rimanda al Palazzo Ducale di Urbino, mentre il secondo, progettato da Domenico da Cortona, caratterizzato da una scala circolare a doppia spirale ispirata a un'idea di Leonardo da Vinci.
Sebastiano Serlio, tra i maggiori trattatisti del Cinquecento, contribuì a esportare lo stile rinascimentale in Francia; prestò la sua opera nel castello di Ancy-le-Franc e, ispirandosi alla villa di Poggioreale di Giuliano da Maiano, progettò un edificio quadrato affiancato da torri angolari, mentre sui fronti del cortile interno impiegò il motivo delle nicchie e dei pilastri binati proposti da Bramante nel cortile del Belvedere a Roma.
A questo schema planimetrico è riconducibile anche la Cour Carrée del Louvre, di Pierre Lescot, i cui fronti furono arricchiti, in senso manierista, dalle decorazioni di Jean Goujon. I lavori iniziarono nel 1546 e si protrassero più a lungo del previsto, con la costruzione di facciate con tre ordini sovrapposti dotate di volumi, leggermente sporgenti dalla parete di fondo, sormontati da frontoni arcuati. Per le proporzioni, il trattamento degli ordini, l'impiego di frontoni alternati sulle finestre e la cura dei particolari la Cour Carrée è annoverata come la prima vera opera rinascimentale francese.
L'architettura francese raggiunse la piena indipendenza con l'opera di Philibert Delorme, il quale, dopo un apprendistato in Italia, si stabilì definitivamente a Parigi. Tuttavia, quasi tutte le sue opere sono andate distrutte: si segnalano alcune parti del castello di Anet, costruito per Diana di Poitiers tra il 1552 e il 1559.
L'altro importante architetto francese fu Jean Bullant, che lavorò a Écouen e nel castello di Chantilly, dove costruì una facciata forse ispirata a quella bramantesca di Santa Maria Nuova, con un grande arco sorretto da colonne binate.

### Spagna

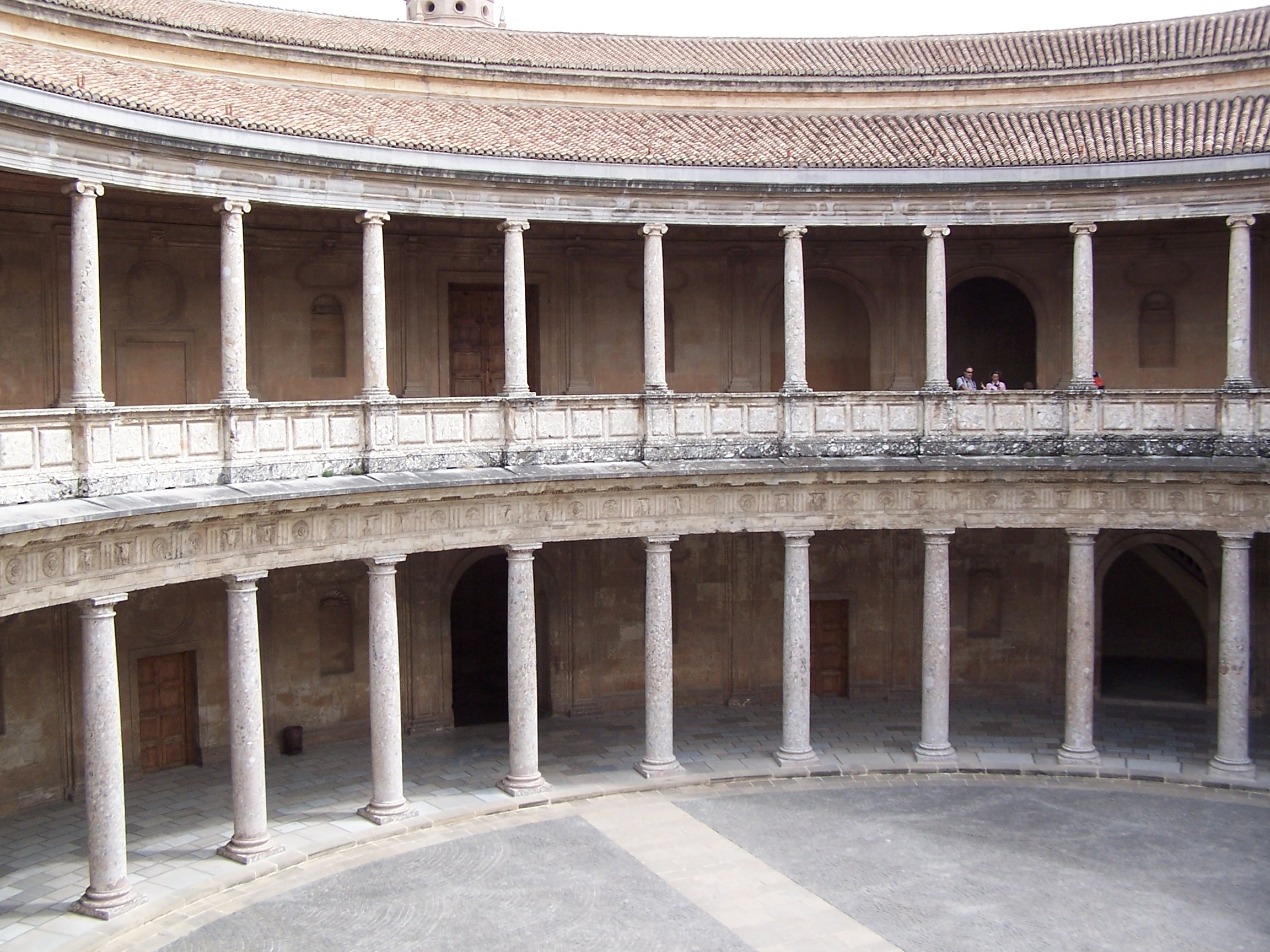
Palazzo di Carlo V, Granada

In Spagna, l'architettura rinascimentale fu introdotta grazie agli scambi con l'Italia meridionale, dove gli spagnoli si erano insediati.
Uno dei primi esempi si riscontra nell'Ospedale Reale di Santiago de Compostela, iniziato nel 1501 da Enrique Egas, che per il suo schema cruciforme rimanda all'Ospedale Maggiore del Filarete.
La facciata dell'Alcázar di Toledo (1537-1573), progettata da Alonso de Covarrubias, risente di influssi italiani limitati all'apparato decorativo. Invece, il cortile originario, ricostruito dopo le distruzioni inferte dalla guerra civile spagnola, presentava un'articolazione su due livelli simile a quello del palazzo della Cancelleria.
Altro esempio di classicismo di stampo italiano è costituito dal palazzo di Carlo V, a Granada, progettato tra il 1526 e il 1527 da Pedro Machuca, un pittore che sicuramente aveva avuto modo di conoscere le opere di Bramante durante gli anni della sua formazione trascorsi in Italia. Il palazzo si segnala per una facciata rustica e per il cortile circolare su due ordini di colonnati, che riprendono rispettivamente il modello del palazzo Caprini di Bramante e della corte, mai completata, della Villa Madama.
Nel contesto dell'architettura spagnola dell'epoca, l'opera dovette avere una certa rilevanza, rompendo con lo stile plateresco, ma la sua influenza non fu immediata.
Il diretto successore del palazzo di Carlo V, è il monastero dell'Escorial di Madrid, un vastissimo e austero edificio costruito tra il 1563 e il 1584 da Juan Bautista de Toledo e da Juan de Herrera. Voluto da Filippo II, presenta una pianta regolare che rimanda ancora al modello del Filarete, con un cortile centrale su cui affaccia la chiesa sormontata da una cupola. La pianta della chiesa, peraltro, ricorda molto da vicino lo schema di San Pietro in Vaticano.

### Portogallo

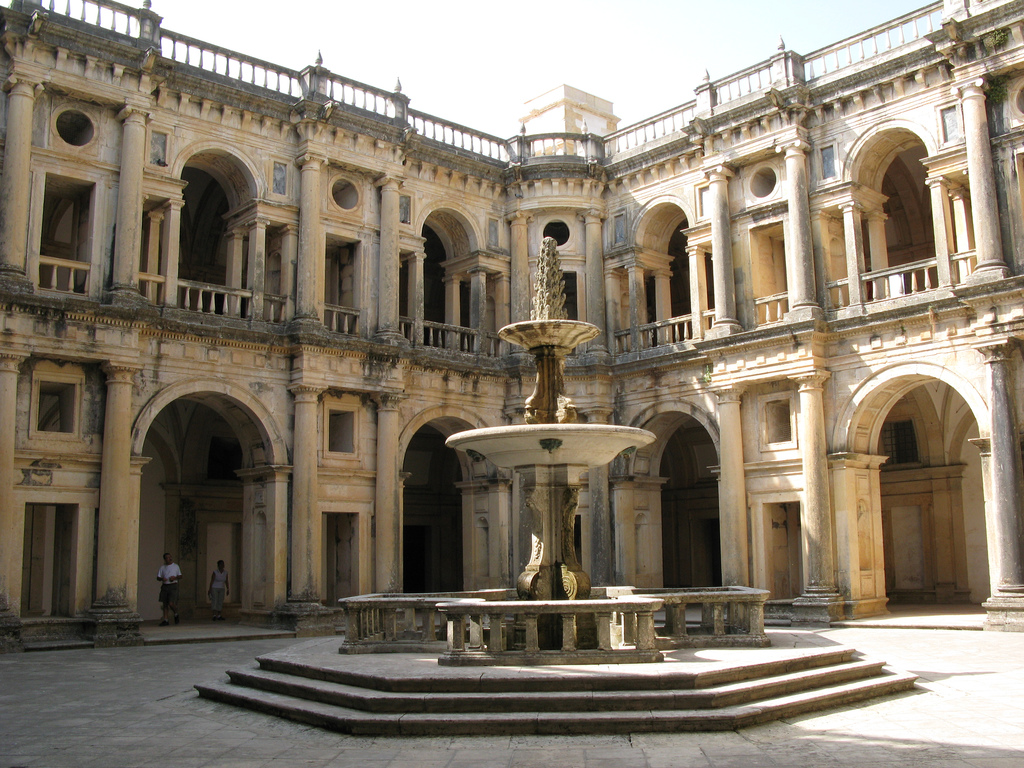
Chiostro di Giovanni III, Tomar

In Portogallo, nel cortile interno del Castello di Porto de Mós (secolo XV) restano quattro portali quadrati con architrave dentellato e una "loggia" su pilastri scanalati e colonne di spirito decisamente non gotico: i capitelli "ionici", di disegno corretto nonostante un trattamento molto plastico, quasi proto-manuelino, e soprattutto le loro basi con il doppia scozia vitruviana, denotano una mano familiare con gli ambienti dell'avanguardia fiorentina della metà del secolo, in cui Vitruvio cominciava a essere conosciuto. Del resto, l'ascesa al trono di Giovanni I, aveva segnato l'inizio di una nuova era in cui si erano intensificati i contatti con il resto dell'Europa, in particolare con l'Italia e con le Fiandre.
Alla fine del XV secolo in Portogallo convivevano comunque sia l'ultima fase tardo-gotica dello stile manuelino, così soprannominato da re Manuele I, sia lo stile detto dei Reyes Católicos, che scaturivano dall'improvviso aumento di ricchezze dovuto ai domini oltremare. Mentre lo stile dei Reyes Católicos si caratterizza per un’esuberante decorazione, le opere più significative dello stile manuelino esibiscono anche trasformazioni degli elementi strutturali, che si evidenziano, ad esempio, nell'uso delle colonne tortili. 
Allo stile manuelino è riconducibile l'opera di João de Castilho (1470-1552), i cui lavori sono caratterizzati da una mescolanza di caratteri rinascimentali italiani e di elementi decorativi indiani e musulmani, inseriti in una base stilistica gotica iberica.
Forme più aderenti al classicismo romano si ritrovano a Tomar, che ospita gli edifici rinascimentali più importanti del Portogallo. Significativo è il fatto che nei primi decenni del Cinquecento il sovrano Giovanni III volle oscurare la finestra manuelina della casa capitolare del convento dell'Ordine di Cristo, costruita nel 1510 circa, addossandovi il nuovo edificio che andò a nascondere parte dell'antico complesso sotto strati di pietra, coprendo accuratamente i suoi aspetti ornamentali più scioccanti alla nuova sensibilità. Accanto venne costruito un chiostro che sarebbe stato il più grande e fiorito del primo Rinascimento di tutta la Penisola Iberica. Appena terminato, venne a sua volta demolito fino alle fondamenta e al suo posto, a partire dal 1557/8, venne costruito il chiostro di Diogo de Torralva, ultimato da Filippo Terzi, capolavoro del classicismo rinascimentale portoghese.
Tra le cattedrali, il linguaggio cinquecentesco è esemplificato da quella di Leiria, di Afonso Álvares.

### Europa centrale e orientale

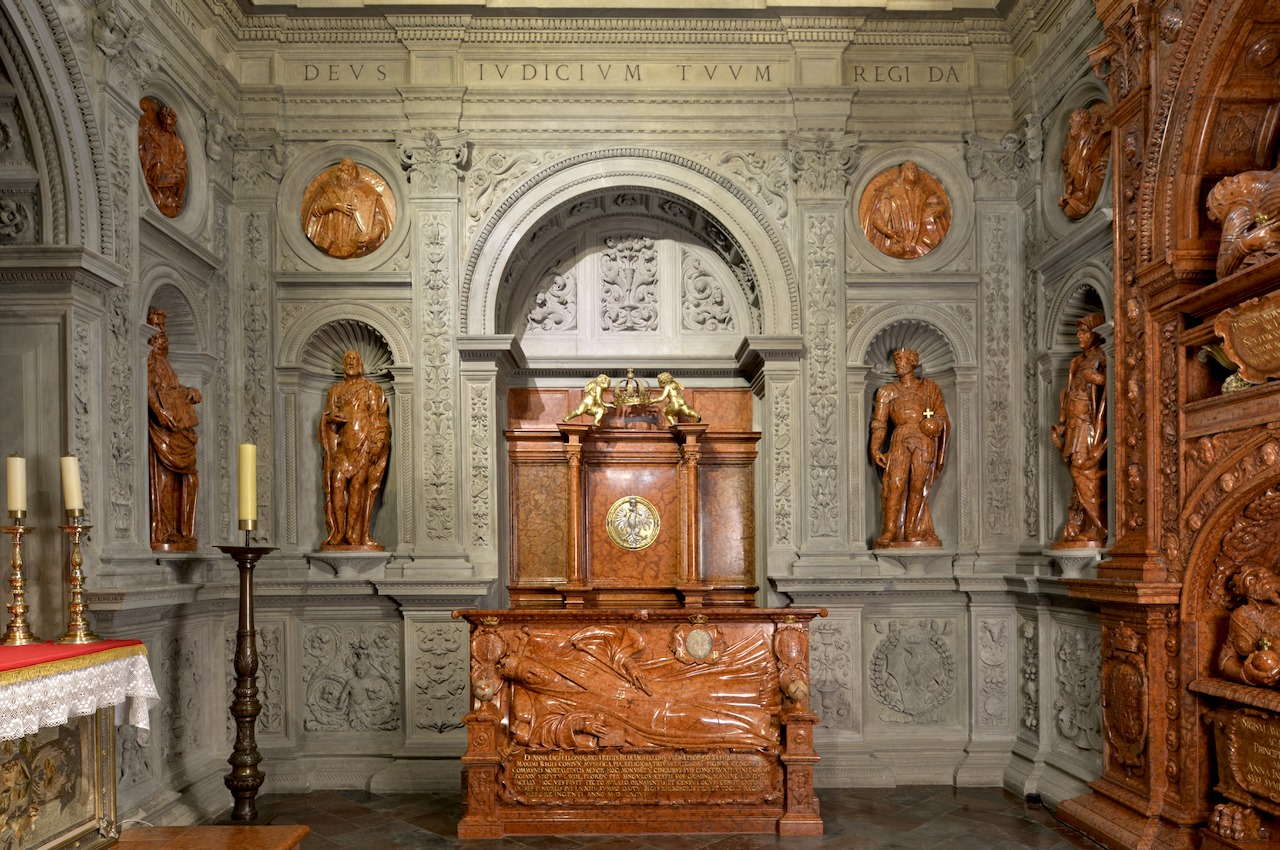
Cappella di Sigismondo, Cracovia

Rispetto alla Spagna e alla Francia, nel resto d'Europa la situazione appare decisamente più confusa, anche a causa della riforma protestante, che costituiva un ostacolo agli scambi culturali con l'Italia.
Tuttavia, si segnalano precoci esempi di architettura italiana: la cappella costruita nella cattedrale di Esztergom (1507, distrutta) e il palazzo delle Faccette a Mosca.
Vi sono poi una serie di edifici costruiti da architetti italiani, o direttamente influenzati dall'architettura italiana: la cappella della famiglia Fugger (1509-1518) ad Augusta, la cappella di Sigismondo a Cracovia di Bartolomeo Berecci (1516-1533), la Stadtresidenz a Landshut (dal 1536) e la residenza della regina Anna a Praga (iniziato nel 1533).

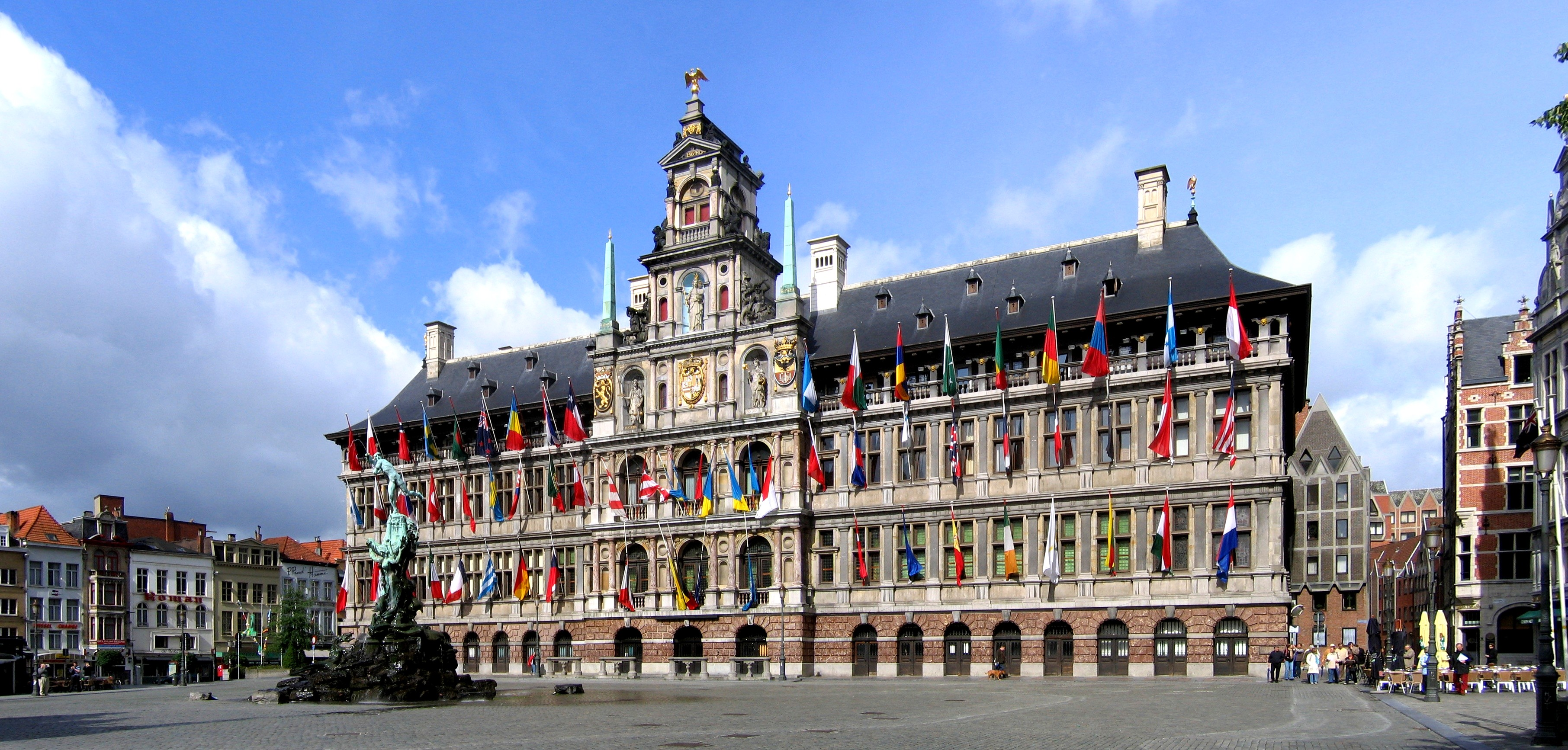
Il Municipio di Anversa

Nelle zone più settentrionali, l'affermazione dei gusti rinascimentali dovette attendere la seconda metà del Cinquecento.
Nei paesi fiamminghi, elementi nordici e rinascimentali, derivati dal Bramante e dal Serlio, confluirono nel Municipio di Anversa, edificato tra il 1561 ed il 1566, che divenne il modello per diversi palazzi europei, in particolare olandesi e tedeschi. Ad esso infatti si rifà il Municipio di Augusta, costruito nei primi anni del XVII secolo su progetto di Elias Holl.

### Isole britanniche

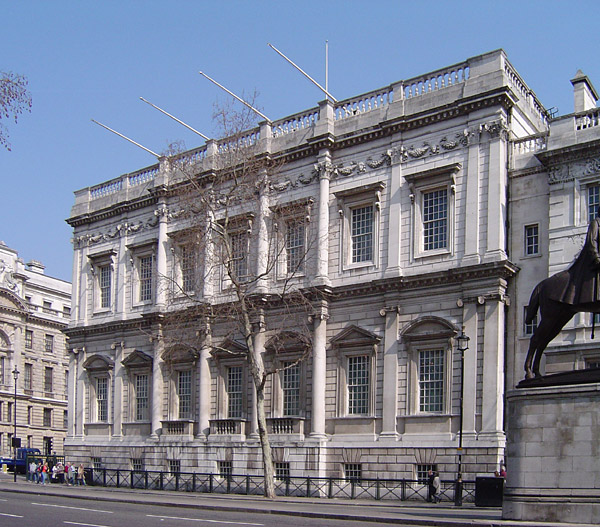
Banqueting House, Londra

Al pari di altre regioni dell'Europa continentale, nel Cinquecento anche l'Inghilterra si trovava separata dall'Italia, ma anche in Inghilterra vi fu almeno un esempio precoce di stile italiano: la tomba di Enrico VII, ad opera di Pietro Torrigiano.
La costruzione della tomba ebbe luogo tra il 1512 e il 1518 all'interno della cappella gotica appositamente realizzata sul fondo dell'abbazia di Westminster, dando luogo a un evidente contrasto stilistico.
Come altrove, l'influenza italiana in Inghilterra restò a lungo limitata all'apparato decorativo. Il palazzo reale di Nonsuch (distrutto) rappresentò forse la prima costruzione del Rinascimento inglese: malgrado le forme distanti dal gusto italiano, le ricche decorazioni anticheggianti dovettero certamente rappresentare un modello per altre costruzioni successive, come Hampton Court, in cui è presente, emblematico, un infelice tentativo di recare un soffitto a cassettoni.
Ancora nell'ultimo scorcio del Cinquecento l'Inghilterra si dimostrava incapace di recepire pienamente lo stile rinascimentale, come testimoniato da una serie di grandi dimore di campagna (Longleat House, la Wollaton Hall e la Hardwick Hall) molto distanti dall'equilibrio e dalle proporzioni delle coeve costruzioni italiane.
Il punto di svolta si ebbe solo nel Seicento, quando Inigo Jones introdusse lo stile palladiano nella regione.
Opere come la Banqueting House, la Queen's Chapel, la Queen's House testimoniano la completa assimilazione dello stile di Andrea Palladio e dimostrano che anche in Inghilterra era quindi possibile praticare uno stile classico.

## Elenco cronologico dei principali architetti del Rinascimento
- Filippo Brunelleschi (1377-1446)
- Michelozzo (1396-1472)
- Filarete (1400-1469)
- Leon Battista Alberti (1404-1472)
- Bernardo Rossellino (1409-1464)
- Luciano Laurana (1420-1479)
- Guiniforte Solari (1429-1481)
- Giuliano da Maiano (1432-1490)
- Francesco di Giorgio Martini (1439-1501)
- Mauro Codussi (1440-1504)
- Benedetto da Maiano (1442-1497)
- Bramante (1444-1514)
- Giuliano da Sangallo (1445-1516)
- Biagio Rossetti (1447–1516)
- Giovanni Antonio Amadeo (1447-1522)
- Baccio Pontelli (1450-1494 circa)
- Giovanni Francesco Mormando (1450-1530 circa)
- Leonardo da Vinci (1452-1519)
- Antonio da Sangallo il Vecchio (1455-1534)
- Michelangelo Buonarroti (1475-1564)
- Sebastiano Serlio (1475–1554)
- Baldassarre Peruzzi (1481-1536)
- Raffaello Sanzio (1483-1520)
- Antonio da Sangallo il Giovane (1484-1546)
- Michele Sanmicheli (1484-1559)
- Jacopo Sansovino (1486-1570)
- Giulio Romano (1499-1546)
- Jacopo Barozzi da Vignola (1507-1573)
- Galeazzo Alessi (1508-1572)
- Andrea Palladio (1508-1580)
- Bartolomeo Ammannati (1511-1592)
- Giorgio Vasari (1511-1574)
- Bernardo Buontalenti (1536-1608)

## Galleria d'immagini

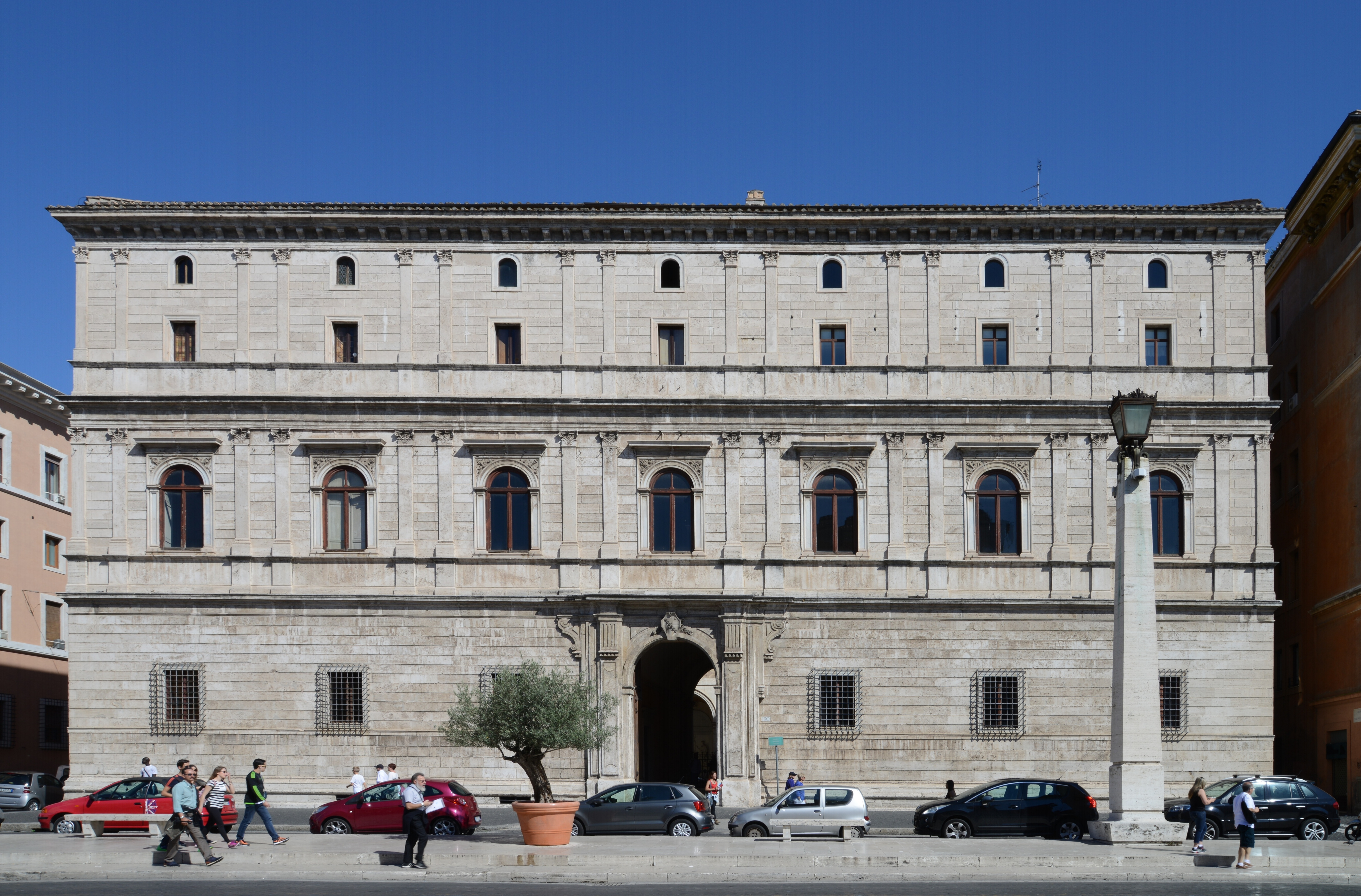
Palazzo Giraud-Torlonia, Roma
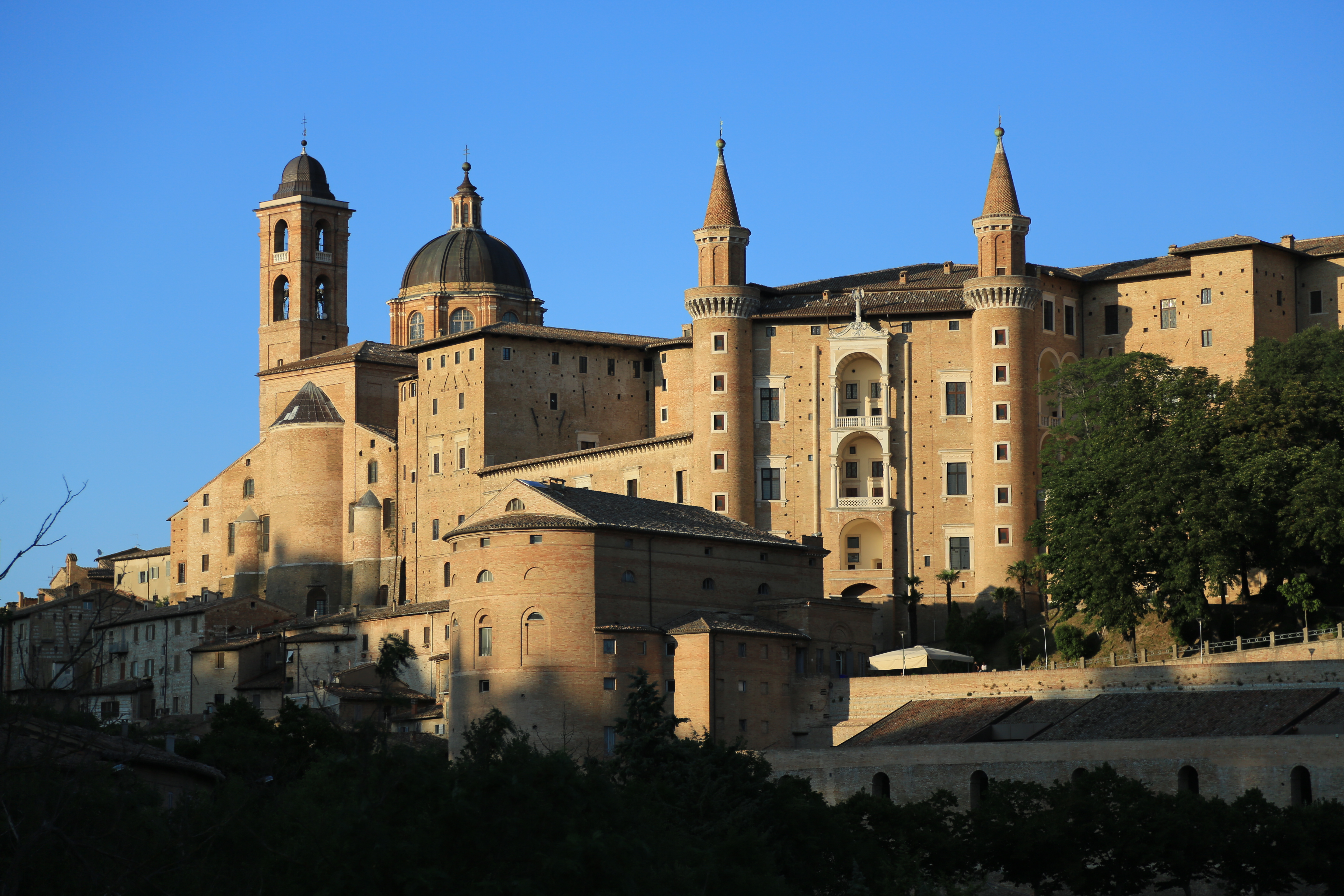
Palazzo Ducale, Urbino
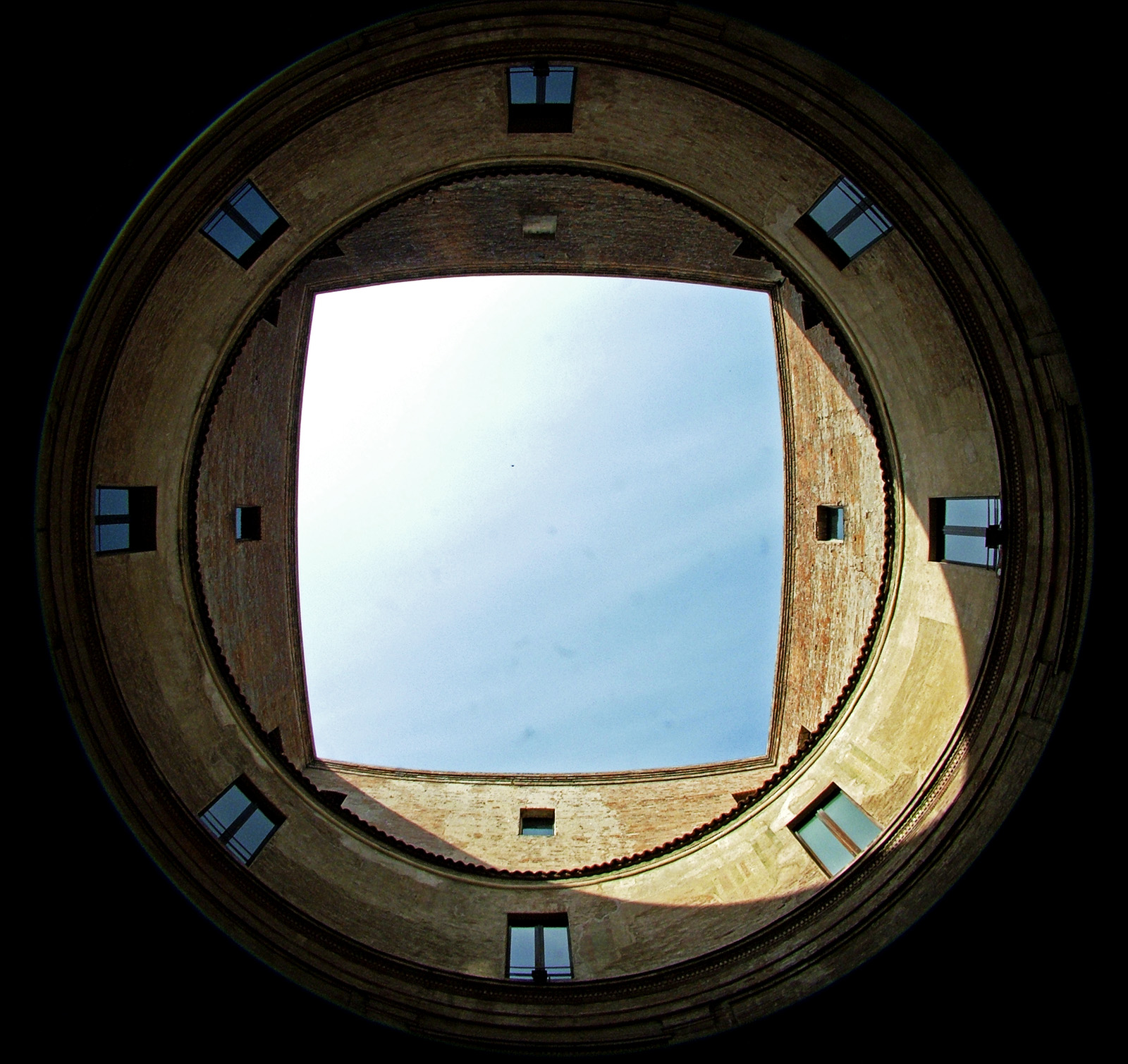
Casa del Mantegna, Mantova
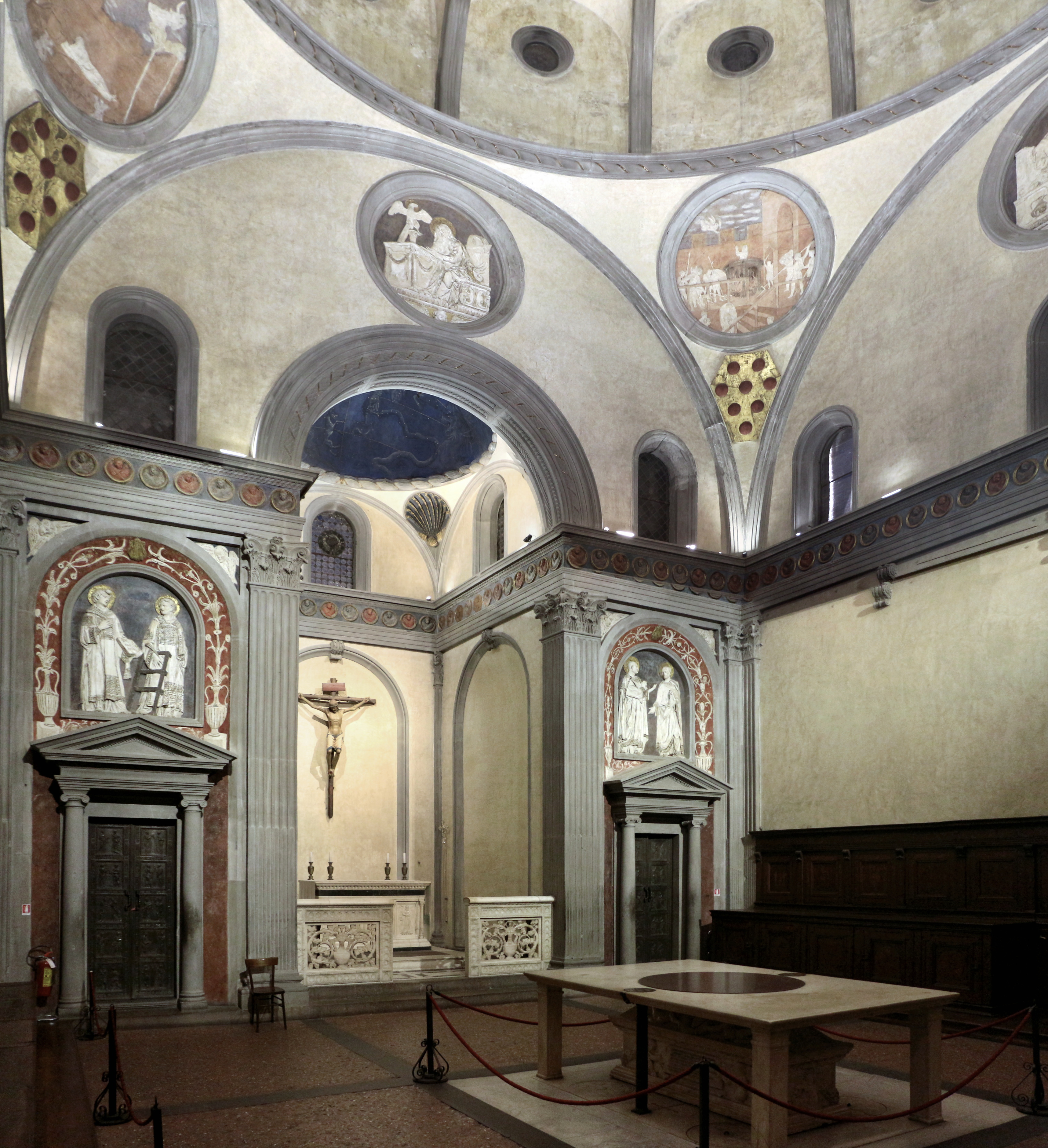
Sagrestia Vecchia, Firenze
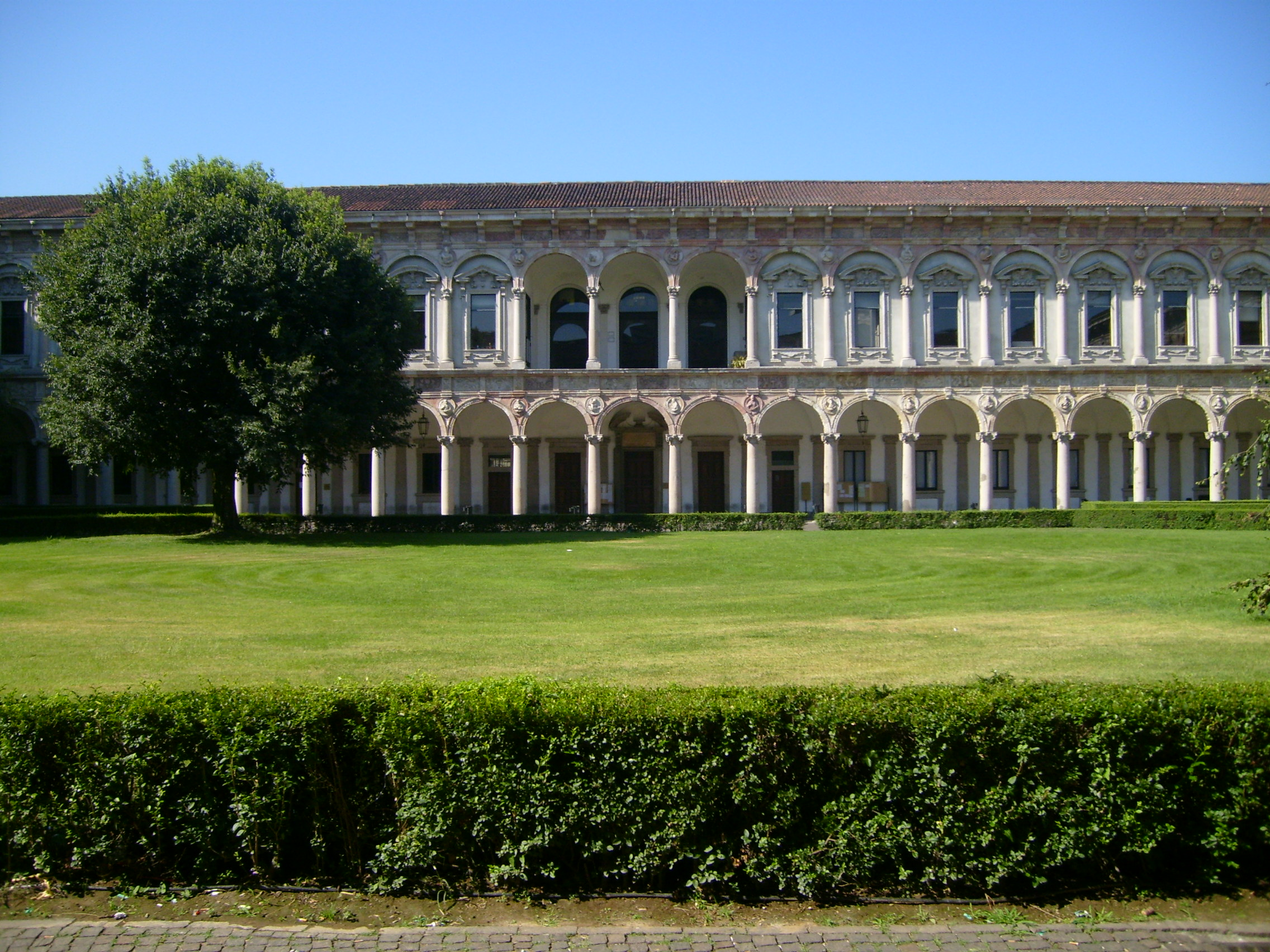
Ospedale Maggiore, Milano
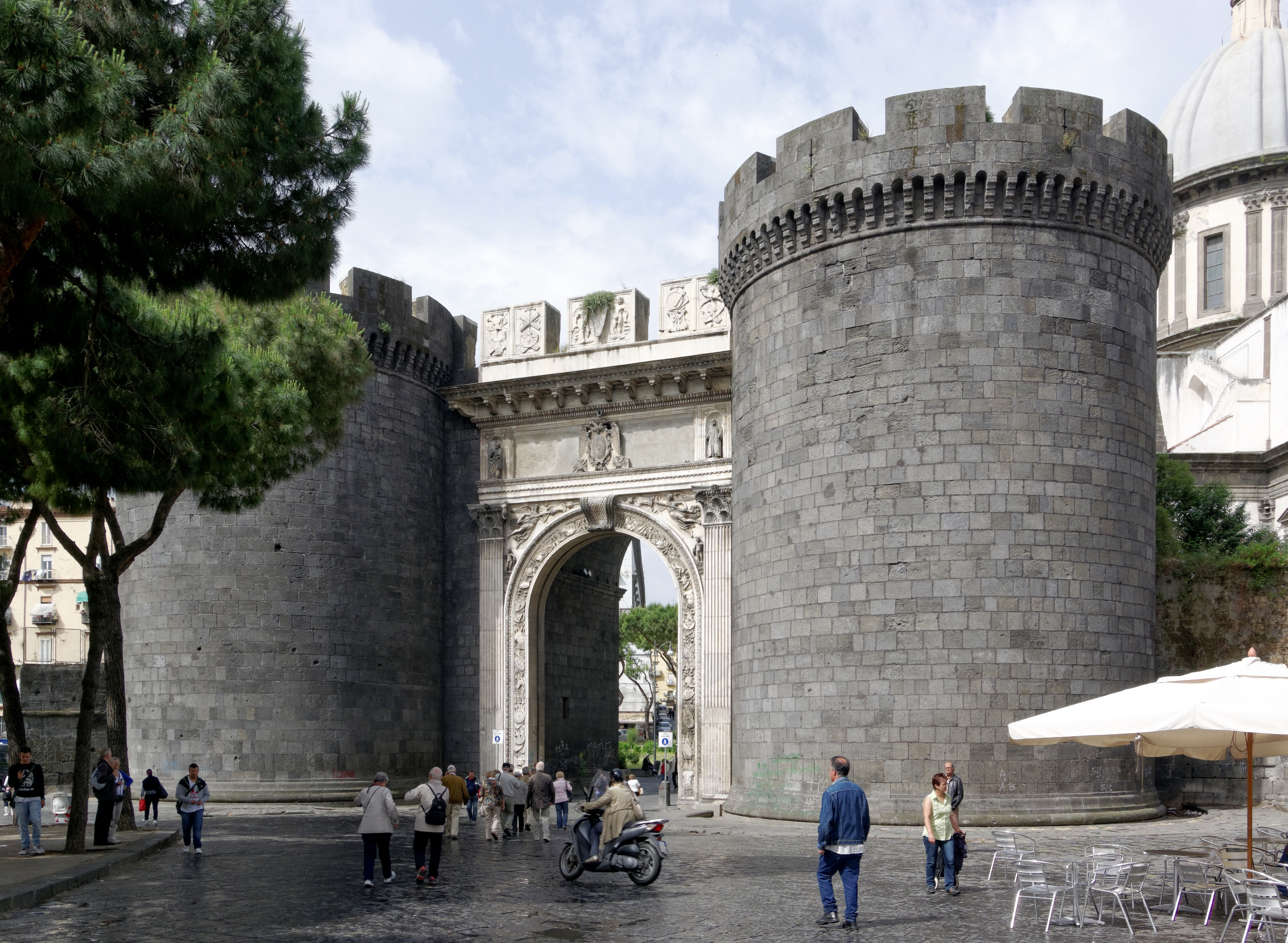
Porta Capuana, Napoli
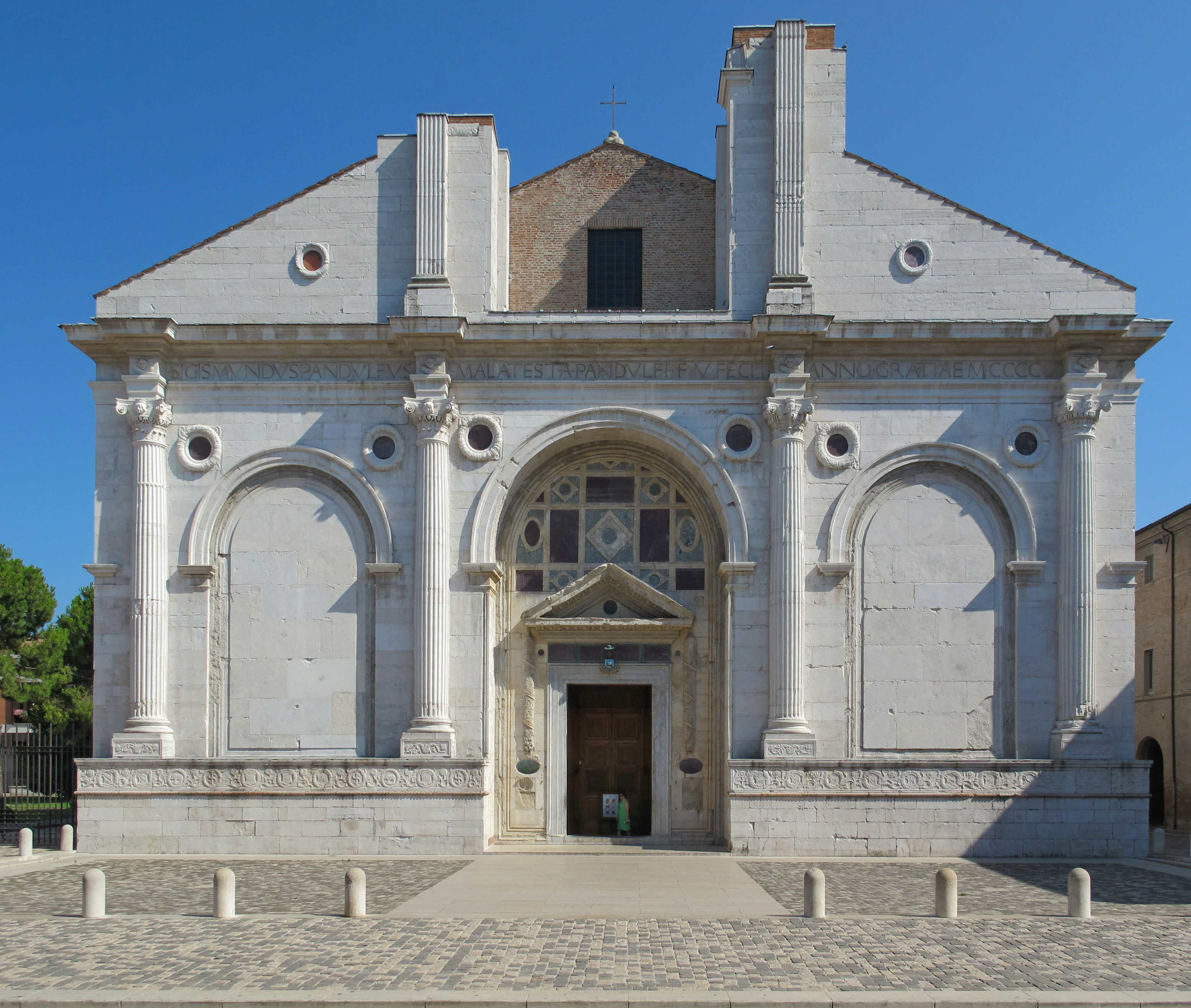
Tempio Malatestiano, Rimini
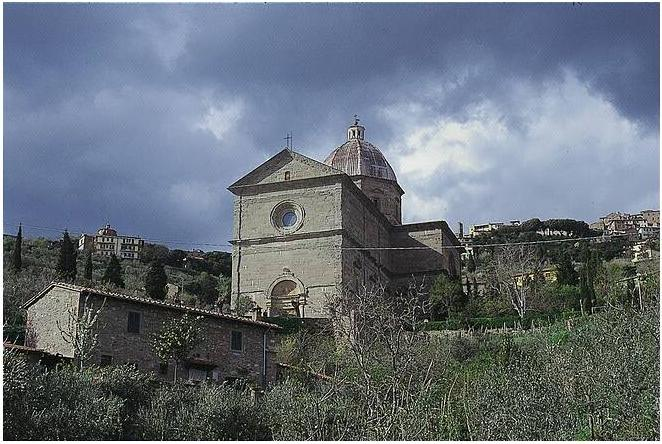
Santa Maria del Calcinaio, Cortona
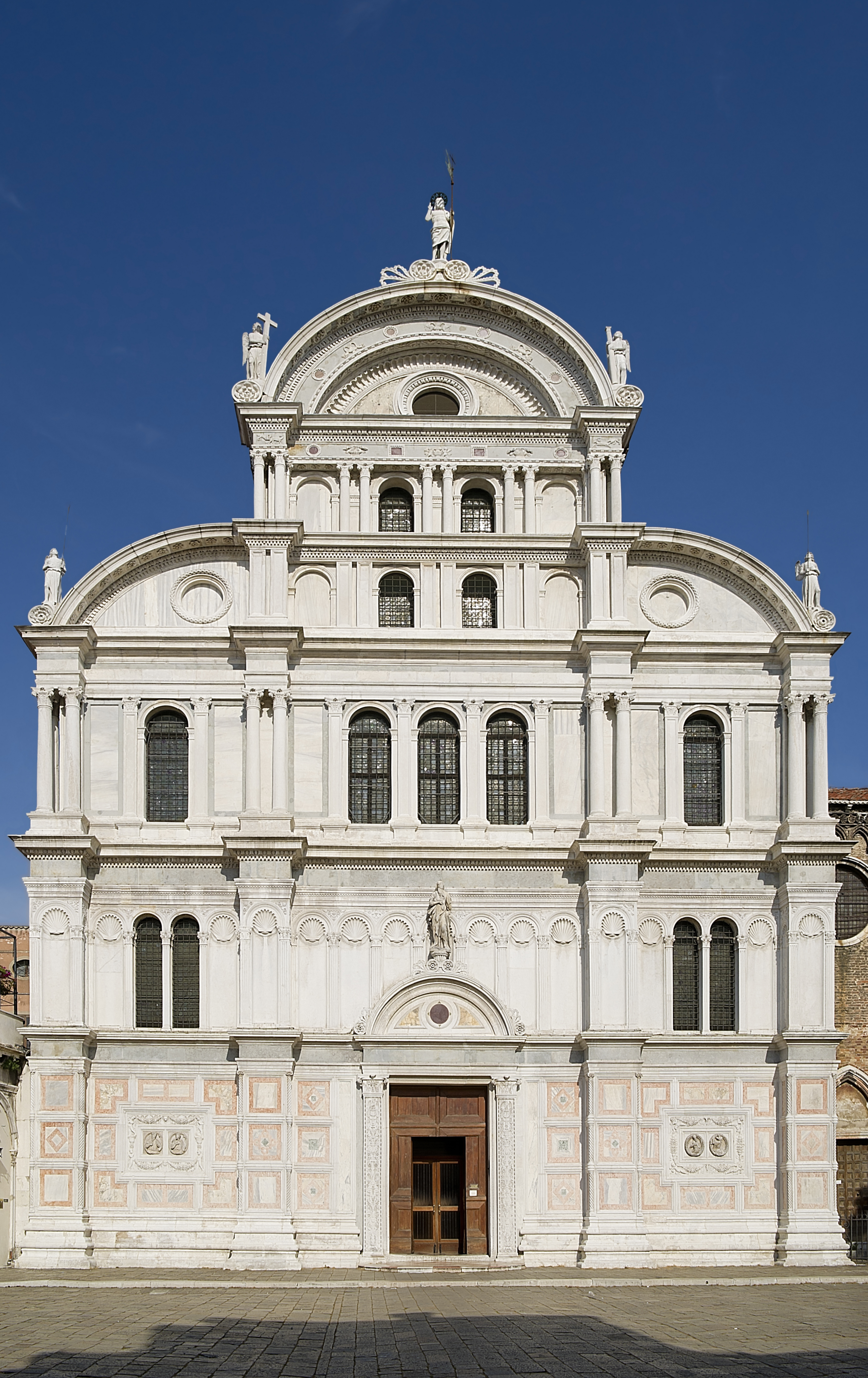
San Zaccaria, Venezia
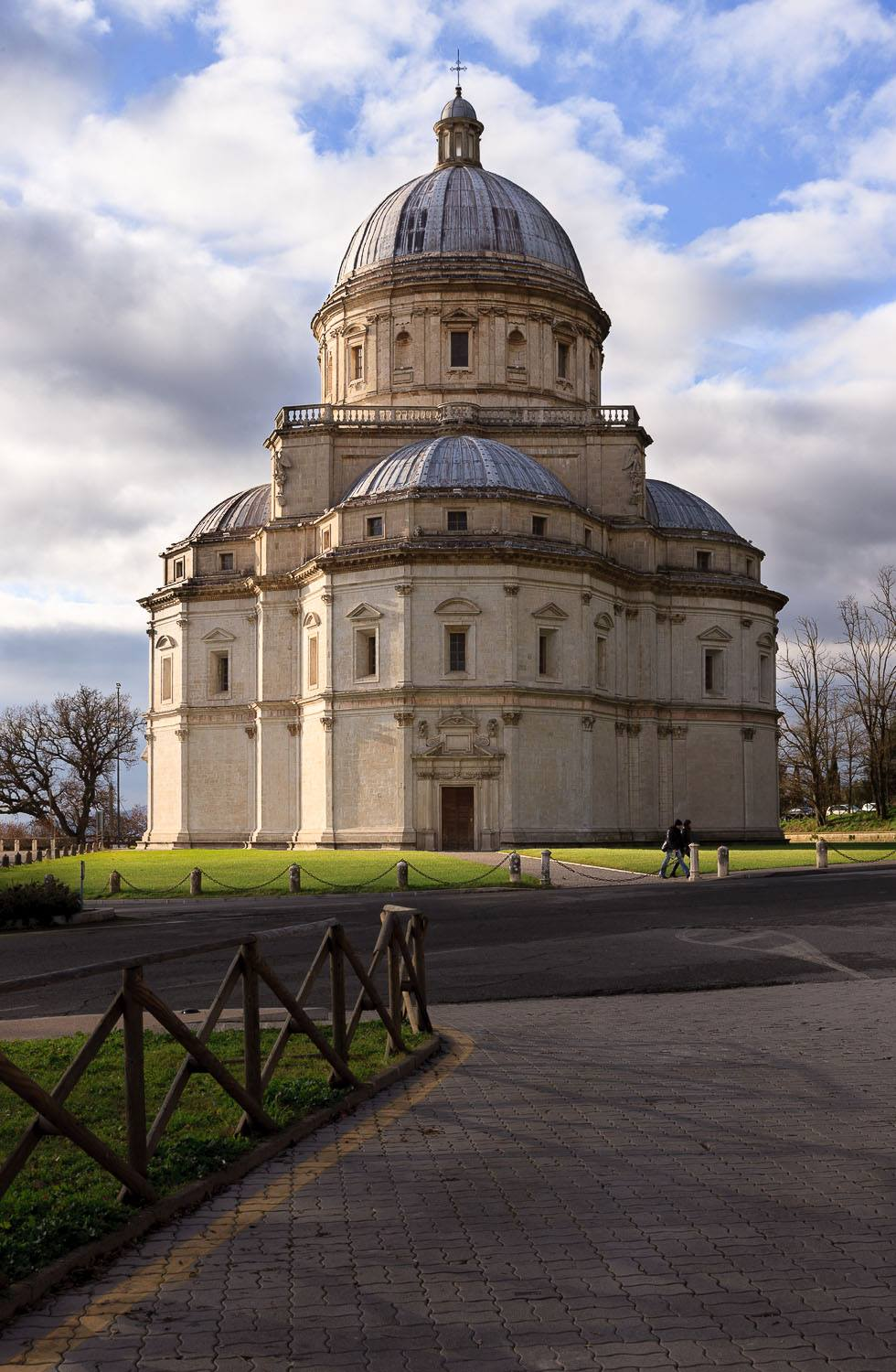
Santa Maria della Consolazione, Todi
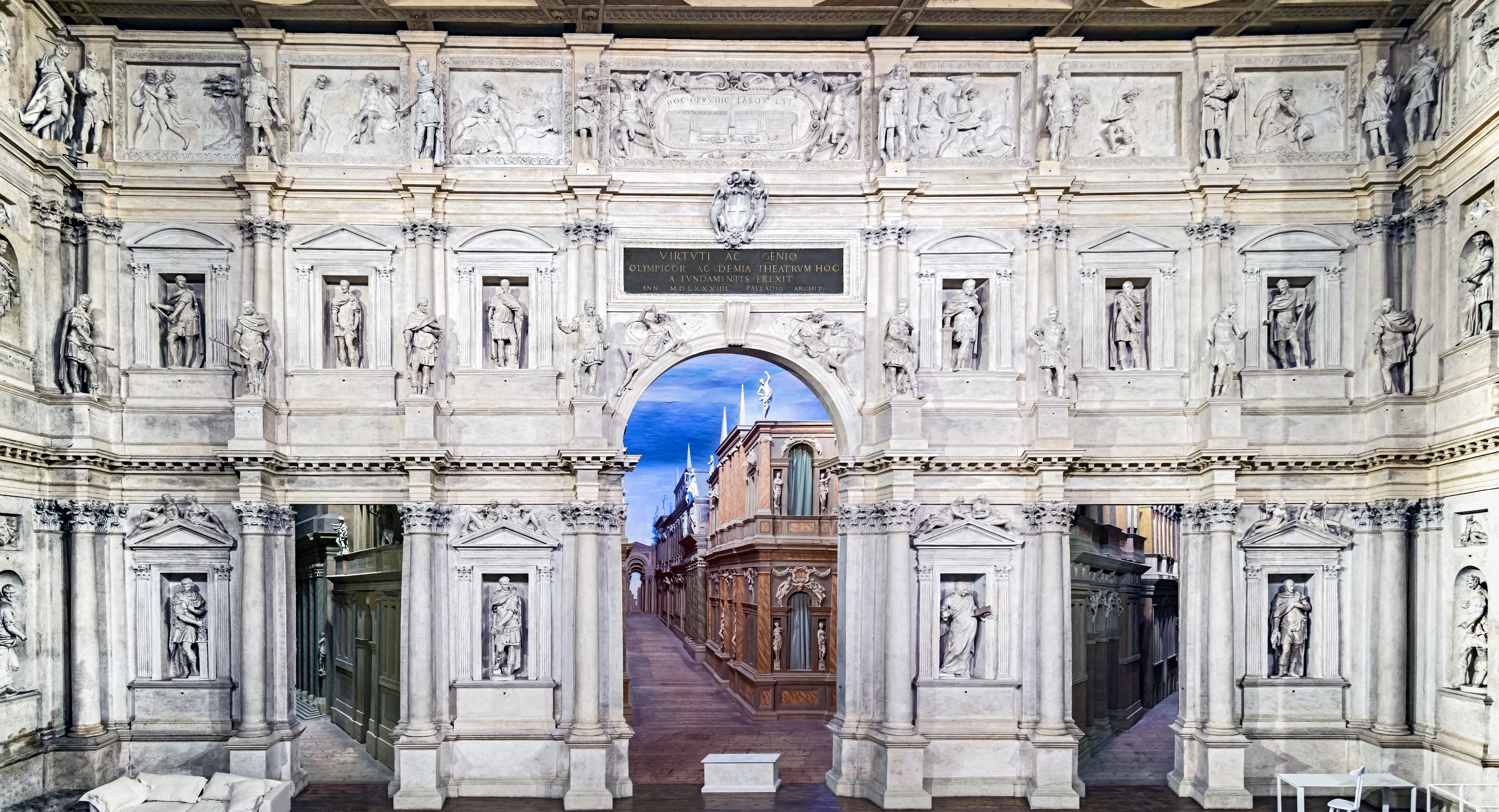
Teatro Olimpico, Vicenza
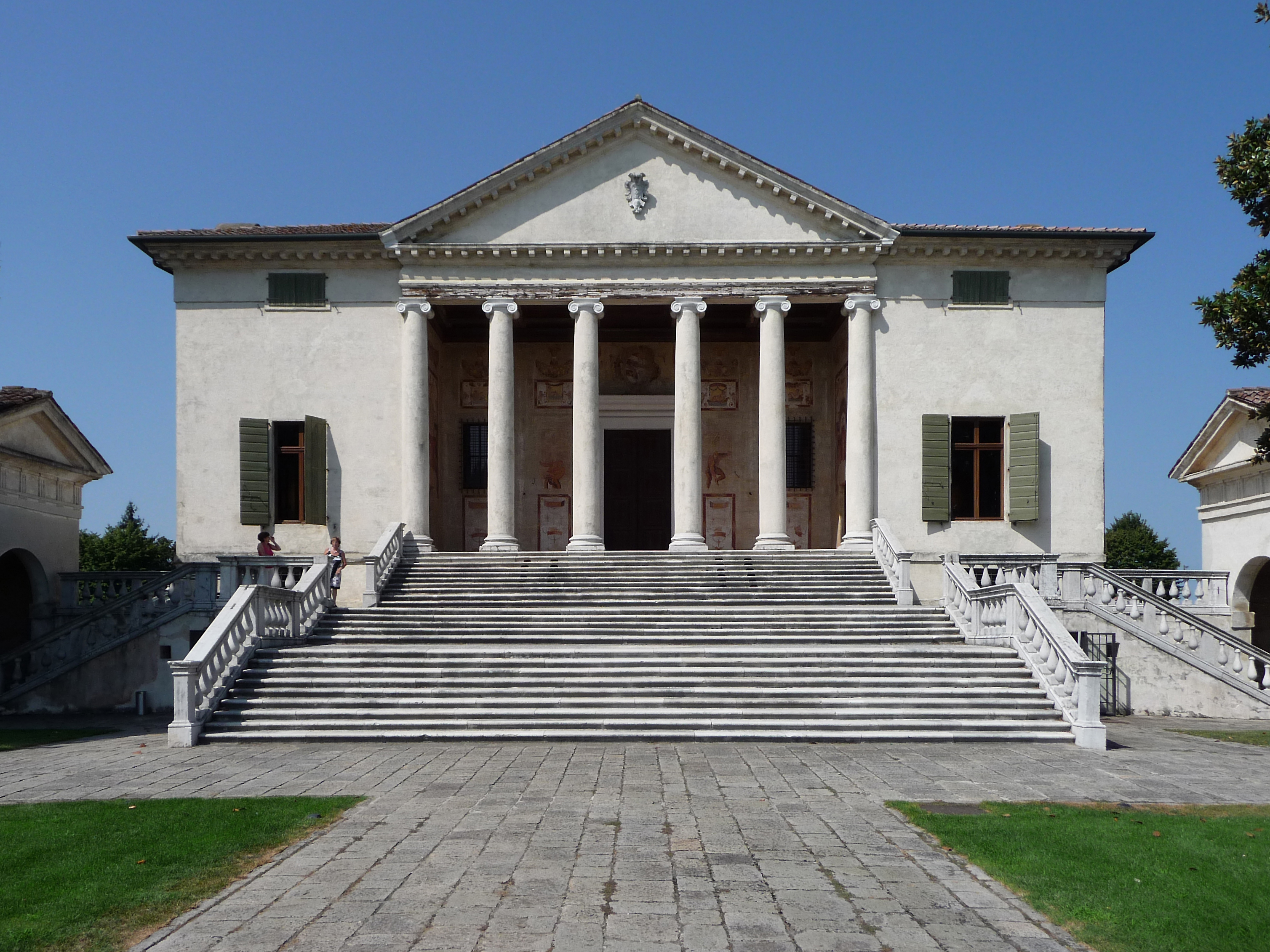
Villa Badoer, Fratta Polesine

### Approfondimenti
- J.S. Ackermann, Michelangelo, Londra, 1961.
- J.S. Ackermann, Palladio, Harmondsworth, 1961.
- Giulio Carlo Argan, Brunelleschi, Milano, 1955.
- C. Barone, Bramante, Bergamo, 1944.
- P. Barocchi, Trattati d'arte del Cinquecento fra Manierismo e controriforma, Bari, 1960-62.
- R. Bonelli, Da Bramante a Michelangelo, Venezia, 1960.
- E. Carli, Pienza, la città di Pio II, Roma 1966.
- (DE) Dagobert Frey, Michelangelo-Studien, Vienna, 1920.
- G. Giovannoni, Antonio da Sangallo il Giovane, Roma, 1959.
- A. Hauser, Il Manierismo. La crisi del Rinascimento e l'origine dell'arte moderna, Torino, 1965.
- G. Marchini, Giuliano da Sangallo, Firenze, 1942.
- O. Morisani, Michelozzo architetto, Torino, 1951.
- F. Nicolini, L'arte napoletana del Rinascimento, Napoli, 1925.
- P. Sanpaolesi, Brunelleschi, Milano, 1962.
- F. Santinello, L.B. Alberti, Firenze, 1962.
- (EN) J. Shearman, Mannerism, Hardmondsworth, 1967.
- Manfredo Tafuri, L'architettura del Manierismo nel Cinquecento, Roma, 1966.
- Adolfo Venturi, Storia dell'arte italiana, Milano, 1901-40.
- Bruno Zevi, Michelangelo architetto, Torino, 1964.